# 6000
6000是介於5999與6001之間的自然數。

## 數學
- 1/6000 = 0.00016…

## 6001至6099的整數
- 6047——安全素數
- 6053——索菲熱爾曼質數
- 6105——三角數
- 6112——五角數
- 6175——七邊形數
- 6200——調和數
- 6201——四角錐數
- 6400 = 802
- 6561 = 812
- 6426——七角數
- 6786——三角數
- 6827——安全素數
- 6902——五角數
- 6903——三角數、六角數

6000
- 合数，正因數有1、2、3、4、5、6、8、10、12、15、16、20、24、25、30、40、48、50、60、75、80、100、120、125、150、200、240、250、300、375、400、500、600、750、1000、1200、1500、2000、3000和6000。
質因數分解，{\displaystyle 2^{4}\times 3\times 5^{3}}。
- 过剩数，真因數和為13344，盈度為7344
- 十进制的奢侈數。

6001
- 合数，正因數有1、17、353和6001。
質因數分解，{\displaystyle 17\times 353}。
- 亏数，真因數和為371，虧度為5630
- 不尋常數，大於平方根的質因數為353。
- 半素数。
- 无平方数因数的数。
- 十进制的奢侈數。

6002
- 合数，正因數有1、2、3001和6002。
質因數分解，{\displaystyle 2\times 3001}。
- 亏数，真因數和為3004，虧度為2998
- 不尋常數，大於平方根的質因數為3001。
- 半素数。
- 无平方数因数的数。
- 十进制的奢侈數。

6003
- 合数，正因數有1、3、9、23、29、69、87、207、261、667、2001和6003。
質因數分解，{\displaystyle 3^{2}\times 23\times 29}。
- 亏数，真因數和為3357，虧度為2646
- 十进制的奢侈數。

6004
- 合数，正因數有1、2、4、19、38、76、79、158、316、1501、3002和6004。
質因數分解，{\displaystyle 2^{2}\times 19\times 79}。
- 亏数，真因數和為5196，虧度為808
- 不尋常數，大於平方根的質因數為79。
- 十进制的奢侈數。

6005
- 合数，正因數有1、5、1201和6005。
質因數分解，{\displaystyle 5\times 1201}。
- 亏数，真因數和為1207，虧度為4798
- 不尋常數，大於平方根的質因數為1201。
- 半素数。
- 无平方数因数的数。
- 十进制的奢侈數。

6006
- 合数，正因數有1、2、3、6、7、11、13、14、21、22、26、33、39、42、66、77、78、91、143、154、182、231、273、286、429、462、546、858、1001、2002、3003和6006。
質因數分解，{\displaystyle 2\times 3\times 7\times 11\times 13}。
- 过剩数，真因數和為10122，盈度為4116
- 无平方数因数的数。
- 普洛尼克数，為77與78的乘積。
- 十进制的奢侈數。

6007
- 第784個質數。

6008
- 合数，正因數有1、2、4、8、751、1502、3004和6008。
質因數分解，{\displaystyle 2^{3}\times 751}。
- 亏数，真因數和為5272，虧度為736
- 不尋常數，大於平方根的質因數為751。
- 十进制的奢侈數。

6009
- 合数，正因數有1、3、2003和6009。
質因數分解，{\displaystyle 3\times 2003}。
- 亏数，真因數和為2007，虧度為4002
- 不尋常數，大於平方根的質因數為2003。
- 半素数。
- 无平方数因数的数。
- 十进制的奢侈數。

6010
- 合数，正因數有1、2、5、10、601、1202、3005和6010。
質因數分解，{\displaystyle 2\times 5\times 601}。
- 亏数，真因數和為4826，虧度為1184
- 不尋常數，大於平方根的質因數為601。
- 无平方数因数的数。
  - 楔形数。
- 十进制的奢侈數。

6011
- 第785個質數。

6012
- 合数，正因數有1、2、3、4、6、9、12、18、36、167、334、501、668、1002、1503、2004、3006和6012。
質因數分解，{\displaystyle 2^{2}\times 3^{2}\times 167}。
- 过剩数，真因數和為9276，盈度為3264
- 不尋常數，大於平方根的質因數為167。
- 十进制的奢侈數。

6013
- 合数，正因數有1、7、859和6013。
質因數分解，{\displaystyle 7\times 859}。
- 亏数，真因數和為867，虧度為5146
- 不尋常數，大於平方根的質因數為859。
- 半素数。
- 无平方数因数的数。
- 十进制的等數位數。

6014
- 合数，正因數有1、2、31、62、97、194、3007和6014。
質因數分解，{\displaystyle 2\times 31\times 97}。
- 亏数，真因數和為3394，虧度為2620
- 不尋常數，大於平方根的質因數為97。
- 无平方数因数的数。
  - 楔形数。
- 十进制的奢侈數。

6015
- 合数，正因數有1、3、5、15、401、1203、2005和6015。
質因數分解，{\displaystyle 3\times 5\times 401}。
- 亏数，真因數和為3633，虧度為2382
- 不尋常數，大於平方根的質因數為401。
- 无平方数因数的数。
  - 楔形数。
- 十进制的奢侈數。

6016
- 合数，正因數有1、2、4、8、16、32、47、64、94、128、188、376、752、1504、3008和6016。
質因數分解，{\displaystyle 2^{7}\times 47}。
- 过剩数，真因數和為6224，盈度為208
- 十进制的等數位數。

6017
- 合数，正因數有1、11、547和6017。
質因數分解，{\displaystyle 11\times 547}。
- 亏数，真因數和為559，虧度為5458
- 不尋常數，大於平方根的質因數為547。
- 半素数。
- 无平方数因数的数。
- 十进制的奢侈數。

6018
- 合数，正因數有1、2、3、6、17、34、51、59、102、118、177、354、1003、2006、3009和6018。
質因數分解，{\displaystyle 2\times 3\times 17\times 59}。
- 过剩数，真因數和為6942，盈度為924
- 无平方数因数的数。
- 十进制的奢侈數。

6019
- 合数，正因數有1、13、463和6019。
質因數分解，{\displaystyle 13\times 463}。
- 亏数，真因數和為477，虧度為5542
- 不尋常數，大於平方根的質因數為463。
- 半素数。
- 无平方数因数的数。
- 十进制的奢侈數。

6020
- 合数，正因數有1、2、4、5、7、10、14、20、28、35、43、70、86、140、172、215、301、430、602、860、1204、1505、3010和6020。
質因數分解，{\displaystyle 2^{2}\times 5\times 7\times 43}。
- 过剩数，真因數和為8764，盈度為2744
- 十进制的奢侈數。

6021
- 合数，正因數有1、3、9、27、223、669、2007和6021。
質因數分解，{\displaystyle 3^{3}\times 223}。
- 亏数，真因數和為2939，虧度為3082
- 不尋常數，大於平方根的質因數為223。
- 十进制的奢侈數。

6022
- 合数，正因數有1、2、3011和6022。
質因數分解，{\displaystyle 2\times 3011}。
- 亏数，真因數和為3014，虧度為3008
- 不尋常數，大於平方根的質因數為3011。
- 半素数。
- 无平方数因数的数。
- 十进制的奢侈數。

6023
- 合数，正因數有1、19、317和6023。
質因數分解，{\displaystyle 19\times 317}。
- 亏数，真因數和為337，虧度為5686
- 不尋常數，大於平方根的質因數為317。
- 半素数。
- 无平方数因数的数。
- 十进制的奢侈數。

6024
- 合数，正因數有1、2、3、4、6、8、12、24、251、502、753、1004、1506、2008、3012和6024。
質因數分解，{\displaystyle 2^{3}\times 3\times 251}。
- 过剩数，真因數和為9096，盈度為3072
- 不尋常數，大於平方根的質因數為251。
- 十进制的奢侈數。

6025
- 合数，正因數有1、5、25、241、1205和6025。
質因數分解，{\displaystyle 5^{2}\times 241}。
- 亏数，真因數和為1477，虧度為4548
- 不尋常數，大於平方根的質因數為241。
- 十进制的奢侈數。

6026
- 合数，正因數有1、2、23、46、131、262、3013和6026。
質因數分解，{\displaystyle 2\times 23\times 131}。
- 亏数，真因數和為3478，虧度為2548
- 不尋常數，大於平方根的質因數為131。
- 无平方数因数的数。
  - 楔形数。
- 十进制的奢侈數。

6027
- 合数，正因數有1、3、7、21、41、49、123、147、287、861、2009和6027。
質因數分解，{\displaystyle 3\times 7^{2}\times 41}。
- 亏数，真因數和為3549，虧度為2478
- 十进制的奢侈數。

6028
- 合数，正因數有1、2、4、11、22、44、137、274、548、1507、3014和6028。
質因數分解，{\displaystyle 2^{2}\times 11\times 137}。
- 亏数，真因數和為5564，虧度為464
- 不尋常數，大於平方根的質因數為137。
- 十进制的奢侈數。

6029
- 第786個質數。

6030
- 合数，正因數有1、2、3、5、6、9、10、15、18、30、45、67、90、134、201、335、402、603、670、1005、1206、2010、3015和6030。
質因數分解，{\displaystyle 2\times 3^{2}\times 5\times 67}。
- 过剩数，真因數和為9882，盈度為3852
- 十进制的奢侈數。

6031
- 合数，正因數有1、37、163和6031。
質因數分解，{\displaystyle 37\times 163}。
- 亏数，真因數和為201，虧度為5830
- 不尋常數，大於平方根的質因數為163。
- 半素数。
- 无平方数因数的数。
- 十进制的奢侈數。

6032
- 合数，正因數有1、2、4、8、13、16、26、29、52、58、104、116、208、232、377、464、754、1508、3016和6032。
質因數分解，{\displaystyle 2^{4}\times 13\times 29}。
- 过剩数，真因數和為6988，盈度為956
- 十进制的奢侈數。

6033
- 合数，正因數有1、3、2011和6033。
質因數分解，{\displaystyle 3\times 2011}。
- 亏数，真因數和為2015，虧度為4018
- 不尋常數，大於平方根的質因數為2011。
- 半素数。
- 无平方数因数的数。
- 十进制的奢侈數。

6034
- 合数，正因數有1、2、7、14、431、862、3017和6034。
質因數分解，{\displaystyle 2\times 7\times 431}。
- 亏数，真因數和為4334，虧度為1700
- 不尋常數，大於平方根的質因數為431。
- 无平方数因数的数。
  - 楔形数。
- 十进制的奢侈數。

6035
- 合数，正因數有1、5、17、71、85、355、1207和6035。
質因數分解，{\displaystyle 5\times 17\times 71}。
- 亏数，真因數和為1741，虧度為4294
- 无平方数因数的数。
  - 楔形数。
- 十进制的奢侈數。

6036
- 合数，正因數有1、2、3、4、6、12、503、1006、1509、2012、3018和6036。
質因數分解，{\displaystyle 2^{2}\times 3\times 503}。
- 过剩数，真因數和為8076，盈度為2040
  - 半完全数，和為本身的其中一組因數為503、 1006、 1509、 3018。
- 不尋常數，大於平方根的質因數為503。
- 十进制的奢侈數。

6037
- 第787個質數。

6038
- 合数，正因數有1、2、3019和6038。
質因數分解，{\displaystyle 2\times 3019}。
- 亏数，真因數和為3022，虧度為3016
- 不尋常數，大於平方根的質因數為3019。
- 半素数。
- 无平方数因数的数。
- 十进制的奢侈數。

6039
- 合数，正因數有1、3、9、11、33、61、99、183、549、671、2013和6039。
質因數分解，{\displaystyle 3^{2}\times 11\times 61}。
- 亏数，真因數和為3633，虧度為2406
- 十进制的奢侈數。

6040
- 合数，正因數有1、2、4、5、8、10、20、40、151、302、604、755、1208、1510、3020和6040。
質因數分解，{\displaystyle 2^{3}\times 5\times 151}。
- 过剩数，真因數和為7640，盈度為1600
- 不尋常數，大於平方根的質因數為151。
- 十进制的奢侈數。

6041
- 合数，正因數有1、7、863和6041。
質因數分解，{\displaystyle 7\times 863}。
- 亏数，真因數和為871，虧度為5170
- 不尋常數，大於平方根的質因數為863。
- 半素数。
- 无平方数因数的数。
- 十进制的等數位數。

6042
- 合数，正因數有1、2、3、6、19、38、53、57、106、114、159、318、1007、2014、3021和6042。
質因數分解，{\displaystyle 2\times 3\times 19\times 53}。
- 过剩数，真因數和為6918，盈度為876
- 无平方数因数的数。
- 十进制的奢侈數。

6043
- 第788個質數。

6044
- 合数，正因數有1、2、4、1511、3022和6044。
質因數分解，{\displaystyle 2^{2}\times 1511}。
- 亏数，真因數和為4540，虧度為1504
- 不尋常數，大於平方根的質因數為1511。
- 十进制的奢侈數。

6045
- 合数，正因數有1、3、5、13、15、31、39、65、93、155、195、403、465、1209、2015和6045。
質因數分解，{\displaystyle 3\times 5\times 13\times 31}。
- 亏数，真因數和為4707，虧度為1338
- 无平方数因数的数。
- 十进制的奢侈數。

6046
- 合数，正因數有1、2、3023和6046。
質因數分解，{\displaystyle 2\times 3023}。
- 亏数，真因數和為3026，虧度為3020
- 不尋常數，大於平方根的質因數為3023。
- 半素数。
- 无平方数因数的数。
- 十进制的奢侈數。

6047
- 第789個質數。

6048
- 合数，正因數有1、2、3、4、6、7、8、9、12、14、16、18、21、24、27、28、32、36、42、48、54、56、63、72、84、96、108、112、126、144、168、189、216、224、252、288、336、378、432、504、672、756、864、1008、1512、2016、3024和6048。
質因數分解，{\displaystyle 2^{5}\times 3^{3}\times 7}。
- 过剩数，真因數和為14112，盈度為8064
- 十进制的奢侈數。

6049
- 合数，正因數有1、23、263和6049。
質因數分解，{\displaystyle 23\times 263}。
- 亏数，真因數和為287，虧度為5762
- 不尋常數，大於平方根的質因數為263。
- 半素数。
- 无平方数因数的数。
- 十进制的奢侈數。

6050
- 合数，正因數有1、2、5、10、11、22、25、50、55、110、121、242、275、550、605、1210、3025和6050。
質因數分解，{\displaystyle 2\times 5^{2}\times 11^{2}}。
- 过剩数，真因數和為6319，盈度為269
- 十进制的奢侈數。

6051
- 合数，正因數有1、3、2017和6051。
質因數分解，{\displaystyle 3\times 2017}。
- 亏数，真因數和為2021，虧度為4030
- 不尋常數，大於平方根的質因數為2017。
- 半素数。
- 无平方数因数的数。
- 十进制的奢侈數。

6052
- 合数，正因數有1、2、4、17、34、68、89、178、356、1513、3026和6052。
質因數分解，{\displaystyle 2^{2}\times 17\times 89}。
- 亏数，真因數和為5288，虧度為764
- 不尋常數，大於平方根的質因數為89。
- 十进制的奢侈數。

6053
- 第790個質數。

6054
- 合数，正因數有1、2、3、6、1009、2018、3027和6054。
質因數分解，{\displaystyle 2\times 3\times 1009}。
- 过剩数，真因數和為6066，盈度為12
  - 半完全数，和為本身的其中一組因數為1009、 2018、 3027。
- 不尋常數，大於平方根的質因數為1009。
- 佩服數，佩服因數為6。
- 无平方数因数的数。
  - 楔形数。
- 十进制的奢侈數。

6055
- 合数，正因數有1、5、7、35、173、865、1211和6055。
質因數分解，{\displaystyle 5\times 7\times 173}。
- 亏数，真因數和為2297，虧度為3758
- 不尋常數，大於平方根的質因數為173。
- 无平方数因数的数。
  - 楔形数。
- 十进制的奢侈數。

6056
- 合数，正因數有1、2、4、8、757、1514、3028和6056。
質因數分解，{\displaystyle 2^{3}\times 757}。
- 亏数，真因數和為5314，虧度為742
- 不尋常數，大於平方根的質因數為757。
- 十进制的奢侈數。

6057
- 合数，正因數有1、3、9、673、2019和6057。
質因數分解，{\displaystyle 3^{2}\times 673}。
- 亏数，真因數和為2705，虧度為3352
- 不尋常數，大於平方根的質因數為673。
- 十进制的奢侈數。

6058
- 合数，正因數有1、2、13、26、233、466、3029和6058。
質因數分解，{\displaystyle 2\times 13\times 233}。
- 亏数，真因數和為3770，虧度為2288
- 不尋常數，大於平方根的質因數為233。
- 无平方数因数的数。
  - 楔形数。
- 十进制的奢侈數。

6059
- 合数，正因數有1、73、83和6059。
質因數分解，{\displaystyle 73\times 83}。
- 亏数，真因數和為157，虧度為5902
- 不尋常數，大於平方根的質因數為83。
- 半素数。
- 无平方数因数的数。
- 十进制的等數位數。

6060
- 合数，正因數有1、2、3、4、5、6、10、12、15、20、30、60、101、202、303、404、505、606、1010、1212、1515、2020、3030和6060。
質因數分解，{\displaystyle 2^{2}\times 3\times 5\times 101}。
- 过剩数，真因數和為11076，盈度為5016
- 不尋常數，大於平方根的質因數為101。
- 十进制的奢侈數。

6061
- 合数，正因數有1、11、19、29、209、319、551和6061。
質因數分解，{\displaystyle 11\times 19\times 29}。
- 亏数，真因數和為1139，虧度為4922
- 无平方数因数的数。
  - 楔形数。
- 十进制的奢侈數。

6062
- 合数，正因數有1、2、7、14、433、866、3031和6062。
質因數分解，{\displaystyle 2\times 7\times 433}。
- 亏数，真因數和為4354，虧度為1708
- 不尋常數，大於平方根的質因數為433。
- 无平方数因数的数。
  - 楔形数。
- 十进制的奢侈數。

6063
- 合数，正因數有1、3、43、47、129、141、2021和6063。
質因數分解，{\displaystyle 3\times 43\times 47}。
- 亏数，真因數和為2385，虧度為3678
- 无平方数因数的数。
  - 楔形数。
- 十进制的奢侈數。

6064
- 合数，正因數有1、2、4、8、16、379、758、1516、3032和6064。
質因數分解，{\displaystyle 2^{4}\times 379}。
- 亏数，真因數和為5716，虧度為348
- 不尋常數，大於平方根的質因數為379。
- 十进制的奢侈數。

6065
- 合数，正因數有1、5、1213和6065。
質因數分解，{\displaystyle 5\times 1213}。
- 亏数，真因數和為1219，虧度為4846
- 不尋常數，大於平方根的質因數為1213。
- 半素数。
- 无平方数因数的数。
- 十进制的奢侈數。

6066
- 合数，正因數有1、2、3、6、9、18、337、674、1011、2022、3033和6066。
質因數分解，{\displaystyle 2\times 3^{2}\times 337}。
- 过剩数，真因數和為7116，盈度為1050
  - 半完全数，和為本身的其中一組因數為337、 674、 2022、 3033。
- 不尋常數，大於平方根的質因數為337。
- 十进制的奢侈數。

6067
- 第791個質數。

6068
- 合数，正因數有1、2、4、37、41、74、82、148、164、1517、3034和6068。
質因數分解，{\displaystyle 2^{2}\times 37\times 41}。
- 亏数，真因數和為5104，虧度為964
- 十进制的奢侈數。

6069
- 合数，正因數有1、3、7、17、21、51、119、289、357、867、2023和6069。
質因數分解，{\displaystyle 3\times 7\times 17^{2}}。
- 亏数，真因數和為3755，虧度為2314
- 十进制的奢侈數。

6070
- 合数，正因數有1、2、5、10、607、1214、3035和6070。
質因數分解，{\displaystyle 2\times 5\times 607}。
- 亏数，真因數和為4874，虧度為1196
- 不尋常數，大於平方根的質因數為607。
- 无平方数因数的数。
  - 楔形数。
- 十进制的奢侈數。

6071
- 合数，正因數有1、13、467和6071。
質因數分解，{\displaystyle 13\times 467}。
- 亏数，真因數和為481，虧度為5590
- 不尋常數，大於平方根的質因數為467。
- 半素数。
- 无平方数因数的数。
- 十进制的奢侈數。

6072
- 合数，正因數有1、2、3、4、6、8、11、12、22、23、24、33、44、46、66、69、88、92、132、138、184、253、264、276、506、552、759、1012、1518、2024、3036和6072。
質因數分解，{\displaystyle 2^{3}\times 3\times 11\times 23}。
- 过剩数，真因數和為11208，盈度為5136
- 十进制的奢侈數。

6073
- 第792個質數。

6074
- 合数，正因數有1、2、3037和6074。
質因數分解，{\displaystyle 2\times 3037}。
- 亏数，真因數和為3040，虧度為3034
- 不尋常數，大於平方根的質因數為3037。
- 半素数。
- 无平方数因数的数。
- 十进制的奢侈數。

6075
- 合数，正因數有1、3、5、9、15、25、27、45、75、81、135、225、243、405、675、1215、2025和6075。
質因數分解，{\displaystyle 3^{5}\times 5^{2}}。
- 亏数，真因數和為5209，虧度為866
- 十进制的等數位數。

6076
- 合数，正因數有1、2、4、7、14、28、31、49、62、98、124、196、217、434、868、1519、3038和6076。
質因數分解，{\displaystyle 2^{2}\times 7^{2}\times 31}。
- 过剩数，真因數和為6692，盈度為616
- 十进制的奢侈數。

6077
- 合数，正因數有1、59、103和6077。
質因數分解，{\displaystyle 59\times 103}。
- 亏数，真因數和為163，虧度為5914
- 不尋常數，大於平方根的質因數為103。
- 半素数。
- 无平方数因数的数。
- 十进制的奢侈數。

6078
- 合数，正因數有1、2、3、6、1013、2026、3039和6078。
質因數分解，{\displaystyle 2\times 3\times 1013}。
- 过剩数，真因數和為6090，盈度為12
  - 半完全数，和為本身的其中一組因數為1013、 2026、 3039。
- 不尋常數，大於平方根的質因數為1013。
- 佩服數，佩服因數為6。
- 无平方数因数的数。
  - 楔形数。
- 十进制的奢侈數。

6079
- 第793個質數。

6080
- 合数，正因數有1、2、4、5、8、10、16、19、20、32、38、40、64、76、80、95、152、160、190、304、320、380、608、760、1216、1520、3040和6080。
質因數分解，{\displaystyle 2^{6}\times 5\times 19}。
- 过剩数，真因數和為9160，盈度為3080
- 十进制的奢侈數。

6081
- 合数，正因數有1、3、2027和6081。
質因數分解，{\displaystyle 3\times 2027}。
- 亏数，真因數和為2031，虧度為4050
- 不尋常數，大於平方根的質因數為2027。
- 半素数。
- 无平方数因数的数。
- 十进制的奢侈數。

6082
- 合数，正因數有1、2、3041和6082。
質因數分解，{\displaystyle 2\times 3041}。
- 亏数，真因數和為3044，虧度為3038
- 不尋常數，大於平方根的質因數為3041。
- 半素数。
- 无平方数因数的数。
- 十进制的奢侈數。

6083
- 合数，正因數有1、7、11、77、79、553、869和6083。
質因數分解，{\displaystyle 7\times 11\times 79}。
- 亏数，真因數和為1597，虧度為4486
- 不尋常數，大於平方根的質因數為79。
- 无平方数因数的数。
  - 楔形数。
- 十进制的奢侈數。

6084
- 合数，正因數有1、2、3、4、6、9、12、13、18、26、36、39、52、78、117、156、169、234、338、468、507、676、1014、1521、2028、3042和6084。
質因數分解，{\displaystyle 2^{2}\times 3^{2}\times 13^{2}}。
- 过剩数，真因數和為10569，盈度為4485
- 平方数，為78的平方。
- 十进制的奢侈數。

6085
- 合数，正因數有1、5、1217和6085。
質因數分解，{\displaystyle 5\times 1217}。
- 亏数，真因數和為1223，虧度為4862
- 不尋常數，大於平方根的質因數為1217。
- 半素数。
- 无平方数因数的数。
- 十进制的奢侈數。

6086
- 合数，正因數有1、2、17、34、179、358、3043和6086。
質因數分解，{\displaystyle 2\times 17\times 179}。
- 亏数，真因數和為3634，虧度為2452
- 不尋常數，大於平方根的質因數為179。
- 无平方数因数的数。
  - 楔形数。
- 十进制的奢侈數。

6087
- 合数，正因數有1、3、2029和6087。
質因數分解，{\displaystyle 3\times 2029}。
- 亏数，真因數和為2033，虧度為4054
- 不尋常數，大於平方根的質因數為2029。
- 半素数。
- 无平方数因数的数。
- 十进制的奢侈數。

6088
- 合数，正因數有1、2、4、8、761、1522、3044和6088。
質因數分解，{\displaystyle 2^{3}\times 761}。
- 亏数，真因數和為5342，虧度為746
- 不尋常數，大於平方根的質因數為761。
- 十进制的奢侈數。

6089
- 第794個質數。
  - 孪生素数，為（6089、 6091）

6090
- 合数，正因數有1、2、3、5、6、7、10、14、15、21、29、30、35、42、58、70、87、105、145、174、203、210、290、406、435、609、870、1015、1218、2030、3045和6090。
質因數分解，{\displaystyle 2\times 3\times 5\times 7\times 29}。
- 过剩数，真因數和為11190，盈度為5100
- 无平方数因数的数。
- 十进制的奢侈數。

6091
- 第795個質數。
  - 孪生素数，為（6089、 6091）

6092
- 合数，正因數有1、2、4、1523、3046和6092。
質因數分解，{\displaystyle 2^{2}\times 1523}。
- 亏数，真因數和為4576，虧度為1516
- 不尋常數，大於平方根的質因數為1523。
- 十进制的奢侈數。

6093
- 合数，正因數有1、3、9、677、2031和6093。
質因數分解，{\displaystyle 3^{2}\times 677}。
- 亏数，真因數和為2721，虧度為3372
- 不尋常數，大於平方根的質因數為677。
- 十进制的奢侈數。

6094
- 合数，正因數有1、2、11、22、277、554、3047和6094。
質因數分解，{\displaystyle 2\times 11\times 277}。
- 亏数，真因數和為3914，虧度為2180
- 不尋常數，大於平方根的質因數為277。
- 无平方数因数的数。
  - 楔形数。
- 十进制的奢侈數。

6095
- 合数，正因數有1、5、23、53、115、265、1219和6095。
質因數分解，{\displaystyle 5\times 23\times 53}。
- 亏数，真因數和為1681，虧度為4414
- 无平方数因数的数。
  - 楔形数。
- 十进制的奢侈數。

6096
- 合数，正因數有1、2、3、4、6、8、12、16、24、48、127、254、381、508、762、1016、1524、2032、3048和6096。
質因數分解，{\displaystyle 2^{4}\times 3\times 127}。
- 过剩数，真因數和為9776，盈度為3680
- 不尋常數，大於平方根的質因數為127。
- 十进制的奢侈數。

6097
- 合数，正因數有1、7、13、67、91、469、871和6097。
質因數分解，{\displaystyle 7\times 13\times 67}。
- 亏数，真因數和為1519，虧度為4578
- 无平方数因数的数。
  - 楔形数。
- 十进制的奢侈數。

6098
- 合数，正因數有1、2、3049和6098。
質因數分解，{\displaystyle 2\times 3049}。
- 亏数，真因數和為3052，虧度為3046
- 不尋常數，大於平方根的質因數為3049。
- 半素数。
- 无平方数因数的数。
- 十进制的奢侈數。

6099
- 合数，正因數有1、3、19、57、107、321、2033和6099。
質因數分解，{\displaystyle 3\times 19\times 107}。
- 亏数，真因數和為2541，虧度為3558
- 不尋常數，大於平方根的質因數為107。
- 无平方数因数的数。
  - 楔形数。
- 十进制的奢侈數。

6100
- 合数，正因數有1、2、4、5、10、20、25、50、61、100、122、244、305、610、1220、1525、3050和6100。
質因數分解，{\displaystyle 2^{2}\times 5^{2}\times 61}。
- 过剩数，真因數和為7354，盈度為1254
- 十进制的奢侈數。

6101
- 第796個質數。

6102
- 合数，正因數有1、2、3、6、9、18、27、54、113、226、339、678、1017、2034、3051和6102。
質因數分解，{\displaystyle 2\times 3^{3}\times 113}。
- 过剩数，真因數和為7578，盈度為1476
- 不尋常數，大於平方根的質因數為113。
- 十进制的奢侈數。

6103
- 合数，正因數有1、17、359和6103。
質因數分解，{\displaystyle 17\times 359}。
- 亏数，真因數和為377，虧度為5726
- 不尋常數，大於平方根的質因數為359。
- 半素数。
- 无平方数因数的数。
- 十进制的奢侈數。

6104
- 合数，正因數有1、2、4、7、8、14、28、56、109、218、436、763、872、1526、3052和6104。
質因數分解，{\displaystyle 2^{3}\times 7\times 109}。
- 过剩数，真因數和為7096，盈度為992
- 不尋常數，大於平方根的質因數為109。
- 十进制的奢侈數。

6105
- 合数，正因數有1、3、5、11、15、33、37、55、111、165、185、407、555、1221、2035和6105。
質因數分解，{\displaystyle 3\times 5\times 11\times 37}。
- 亏数，真因數和為4839，虧度為1266
- 无平方数因数的数。
- 十进制的奢侈數。

6106
- 合数，正因數有1、2、43、71、86、142、3053和6106。
質因數分解，{\displaystyle 2\times 43\times 71}。
- 亏数，真因數和為3398，虧度為2708
- 无平方数因数的数。
  - 楔形数。
- 十进制的奢侈數。

6107
- 合数，正因數有1、31、197和6107。
質因數分解，{\displaystyle 31\times 197}。
- 亏数，真因數和為229，虧度為5878
- 不尋常數，大於平方根的質因數為197。
- 半素数。
- 无平方数因数的数。
- 十进制的奢侈數。

6108
- 合数，正因數有1、2、3、4、6、12、509、1018、1527、2036、3054和6108。
質因數分解，{\displaystyle 2^{2}\times 3\times 509}。
- 过剩数，真因數和為8172，盈度為2064
  - 半完全数，和為本身的其中一組因數為509、 1018、 1527、 3054。
- 不尋常數，大於平方根的質因數為509。
- 十进制的奢侈數。

6109
- 合数，正因數有1、41、149和6109。
質因數分解，{\displaystyle 41\times 149}。
- 亏数，真因數和為191，虧度為5918
- 不尋常數，大於平方根的質因數為149。
- 半素数。
- 无平方数因数的数。
- 十进制的奢侈數。

6110
- 合数，正因數有1、2、5、10、13、26、47、65、94、130、235、470、611、1222、3055和6110。
質因數分解，{\displaystyle 2\times 5\times 13\times 47}。
- 亏数，真因數和為5986，虧度為124
- 无平方数因数的数。
- 十进制的奢侈數。

6111
- 合数，正因數有1、3、7、9、21、63、97、291、679、873、2037和6111。
質因數分解，{\displaystyle 3^{2}\times 7\times 97}。
- 亏数，真因數和為4081，虧度為2030
- 不尋常數，大於平方根的質因數為97。
- 十进制的奢侈數。

6112
- 合数，正因數有1、2、4、8、16、32、191、382、764、1528、3056和6112。
質因數分解，{\displaystyle 2^{5}\times 191}。
- 亏数，真因數和為5984，虧度為128
- 不尋常數，大於平方根的質因數為191。
- 十进制的奢侈數。

6113
- 第797個質數。

6114
- 合数，正因數有1、2、3、6、1019、2038、3057和6114。
質因數分解，{\displaystyle 2\times 3\times 1019}。
- 过剩数，真因數和為6126，盈度為12
  - 半完全数，和為本身的其中一組因數為1019、 2038、 3057。
- 不尋常數，大於平方根的質因數為1019。
- 佩服數，佩服因數為6。
- 无平方数因数的数。
  - 楔形数。
- 十进制的奢侈數。

6115
- 合数，正因數有1、5、1223和6115。
質因數分解，{\displaystyle 5\times 1223}。
- 亏数，真因數和為1229，虧度為4886
- 不尋常數，大於平方根的質因數為1223。
- 半素数。
- 无平方数因数的数。
- 十进制的奢侈數。

6116
- 合数，正因數有1、2、4、11、22、44、139、278、556、1529、3058和6116。
質因數分解，{\displaystyle 2^{2}\times 11\times 139}。
- 亏数，真因數和為5644，虧度為472
- 不尋常數，大於平方根的質因數為139。
- 十进制的奢侈數。

6117
- 合数，正因數有1、3、2039和6117。
質因數分解，{\displaystyle 3\times 2039}。
- 亏数，真因數和為2043，虧度為4074
- 不尋常數，大於平方根的質因數為2039。
- 半素数。
- 无平方数因数的数。
- 十进制的奢侈數。

6118
- 合数，正因數有1、2、7、14、19、23、38、46、133、161、266、322、437、874、3059和6118。
質因數分解，{\displaystyle 2\times 7\times 19\times 23}。
- 亏数，真因數和為5402，虧度為716
- 无平方数因数的数。
- 十进制的奢侈數。

6119
- 合数，正因數有1、29、211和6119。
質因數分解，{\displaystyle 29\times 211}。
- 亏数，真因數和為241，虧度為5878
- 不尋常數，大於平方根的質因數為211。
- 半素数。
- 无平方数因数的数。
- 十进制的奢侈數。

6120
- 合数，正因數有1、2、3、4、5、6、8、9、10、12、15、17、18、20、24、30、34、36、40、45、51、60、68、72、85、90、102、120、136、153、170、180、204、255、306、340、360、408、510、612、680、765、1020、1224、1530、2040、3060和6120。
質因數分解，{\displaystyle 2^{3}\times 3^{2}\times 5\times 17}。
- 过剩数，真因數和為14940，盈度為8820
- 十进制的奢侈數。

6121
- 第798個質數。

6122
- 合数，正因數有1、2、3061和6122。
質因數分解，{\displaystyle 2\times 3061}。
- 亏数，真因數和為3064，虧度為3058
- 不尋常數，大於平方根的質因數為3061。
- 半素数。
- 无平方数因数的数。
- 十进制的奢侈數。

6123
- 合数，正因數有1、3、13、39、157、471、2041和6123。
質因數分解，{\displaystyle 3\times 13\times 157}。
- 亏数，真因數和為2725，虧度為3398
- 不尋常數，大於平方根的質因數為157。
- 无平方数因数的数。
  - 楔形数。
- 十进制的奢侈數。

6124
- 合数，正因數有1、2、4、1531、3062和6124。
質因數分解，{\displaystyle 2^{2}\times 1531}。
- 亏数，真因數和為4600，虧度為1524
- 不尋常數，大於平方根的質因數為1531。
- 十进制的奢侈數。

6125
- 合数，正因數有1、5、7、25、35、49、125、175、245、875、1225和6125。
質因數分解，{\displaystyle 5^{3}\times 7^{2}}。
- 亏数，真因數和為2767，虧度為3358
- 十进制的等數位數。

6126
- 合数，正因數有1、2、3、6、1021、2042、3063和6126。
質因數分解，{\displaystyle 2\times 3\times 1021}。
- 过剩数，真因數和為6138，盈度為12
  - 半完全数，和為本身的其中一組因數為1021、 2042、 3063。
- 不尋常數，大於平方根的質因數為1021。
- 佩服數，佩服因數為6。
- 无平方数因数的数。
  - 楔形数。
- 十进制的奢侈數。

6127
- 合数，正因數有1、11、557和6127。
質因數分解，{\displaystyle 11\times 557}。
- 亏数，真因數和為569，虧度為5558
- 不尋常數，大於平方根的質因數為557。
- 半素数。
- 无平方数因数的数。
- 十进制的奢侈數。

6128
- 合数，正因數有1、2、4、8、16、383、766、1532、3064和6128。
質因數分解，{\displaystyle 2^{4}\times 383}。
- 亏数，真因數和為5776，虧度為352
- 不尋常數，大於平方根的質因數為383。
- 十进制的奢侈數。

6129
- 合数，正因數有1、3、9、27、227、681、2043和6129。
質因數分解，{\displaystyle 3^{3}\times 227}。
- 亏数，真因數和為2991，虧度為3138
- 不尋常數，大於平方根的質因數為227。
- 十进制的奢侈數。

6130
- 合数，正因數有1、2、5、10、613、1226、3065和6130。
質因數分解，{\displaystyle 2\times 5\times 613}。
- 亏数，真因數和為4922，虧度為1208
- 不尋常數，大於平方根的質因數為613。
- 无平方数因数的数。
  - 楔形数。
- 十进制的奢侈數。

6131
- 第799個質數。
  - 孪生素数，為（6131、 6133）

6132
- 合数，正因數有1、2、3、4、6、7、12、14、21、28、42、73、84、146、219、292、438、511、876、1022、1533、2044、3066和6132。
質因數分解，{\displaystyle 2^{2}\times 3\times 7\times 73}。
- 过剩数，真因數和為10444，盈度為4312
- 十进制的奢侈數。

6133
- 第800個質數。
  - 孪生素数，為（6131、 6133）

6134
- 合数，正因數有1、2、3067和6134。
質因數分解，{\displaystyle 2\times 3067}。
- 亏数，真因數和為3070，虧度為3064
- 不尋常數，大於平方根的質因數為3067。
- 半素数。
- 无平方数因数的数。
- 十进制的奢侈數。

6135
- 合数，正因數有1、3、5、15、409、1227、2045和6135。
質因數分解，{\displaystyle 3\times 5\times 409}。
- 亏数，真因數和為3705，虧度為2430
- 不尋常數，大於平方根的質因數為409。
- 无平方数因数的数。
  - 楔形数。
- 十进制的奢侈數。

6136
- 合数，正因數有1、2、4、8、13、26、52、59、104、118、236、472、767、1534、3068和6136。
質因數分解，{\displaystyle 2^{3}\times 13\times 59}。
- 过剩数，真因數和為6464，盈度為328
- 十进制的奢侈數。

6137
- 合数，正因數有1、17、19、323、361和6137。
質因數分解，{\displaystyle 17\times 19^{2}}。
- 亏数，真因數和為721，虧度為5416
- 十进制的奢侈數。

6138
- 合数，正因數有1、2、3、6、9、11、18、22、31、33、62、66、93、99、186、198、279、341、558、682、1023、2046、3069和6138。
質因數分解，{\displaystyle 2\times 3^{2}\times 11\times 31}。
- 过剩数，真因數和為8838，盈度為2700
- 十进制的奢侈數。

6139
- 合数，正因數有1、7、877和6139。
質因數分解，{\displaystyle 7\times 877}。
- 亏数，真因數和為885，虧度為5254
- 不尋常數，大於平方根的質因數為877。
- 半素数。
- 无平方数因数的数。
- 十进制的等數位數。

6140
- 合数，正因數有1、2、4、5、10、20、307、614、1228、1535、3070和6140。
質因數分解，{\displaystyle 2^{2}\times 5\times 307}。
- 过剩数，真因數和為6796，盈度為656
  - 半完全数，和為本身的其中一組因數為307、 1228、 1535、 3070。
- 不尋常數，大於平方根的質因數為307。
- 十进制的奢侈數。

6141
- 合数，正因數有1、3、23、69、89、267、2047和6141。
質因數分解，{\displaystyle 3\times 23\times 89}。
- 亏数，真因數和為2499，虧度為3642
- 不尋常數，大於平方根的質因數為89。
- 无平方数因数的数。
  - 楔形数。
- 十进制的奢侈數。

6142
- 合数，正因數有1、2、37、74、83、166、3071和6142。
質因數分解，{\displaystyle 2\times 37\times 83}。
- 亏数，真因數和為3434，虧度為2708
- 不尋常數，大於平方根的質因數為83。
- 无平方数因数的数。
  - 楔形数。
- 十进制的奢侈數。

6143
- 第801個質數。

6144
- 合数，正因數有1、2、3、4、6、8、12、16、24、32、48、64、96、128、192、256、384、512、768、1024、1536、2048、3072和6144。
質因數分解，{\displaystyle 2^{11}\times 3}。
- 过剩数，真因數和為10236，盈度為4092
- 十进制的等數位數。

6145
- 合数，正因數有1、5、1229和6145。
質因數分解，{\displaystyle 5\times 1229}。
- 亏数，真因數和為1235，虧度為4910
- 不尋常數，大於平方根的質因數為1229。
- 半素数。
- 无平方数因数的数。
- 十进制的奢侈數。

6146
- 合数，正因數有1、2、7、14、439、878、3073和6146。
質因數分解，{\displaystyle 2\times 7\times 439}。
- 亏数，真因數和為4414，虧度為1732
- 不尋常數，大於平方根的質因數為439。
- 无平方数因数的数。
  - 楔形数。
- 十进制的奢侈數。

6147
- 合数，正因數有1、3、9、683、2049和6147。
質因數分解，{\displaystyle 3^{2}\times 683}。
- 亏数，真因數和為2745，虧度為3402
- 不尋常數，大於平方根的質因數為683。
- 十进制的奢侈數。

6148
- 合数，正因數有1、2、4、29、53、58、106、116、212、1537、3074和6148。
質因數分解，{\displaystyle 2^{2}\times 29\times 53}。
- 亏数，真因數和為5192，虧度為956
- 十进制的奢侈數。

6149
- 合数，正因數有1、11、13、43、143、473、559和6149。
質因數分解，{\displaystyle 11\times 13\times 43}。
- 亏数，真因數和為1243，虧度為4906
- 无平方数因数的数。
  - 楔形数。
- 十进制的奢侈數。

6150
- 合数，正因數有1、2、3、5、6、10、15、25、30、41、50、75、82、123、150、205、246、410、615、1025、1230、2050、3075和6150。
質因數分解，{\displaystyle 2\times 3\times 5^{2}\times 41}。
- 过剩数，真因數和為9474，盈度為3324
- 十进制的奢侈數。

6151
- 第802個質數。

6152
- 合数，正因數有1、2、4、8、769、1538、3076和6152。
質因數分解，{\displaystyle 2^{3}\times 769}。
- 亏数，真因數和為5398，虧度為754
- 不尋常數，大於平方根的質因數為769。
- 十进制的奢侈數。

6153
- 合数，正因數有1、3、7、21、293、879、2051和6153。
質因數分解，{\displaystyle 3\times 7\times 293}。
- 亏数，真因數和為3255，虧度為2898
- 不尋常數，大於平方根的質因數為293。
- 无平方数因数的数。
  - 楔形数。
- 十进制的奢侈數。

6154
- 合数，正因數有1、2、17、34、181、362、3077和6154。
質因數分解，{\displaystyle 2\times 17\times 181}。
- 亏数，真因數和為3674，虧度為2480
- 不尋常數，大於平方根的質因數為181。
- 无平方数因数的数。
  - 楔形数。
- 十进制的奢侈數。

6155
- 合数，正因數有1、5、1231和6155。
質因數分解，{\displaystyle 5\times 1231}。
- 亏数，真因數和為1237，虧度為4918
- 不尋常數，大於平方根的質因數為1231。
- 半素数。
- 无平方数因数的数。
- 十进制的奢侈數。

6156
- 合数，正因數有1、2、3、4、6、9、12、18、19、27、36、38、54、57、76、81、108、114、162、171、228、324、342、513、684、1026、1539、2052、3078和6156。
質因數分解，{\displaystyle 2^{2}\times 3^{4}\times 19}。
- 过剩数，真因數和為10784，盈度為4628
- 十进制的奢侈數。

6157
- 合数，正因數有1、47、131和6157。
質因數分解，{\displaystyle 47\times 131}。
- 亏数，真因數和為179，虧度為5978
- 不尋常數，大於平方根的質因數為131。
- 半素数。
- 无平方数因数的数。
- 十进制的奢侈數。

6158
- 合数，正因數有1、2、3079和6158。
質因數分解，{\displaystyle 2\times 3079}。
- 亏数，真因數和為3082，虧度為3076
- 不尋常數，大於平方根的質因數為3079。
- 半素数。
- 无平方数因数的数。
- 十进制的奢侈數。

6159
- 合数，正因數有1、3、2053和6159。
質因數分解，{\displaystyle 3\times 2053}。
- 亏数，真因數和為2057，虧度為4102
- 不尋常數，大於平方根的質因數為2053。
- 半素数。
- 无平方数因数的数。
- 十进制的奢侈數。

6160
- 合数，正因數有1、2、4、5、7、8、10、11、14、16、20、22、28、35、40、44、55、56、70、77、80、88、110、112、140、154、176、220、280、308、385、440、560、616、770、880、1232、1540、3080和6160。
質因數分解，{\displaystyle 2^{4}\times 5\times 7\times 11}。
- 过剩数，真因數和為11696，盈度為5536
- 十进制的奢侈數。

6161
- 合数，正因數有1、61、101和6161。
質因數分解，{\displaystyle 61\times 101}。
- 亏数，真因數和為163，虧度為5998
- 不尋常數，大於平方根的質因數為101。
- 半素数。
- 无平方数因数的数。
- 十进制的奢侈數。

6162
- 合数，正因數有1、2、3、6、13、26、39、78、79、158、237、474、1027、2054、3081和6162。
質因數分解，{\displaystyle 2\times 3\times 13\times 79}。
- 过剩数，真因數和為7278，盈度為1116
- 不尋常數，大於平方根的質因數為79。
- 无平方数因数的数。
- 普洛尼克数，為78與79的乘積。
- 十进制的奢侈數。

6163
- 第803個質數。

6164
- 合数，正因數有1、2、4、23、46、67、92、134、268、1541、3082和6164。
質因數分解，{\displaystyle 2^{2}\times 23\times 67}。
- 亏数，真因數和為5260，虧度為904
- 十进制的奢侈數。

6165
- 合数，正因數有1、3、5、9、15、45、137、411、685、1233、2055和6165。
質因數分解，{\displaystyle 3^{2}\times 5\times 137}。
- 亏数，真因數和為4599，虧度為1566
- 不尋常數，大於平方根的質因數為137。
- 十进制的奢侈數。

6166
- 合数，正因數有1、2、3083和6166。
質因數分解，{\displaystyle 2\times 3083}。
- 亏数，真因數和為3086，虧度為3080
- 不尋常數，大於平方根的質因數為3083。
- 半素数。
- 无平方数因数的数。
- 十进制的奢侈數。

6167
- 合数，正因數有1、7、881和6167。
質因數分解，{\displaystyle 7\times 881}。
- 亏数，真因數和為889，虧度為5278
- 不尋常數，大於平方根的質因數為881。
- 半素数。
- 无平方数因数的数。
- 十进制的等數位數。

6168
- 合数，正因數有1、2、3、4、6、8、12、24、257、514、771、1028、1542、2056、3084和6168。
質因數分解，{\displaystyle 2^{3}\times 3\times 257}。
- 过剩数，真因數和為9312，盈度為3144
- 不尋常數，大於平方根的質因數為257。
- 十进制的奢侈數。

6169
- 合数，正因數有1、31、199和6169。
質因數分解，{\displaystyle 31\times 199}。
- 亏数，真因數和為231，虧度為5938
- 不尋常數，大於平方根的質因數為199。
- 半素数。
- 无平方数因数的数。
- 十进制的奢侈數。

6170
- 合数，正因數有1、2、5、10、617、1234、3085和6170。
質因數分解，{\displaystyle 2\times 5\times 617}。
- 亏数，真因數和為4954，虧度為1216
- 不尋常數，大於平方根的質因數為617。
- 无平方数因数的数。
  - 楔形数。
- 十进制的奢侈數。

6171
- 合数，正因數有1、3、11、17、33、51、121、187、363、561、2057和6171。
質因數分解，{\displaystyle 3\times 11^{2}\times 17}。
- 亏数，真因數和為3405，虧度為2766
- 十进制的奢侈數。

6172
- 合数，正因數有1、2、4、1543、3086和6172。
質因數分解，{\displaystyle 2^{2}\times 1543}。
- 亏数，真因數和為4636，虧度為1536
- 不尋常數，大於平方根的質因數為1543。
- 十进制的奢侈數。

6173
- 第804個質數。

6174
- 合数，正因數有1、2、3、6、7、9、14、18、21、42、49、63、98、126、147、294、343、441、686、882、1029、2058、3087和6174。
質因數分解，{\displaystyle 2\times 3^{2}\times 7^{3}}。
- 过剩数，真因數和為9426，盈度為3252
- 十进制的奢侈數。

6175
- 合数，正因數有1、5、13、19、25、65、95、247、325、475、1235和6175。
質因數分解，{\displaystyle 5^{2}\times 13\times 19}。
- 亏数，真因數和為2505，虧度為3670
- 十进制的奢侈數。

6176
- 合数，正因數有1、2、4、8、16、32、193、386、772、1544、3088和6176。
質因數分解，{\displaystyle 2^{5}\times 193}。
- 亏数，真因數和為6046，虧度為130
- 不尋常數，大於平方根的質因數為193。
- 十进制的奢侈數。

6177
- 合数，正因數有1、3、29、71、87、213、2059和6177。
質因數分解，{\displaystyle 3\times 29\times 71}。
- 亏数，真因數和為2463，虧度為3714
- 无平方数因数的数。
  - 楔形数。
- 十进制的奢侈數。

6178
- 合数，正因數有1、2、3089和6178。
質因數分解，{\displaystyle 2\times 3089}。
- 亏数，真因數和為3092，虧度為3086
- 不尋常數，大於平方根的質因數為3089。
- 半素数。
- 无平方数因数的数。
- 十进制的奢侈數。

6179
- 合数，正因數有1、37、167和6179。
質因數分解，{\displaystyle 37\times 167}。
- 亏数，真因數和為205，虧度為5974
- 不尋常數，大於平方根的質因數為167。
- 半素数。
- 无平方数因数的数。
- 十进制的奢侈數。

6180
- 合数，正因數有1、2、3、4、5、6、10、12、15、20、30、60、103、206、309、412、515、618、1030、1236、1545、2060、3090和6180。
質因數分解，{\displaystyle 2^{2}\times 3\times 5\times 103}。
- 过剩数，真因數和為11292，盈度為5112
- 不尋常數，大於平方根的質因數為103。
- 十进制的奢侈數。

6181
- 合数，正因數有1、7、883和6181。
質因數分解，{\displaystyle 7\times 883}。
- 亏数，真因數和為891，虧度為5290
- 不尋常數，大於平方根的質因數為883。
- 半素数。
- 无平方数因数的数。
- 十进制的等數位數。

6182
- 合数，正因數有1、2、11、22、281、562、3091和6182。
質因數分解，{\displaystyle 2\times 11\times 281}。
- 亏数，真因數和為3970，虧度為2212
- 不尋常數，大於平方根的質因數為281。
- 无平方数因数的数。
  - 楔形数。
- 十进制的奢侈數。

6183
- 合数，正因數有1、3、9、27、229、687、2061和6183。
質因數分解，{\displaystyle 3^{3}\times 229}。
- 亏数，真因數和為3017，虧度為3166
- 不尋常數，大於平方根的質因數為229。
- 十进制的奢侈數。

6184
- 合数，正因數有1、2、4、8、773、1546、3092和6184。
質因數分解，{\displaystyle 2^{3}\times 773}。
- 亏数，真因數和為5426，虧度為758
- 不尋常數，大於平方根的質因數為773。
- 十进制的奢侈數。

6185
- 合数，正因數有1、5、1237和6185。
質因數分解，{\displaystyle 5\times 1237}。
- 亏数，真因數和為1243，虧度為4942
- 不尋常數，大於平方根的質因數為1237。
- 半素数。
- 无平方数因数的数。
- 十进制的奢侈數。

6186
- 合数，正因數有1、2、3、6、1031、2062、3093和6186。
質因數分解，{\displaystyle 2\times 3\times 1031}。
- 过剩数，真因數和為6198，盈度為12
  - 半完全数，和為本身的其中一組因數為1031、 2062、 3093。
- 不尋常數，大於平方根的質因數為1031。
- 佩服數，佩服因數為6。
- 无平方数因数的数。
  - 楔形数。
- 十进制的奢侈數。

6187
- 合数，正因數有1、23、269和6187。
質因數分解，{\displaystyle 23\times 269}。
- 亏数，真因數和為293，虧度為5894
- 不尋常數，大於平方根的質因數為269。
- 半素数。
- 无平方数因数的数。
- 十进制的奢侈數。

6188
- 合数，正因數有1、2、4、7、13、14、17、26、28、34、52、68、91、119、182、221、238、364、442、476、884、1547、3094和6188。
質因數分解，{\displaystyle 2^{2}\times 7\times 13\times 17}。
- 过剩数，真因數和為7924，盈度為1736
- 十进制的奢侈數。

6189
- 合数，正因數有1、3、2063和6189。
質因數分解，{\displaystyle 3\times 2063}。
- 亏数，真因數和為2067，虧度為4122
- 不尋常數，大於平方根的質因數為2063。
- 半素数。
- 无平方数因数的数。
- 十进制的奢侈數。

6190
- 合数，正因數有1、2、5、10、619、1238、3095和6190。
質因數分解，{\displaystyle 2\times 5\times 619}。
- 亏数，真因數和為4970，虧度為1220
- 不尋常數，大於平方根的質因數為619。
- 无平方数因数的数。
  - 楔形数。
- 十进制的奢侈數。

6191
- 合数，正因數有1、41、151和6191。
質因數分解，{\displaystyle 41\times 151}。
- 亏数，真因數和為193，虧度為5998
- 不尋常數，大於平方根的質因數為151。
- 半素数。
- 无平方数因数的数。
- 十进制的奢侈數。

6192
- 合数，正因數有1、2、3、4、6、8、9、12、16、18、24、36、43、48、72、86、129、144、172、258、344、387、516、688、774、1032、1548、2064、3096和6192。
質因數分解，{\displaystyle 2^{4}\times 3^{2}\times 43}。
- 过剩数，真因數和為11540，盈度為5348
- 十进制的奢侈數。

6193
- 合数，正因數有1、11、563和6193。
質因數分解，{\displaystyle 11\times 563}。
- 亏数，真因數和為575，虧度為5618
- 不尋常數，大於平方根的質因數為563。
- 半素数。
- 无平方数因数的数。
- 十进制的奢侈數。

6194
- 合数，正因數有1、2、19、38、163、326、3097和6194。
質因數分解，{\displaystyle 2\times 19\times 163}。
- 亏数，真因數和為3646，虧度為2548
- 不尋常數，大於平方根的質因數為163。
- 无平方数因数的数。
  - 楔形数。
- 十进制的奢侈數。

6195
- 合数，正因數有1、3、5、7、15、21、35、59、105、177、295、413、885、1239、2065和6195。
質因數分解，{\displaystyle 3\times 5\times 7\times 59}。
- 亏数，真因數和為5325，虧度為870
- 无平方数因数的数。
- 十进制的奢侈數。

6196
- 合数，正因數有1、2、4、1549、3098和6196。
質因數分解，{\displaystyle 2^{2}\times 1549}。
- 亏数，真因數和為4654，虧度為1542
- 不尋常數，大於平方根的質因數為1549。
- 十进制的奢侈數。

6197
- 第805個質數。
  - 孪生素数，為（6197、 6199）

6198
- 合数，正因數有1、2、3、6、1033、2066、3099和6198。
質因數分解，{\displaystyle 2\times 3\times 1033}。
- 过剩数，真因數和為6210，盈度為12
  - 半完全数，和為本身的其中一組因數為1033、 2066、 3099。
- 不尋常數，大於平方根的質因數為1033。
- 佩服數，佩服因數為6。
- 无平方数因数的数。
  - 楔形数。
- 十进制的奢侈數。

6199
- 第806個質數。
  - 孪生素数，為（6197、 6199）

6200
- 合数，正因數有1、2、4、5、8、10、20、25、31、40、50、62、100、124、155、200、248、310、620、775、1240、1550、3100和6200。
質因數分解，{\displaystyle 2^{3}\times 5^{2}\times 31}。
- 过剩数，真因數和為8680，盈度為2480
- 歐爾調和數，因數调和平均数為10。
- 佩服數，佩服因數為1240。
- 十进制的奢侈數。

6201
- 合数，正因數有1、3、9、13、39、53、117、159、477、689、2067和6201。
質因數分解，{\displaystyle 3^{2}\times 13\times 53}。
- 亏数，真因數和為3627，虧度為2574
- 十进制的奢侈數。

6202
- 合数，正因數有1、2、7、14、443、886、3101和6202。
質因數分解，{\displaystyle 2\times 7\times 443}。
- 亏数，真因數和為4454，虧度為1748
- 不尋常數，大於平方根的質因數為443。
- 无平方数因数的数。
  - 楔形数。
- 十进制的奢侈數。

6203
- 第807個質數。

6204
- 合数，正因數有1、2、3、4、6、11、12、22、33、44、47、66、94、132、141、188、282、517、564、1034、1551、2068、3102和6204。
質因數分解，{\displaystyle 2^{2}\times 3\times 11\times 47}。
- 过剩数，真因數和為9924，盈度為3720
- 十进制的奢侈數。

6205
- 合数，正因數有1、5、17、73、85、365、1241和6205。
質因數分解，{\displaystyle 5\times 17\times 73}。
- 亏数，真因數和為1787，虧度為4418
- 无平方数因数的数。
  - 楔形数。
- 十进制的奢侈數。

6206
- 合数，正因數有1、2、29、58、107、214、3103和6206。
質因數分解，{\displaystyle 2\times 29\times 107}。
- 亏数，真因數和為3514，虧度為2692
- 不尋常數，大於平方根的質因數為107。
- 无平方数因数的数。
  - 楔形数。
- 十进制的奢侈數。

6207
- 合数，正因數有1、3、2069和6207。
質因數分解，{\displaystyle 3\times 2069}。
- 亏数，真因數和為2073，虧度為4134
- 不尋常數，大於平方根的質因數為2069。
- 半素数。
- 无平方数因数的数。
- 十进制的奢侈數。

6208
- 合数，正因數有1、2、4、8、16、32、64、97、194、388、776、1552、3104和6208。
質因數分解，{\displaystyle 2^{6}\times 97}。
- 过剩数，真因數和為6238，盈度為30
- 不尋常數，大於平方根的質因數為97。
- 十进制的等數位數。

6209
- 合数，正因數有1、7、887和6209。
質因數分解，{\displaystyle 7\times 887}。
- 亏数，真因數和為895，虧度為5314
- 不尋常數，大於平方根的質因數為887。
- 半素数。
- 无平方数因数的数。
- 十进制的等數位數。

6210
- 合数，正因數有1、2、3、5、6、9、10、15、18、23、27、30、45、46、54、69、90、115、135、138、207、230、270、345、414、621、690、1035、1242、2070、3105和6210。
質因數分解，{\displaystyle 2\times 3^{3}\times 5\times 23}。
- 过剩数，真因數和為11070，盈度為4860
- 十进制的奢侈數。

6211
- 第808個質數。

6212
- 合数，正因數有1、2、4、1553、3106和6212。
質因數分解，{\displaystyle 2^{2}\times 1553}。
- 亏数，真因數和為4666，虧度為1546
- 不尋常數，大於平方根的質因數為1553。
- 十进制的奢侈數。

6213
- 合数，正因數有1、3、19、57、109、327、2071和6213。
質因數分解，{\displaystyle 3\times 19\times 109}。
- 亏数，真因數和為2587，虧度為3626
- 不尋常數，大於平方根的質因數為109。
- 无平方数因数的数。
  - 楔形数。
- 十进制的奢侈數。

6214
- 合数，正因數有1、2、13、26、239、478、3107和6214。
質因數分解，{\displaystyle 2\times 13\times 239}。
- 亏数，真因數和為3866，虧度為2348
- 不尋常數，大於平方根的質因數為239。
- 无平方数因数的数。
  - 楔形数。
- 十进制的奢侈數。

6215
- 合数，正因數有1、5、11、55、113、565、1243和6215。
質因數分解，{\displaystyle 5\times 11\times 113}。
- 亏数，真因數和為1993，虧度為4222
- 不尋常數，大於平方根的質因數為113。
- 无平方数因数的数。
  - 楔形数。
- 十进制的奢侈數。

6216
- 合数，正因數有1、2、3、4、6、7、8、12、14、21、24、28、37、42、56、74、84、111、148、168、222、259、296、444、518、777、888、1036、1554、2072、3108和6216。
質因數分解，{\displaystyle 2^{3}\times 3\times 7\times 37}。
- 过剩数，真因數和為12024，盈度為5808
- 十进制的奢侈數。

6217
- 第809個質數。

6218
- 合数，正因數有1、2、3109和6218。
質因數分解，{\displaystyle 2\times 3109}。
- 亏数，真因數和為3112，虧度為3106
- 不尋常數，大於平方根的質因數為3109。
- 半素数。
- 无平方数因数的数。
- 十进制的奢侈數。

6219
- 合数，正因數有1、3、9、691、2073和6219。
質因數分解，{\displaystyle 3^{2}\times 691}。
- 亏数，真因數和為2777，虧度為3442
- 不尋常數，大於平方根的質因數為691。
- 十进制的奢侈數。

6220
- 合数，正因數有1、2、4、5、10、20、311、622、1244、1555、3110和6220。
質因數分解，{\displaystyle 2^{2}\times 5\times 311}。
- 过剩数，真因數和為6884，盈度為664
  - 半完全数，和為本身的其中一組因數為311、 1244、 1555、 3110。
- 不尋常數，大於平方根的質因數為311。
- 十进制的奢侈數。

6221
- 第810個質數。

6222
- 合数，正因數有1、2、3、6、17、34、51、61、102、122、183、366、1037、2074、3111和6222。
質因數分解，{\displaystyle 2\times 3\times 17\times 61}。
- 过剩数，真因數和為7170，盈度為948
- 无平方数因数的数。
- 十进制的奢侈數。

6223
- 合数，正因數有1、7、49、127、889和6223。
質因數分解，{\displaystyle 7^{2}\times 127}。
- 亏数，真因數和為1073，虧度為5150
- 不尋常數，大於平方根的質因數為127。
- 十进制的奢侈數。

6224
- 合数，正因數有1、2、4、8、16、389、778、1556、3112和6224。
質因數分解，{\displaystyle 2^{4}\times 389}。
- 亏数，真因數和為5866，虧度為358
- 不尋常數，大於平方根的質因數為389。
- 十进制的奢侈數。

6225
- 合数，正因數有1、3、5、15、25、75、83、249、415、1245、2075和6225。
質因數分解，{\displaystyle 3\times 5^{2}\times 83}。
- 亏数，真因數和為4191，虧度為2034
- 不尋常數，大於平方根的質因數為83。
- 十进制的奢侈數。

6226
- 合数，正因數有1、2、11、22、283、566、3113和6226。
質因數分解，{\displaystyle 2\times 11\times 283}。
- 亏数，真因數和為3998，虧度為2228
- 不尋常數，大於平方根的質因數為283。
- 无平方数因数的数。
  - 楔形数。
- 十进制的奢侈數。

6227
- 合数，正因數有1、13、479和6227。
質因數分解，{\displaystyle 13\times 479}。
- 亏数，真因數和為493，虧度為5734
- 不尋常數，大於平方根的質因數為479。
- 半素数。
- 无平方数因数的数。
- 十进制的奢侈數。

6228
- 合数，正因數有1、2、3、4、6、9、12、18、36、173、346、519、692、1038、1557、2076、3114和6228。
質因數分解，{\displaystyle 2^{2}\times 3^{2}\times 173}。
- 过剩数，真因數和為9606，盈度為3378
- 不尋常數，大於平方根的質因數為173。
- 十进制的奢侈數。

6229
- 第811個質數。

6230
- 合数，正因數有1、2、5、7、10、14、35、70、89、178、445、623、890、1246、3115和6230。
質因數分解，{\displaystyle 2\times 5\times 7\times 89}。
- 过剩数，真因數和為6730，盈度為500
- 不尋常數，大於平方根的質因數為89。
- 无平方数因数的数。
- 十进制的奢侈數。

6231
- 合数，正因數有1、3、31、67、93、201、2077和6231。
質因數分解，{\displaystyle 3\times 31\times 67}。
- 亏数，真因數和為2473，虧度為3758
- 无平方数因数的数。
  - 楔形数。
- 十进制的奢侈數。

6232
- 合数，正因數有1、2、4、8、19、38、41、76、82、152、164、328、779、1558、3116和6232。
質因數分解，{\displaystyle 2^{3}\times 19\times 41}。
- 过剩数，真因數和為6368，盈度為136
- 十进制的奢侈數。

6233
- 合数，正因數有1、23、271和6233。
質因數分解，{\displaystyle 23\times 271}。
- 亏数，真因數和為295，虧度為5938
- 不尋常數，大於平方根的質因數為271。
- 半素数。
- 无平方数因数的数。
- 十进制的奢侈數。

6234
- 合数，正因數有1、2、3、6、1039、2078、3117和6234。
質因數分解，{\displaystyle 2\times 3\times 1039}。
- 过剩数，真因數和為6246，盈度為12
  - 半完全数，和為本身的其中一組因數為1039、 2078、 3117。
- 不尋常數，大於平方根的質因數為1039。
- 佩服數，佩服因數為6。
- 无平方数因数的数。
  - 楔形数。
- 十进制的奢侈數。

6235
- 合数，正因數有1、5、29、43、145、215、1247和6235。
質因數分解，{\displaystyle 5\times 29\times 43}。
- 亏数，真因數和為1685，虧度為4550
- 无平方数因数的数。
  - 楔形数。
- 十进制的奢侈數。

6236
- 合数，正因數有1、2、4、1559、3118和6236。
質因數分解，{\displaystyle 2^{2}\times 1559}。
- 亏数，真因數和為4684，虧度為1552
- 不尋常數，大於平方根的質因數為1559。
- 十进制的奢侈數。

6237
- 合数，正因數有1、3、7、9、11、21、27、33、63、77、81、99、189、231、297、567、693、891、2079和6237。
質因數分解，{\displaystyle 3^{4}\times 7\times 11}。
- 亏数，真因數和為5379，虧度為858
- 十进制的奢侈數。

6238
- 合数，正因數有1、2、3119和6238。
質因數分解，{\displaystyle 2\times 3119}。
- 亏数，真因數和為3122，虧度為3116
- 不尋常數，大於平方根的質因數為3119。
- 半素数。
- 无平方数因数的数。
- 十进制的奢侈數。

6239
- 合数，正因數有1、17、367和6239。
質因數分解，{\displaystyle 17\times 367}。
- 亏数，真因數和為385，虧度為5854
- 不尋常數，大於平方根的質因數為367。
- 半素数。
- 无平方数因数的数。
- 十进制的奢侈數。

6240
- 合数，正因數有1、2、3、4、5、6、8、10、12、13、15、16、20、24、26、30、32、39、40、48、52、60、65、78、80、96、104、120、130、156、160、195、208、240、260、312、390、416、480、520、624、780、1040、1248、1560、2080、3120和6240。
質因數分解，{\displaystyle 2^{5}\times 3\times 5\times 13}。
- 过剩数，真因數和為14928，盈度為8688
- 十进制的奢侈數。

6241
- 合数，正因數有1、79和6241。
質因數分解，{\displaystyle 79^{2}}。
- 亏数，真因數和為80，虧度為6161
- 半素数。
- 平方数，為79的平方。
- 十进制的節儉數。

6242
- 合数，正因數有1、2、3121和6242。
質因數分解，{\displaystyle 2\times 3121}。
- 亏数，真因數和為3124，虧度為3118
- 不尋常數，大於平方根的質因數為3121。
- 半素数。
- 无平方数因数的数。
- 十进制的奢侈數。

6243
- 合数，正因數有1、3、2081和6243。
質因數分解，{\displaystyle 3\times 2081}。
- 亏数，真因數和為2085，虧度為4158
- 不尋常數，大於平方根的質因數為2081。
- 半素数。
- 无平方数因数的数。
- 十进制的奢侈數。

6244
- 合数，正因數有1、2、4、7、14、28、223、446、892、1561、3122和6244。
質因數分解，{\displaystyle 2^{2}\times 7\times 223}。
- 过剩数，真因數和為6300，盈度為56
  - 半完全数，和為本身的其中一組因數為223、 446、 892、 1561、 3122。
- 不尋常數，大於平方根的質因數為223。
- 佩服數，佩服因數為28。
- 十进制的奢侈數。

6245
- 合数，正因數有1、5、1249和6245。
質因數分解，{\displaystyle 5\times 1249}。
- 亏数，真因數和為1255，虧度為4990
- 不尋常數，大於平方根的質因數為1249。
- 半素数。
- 无平方数因数的数。
- 十进制的奢侈數。

6246
- 合数，正因數有1、2、3、6、9、18、347、694、1041、2082、3123和6246。
質因數分解，{\displaystyle 2\times 3^{2}\times 347}。
- 过剩数，真因數和為7326，盈度為1080
  - 半完全数，和為本身的其中一組因數為347、 694、 2082、 3123。
- 不尋常數，大於平方根的質因數為347。
- 十进制的奢侈數。

6247
- 第812個質數。

6248
- 合数，正因數有1、2、4、8、11、22、44、71、88、142、284、568、781、1562、3124和6248。
質因數分解，{\displaystyle 2^{3}\times 11\times 71}。
- 过剩数，真因數和為6712，盈度為464
- 十进制的奢侈數。

6249
- 合数，正因數有1、3、2083和6249。
質因數分解，{\displaystyle 3\times 2083}。
- 亏数，真因數和為2087，虧度為4162
- 不尋常數，大於平方根的質因數為2083。
- 半素数。
- 无平方数因数的数。
- 十进制的奢侈數。

6250
- 合数，正因數有1、2、5、10、25、50、125、250、625、1250、3125和6250。
質因數分解，{\displaystyle 2\times 5^{5}}。
- 亏数，真因數和為5468，虧度為782
- 十进制的節儉數。

6251
- 合数，正因數有1、7、19、47、133、329、893和6251。
質因數分解，{\displaystyle 7\times 19\times 47}。
- 亏数，真因數和為1429，虧度為4822
- 无平方数因数的数。
  - 楔形数。
- 十进制的奢侈數。

6252
- 合数，正因數有1、2、3、4、6、12、521、1042、1563、2084、3126和6252。
質因數分解，{\displaystyle 2^{2}\times 3\times 521}。
- 过剩数，真因數和為8364，盈度為2112
  - 半完全数，和為本身的其中一組因數為521、 1042、 1563、 3126。
- 不尋常數，大於平方根的質因數為521。
- 十进制的奢侈數。

6253
- 合数，正因數有1、13、37、169、481和6253。
質因數分解，{\displaystyle 13^{2}\times 37}。
- 亏数，真因數和為701，虧度為5552
- 十进制的奢侈數。

6254
- 合数，正因數有1、2、53、59、106、118、3127和6254。
質因數分解，{\displaystyle 2\times 53\times 59}。
- 亏数，真因數和為3466，虧度為2788
- 无平方数因数的数。
  - 楔形数。
- 十进制的奢侈數。

6255
- 合数，正因數有1、3、5、9、15、45、139、417、695、1251、2085和6255。
質因數分解，{\displaystyle 3^{2}\times 5\times 139}。
- 亏数，真因數和為4665，虧度為1590
- 不尋常數，大於平方根的質因數為139。
- 十进制的奢侈數。

6256
- 合数，正因數有1、2、4、8、16、17、23、34、46、68、92、136、184、272、368、391、782、1564、3128和6256。
質因數分解，{\displaystyle 2^{4}\times 17\times 23}。
- 过剩数，真因數和為7136，盈度為880
- 十进制的奢侈數。

6257
- 第813個質數。

6258
- 合数，正因數有1、2、3、6、7、14、21、42、149、298、447、894、1043、2086、3129和6258。
質因數分解，{\displaystyle 2\times 3\times 7\times 149}。
- 过剩数，真因數和為8142，盈度為1884
- 不尋常數，大於平方根的質因數為149。
- 无平方数因数的数。
- 十进制的奢侈數。

6259
- 合数，正因數有1、11、569和6259。
質因數分解，{\displaystyle 11\times 569}。
- 亏数，真因數和為581，虧度為5678
- 不尋常數，大於平方根的質因數為569。
- 半素数。
- 无平方数因数的数。
- 十进制的奢侈數。

6260
- 合数，正因數有1、2、4、5、10、20、313、626、1252、1565、3130和6260。
質因數分解，{\displaystyle 2^{2}\times 5\times 313}。
- 过剩数，真因數和為6928，盈度為668
  - 半完全数，和為本身的其中一組因數為313、 1252、 1565、 3130。
- 不尋常數，大於平方根的質因數為313。
- 十进制的奢侈數。

6261
- 合数，正因數有1、3、2087和6261。
質因數分解，{\displaystyle 3\times 2087}。
- 亏数，真因數和為2091，虧度為4170
- 不尋常數，大於平方根的質因數為2087。
- 半素数。
- 无平方数因数的数。
- 十进制的奢侈數。

6262
- 合数，正因數有1、2、31、62、101、202、3131和6262。
質因數分解，{\displaystyle 2\times 31\times 101}。
- 亏数，真因數和為3530，虧度為2732
- 不尋常數，大於平方根的質因數為101。
- 无平方数因数的数。
  - 楔形数。
- 十进制的奢侈數。

6263
- 第814個質數。

6264
- 合数，正因數有1、2、3、4、6、8、9、12、18、24、27、29、36、54、58、72、87、108、116、174、216、232、261、348、522、696、783、1044、1566、2088、3132和6264。
質因數分解，{\displaystyle 2^{3}\times 3^{3}\times 29}。
- 过剩数，真因數和為11736，盈度為5472
- 十进制的奢侈數。

6265
- 合数，正因數有1、5、7、35、179、895、1253和6265。
質因數分解，{\displaystyle 5\times 7\times 179}。
- 亏数，真因數和為2375，虧度為3890
- 不尋常數，大於平方根的質因數為179。
- 无平方数因数的数。
  - 楔形数。
- 十进制的奢侈數。

6266
- 合数，正因數有1、2、13、26、241、482、3133和6266。
質因數分解，{\displaystyle 2\times 13\times 241}。
- 亏数，真因數和為3898，虧度為2368
- 不尋常數，大於平方根的質因數為241。
- 无平方数因数的数。
  - 楔形数。
- 十进制的奢侈數。

6267
- 合数，正因數有1、3、2089和6267。
質因數分解，{\displaystyle 3\times 2089}。
- 亏数，真因數和為2093，虧度為4174
- 不尋常數，大於平方根的質因數為2089。
- 半素数。
- 无平方数因数的数。
- 十进制的奢侈數。

6268
- 合数，正因數有1、2、4、1567、3134和6268。
質因數分解，{\displaystyle 2^{2}\times 1567}。
- 亏数，真因數和為4708，虧度為1560
- 不尋常數，大於平方根的質因數為1567。
- 十进制的奢侈數。

6269
- 第815個質數。
  - 孪生素数，為（6269、 6271）

6270
- 合数，正因數有1、2、3、5、6、10、11、15、19、22、30、33、38、55、57、66、95、110、114、165、190、209、285、330、418、570、627、1045、1254、2090、3135和6270。
質因數分解，{\displaystyle 2\times 3\times 5\times 11\times 19}。
- 过剩数，真因數和為11010，盈度為4740
- 无平方数因数的数。
- 十进制的奢侈數。

6271
- 第816個質數。
  - 孪生素数，為（6269、 6271）

6272
- 合数，正因數有1、2、4、7、8、14、16、28、32、49、56、64、98、112、128、196、224、392、448、784、896、1568、3136和6272。
質因數分解，{\displaystyle 2^{7}\times 7^{2}}。
- 过剩数，真因數和為8263，盈度為1991
- 十进制的等數位數。

6273
- 合数，正因數有1、3、9、17、41、51、123、153、369、697、2091和6273。
質因數分解，{\displaystyle 3^{2}\times 17\times 41}。
- 亏数，真因數和為3555，虧度為2718
- 十进制的奢侈數。

6274
- 合数，正因數有1、2、3137和6274。
質因數分解，{\displaystyle 2\times 3137}。
- 亏数，真因數和為3140，虧度為3134
- 不尋常數，大於平方根的質因數為3137。
- 半素数。
- 无平方数因数的数。
- 十进制的奢侈數。

6275
- 合数，正因數有1、5、25、251、1255和6275。
質因數分解，{\displaystyle 5^{2}\times 251}。
- 亏数，真因數和為1537，虧度為4738
- 不尋常數，大於平方根的質因數為251。
- 十进制的奢侈數。

6276
- 合数，正因數有1、2、3、4、6、12、523、1046、1569、2092、3138和6276。
質因數分解，{\displaystyle 2^{2}\times 3\times 523}。
- 过剩数，真因數和為8396，盈度為2120
  - 半完全数，和為本身的其中一組因數為523、 1046、 1569、 3138。
- 不尋常數，大於平方根的質因數為523。
- 十进制的奢侈數。

6277
- 第817個質數。

6278
- 合数，正因數有1、2、43、73、86、146、3139和6278。
質因數分解，{\displaystyle 2\times 43\times 73}。
- 亏数，真因數和為3490，虧度為2788
- 无平方数因数的数。
  - 楔形数。
- 十进制的奢侈數。

6279
- 合数，正因數有1、3、7、13、21、23、39、69、91、161、273、299、483、897、2093和6279。
質因數分解，{\displaystyle 3\times 7\times 13\times 23}。
- 亏数，真因數和為4473，虧度為1806
- 无平方数因数的数。
- 十进制的奢侈數。

6280
- 合数，正因數有1、2、4、5、8、10、20、40、157、314、628、785、1256、1570、3140和6280。
質因數分解，{\displaystyle 2^{3}\times 5\times 157}。
- 过剩数，真因數和為7940，盈度為1660
- 不尋常數，大於平方根的質因數為157。
- 十进制的奢侈數。

6281
- 合数，正因數有1、11、571和6281。
質因數分解，{\displaystyle 11\times 571}。
- 亏数，真因數和為583，虧度為5698
- 不尋常數，大於平方根的質因數為571。
- 半素数。
- 无平方数因数的数。
- 十进制的奢侈數。

6282
- 合数，正因數有1、2、3、6、9、18、349、698、1047、2094、3141和6282。
質因數分解，{\displaystyle 2\times 3^{2}\times 349}。
- 过剩数，真因數和為7368，盈度為1086
  - 半完全数，和為本身的其中一組因數為349、 698、 2094、 3141。
- 不尋常數，大於平方根的質因數為349。
- 十进制的奢侈數。

6283
- 合数，正因數有1、61、103和6283。
質因數分解，{\displaystyle 61\times 103}。
- 亏数，真因數和為165，虧度為6118
- 不尋常數，大於平方根的質因數為103。
- 半素数。
- 无平方数因数的数。
- 十进制的奢侈數。

6284
- 合数，正因數有1、2、4、1571、3142和6284。
質因數分解，{\displaystyle 2^{2}\times 1571}。
- 亏数，真因數和為4720，虧度為1564
- 不尋常數，大於平方根的質因數為1571。
- 十进制的奢侈數。

6285
- 合数，正因數有1、3、5、15、419、1257、2095和6285。
質因數分解，{\displaystyle 3\times 5\times 419}。
- 亏数，真因數和為3795，虧度為2490
- 不尋常數，大於平方根的質因數為419。
- 无平方数因数的数。
  - 楔形数。
- 十进制的奢侈數。

6286
- 合数，正因數有1、2、7、14、449、898、3143和6286。
質因數分解，{\displaystyle 2\times 7\times 449}。
- 亏数，真因數和為4514，虧度為1772
- 不尋常數，大於平方根的質因數為449。
- 无平方数因数的数。
  - 楔形数。
- 十进制的奢侈數。

6287
- 第818個質數。

6288
- 合数，正因數有1、2、3、4、6、8、12、16、24、48、131、262、393、524、786、1048、1572、2096、3144和6288。
質因數分解，{\displaystyle 2^{4}\times 3\times 131}。
- 过剩数，真因數和為10080，盈度為3792
- 不尋常數，大於平方根的質因數為131。
- 十进制的奢侈數。

6289
- 合数，正因數有1、19、331和6289。
質因數分解，{\displaystyle 19\times 331}。
- 亏数，真因數和為351，虧度為5938
- 不尋常數，大於平方根的質因數為331。
- 半素数。
- 无平方数因数的数。
- 十进制的奢侈數。

6290
- 合数，正因數有1、2、5、10、17、34、37、74、85、170、185、370、629、1258、3145和6290。
質因數分解，{\displaystyle 2\times 5\times 17\times 37}。
- 亏数，真因數和為6022，虧度為268
- 无平方数因数的数。
- 十进制的奢侈數。

6291
- 合数，正因數有1、3、9、27、233、699、2097和6291。
質因數分解，{\displaystyle 3^{3}\times 233}。
- 亏数，真因數和為3069，虧度為3222
- 不尋常數，大於平方根的質因數為233。
- 十进制的奢侈數。

6292
- 合数，正因數有1、2、4、11、13、22、26、44、52、121、143、242、286、484、572、1573、3146和6292。
質因數分解，{\displaystyle 2^{2}\times 11^{2}\times 13}。
- 过剩数，真因數和為6742，盈度為450
- 十进制的奢侈數。

6293
- 合数，正因數有1、7、29、31、203、217、899和6293。
質因數分解，{\displaystyle 7\times 29\times 31}。
- 亏数，真因數和為1387，虧度為4906
- 无平方数因数的数。
  - 楔形数。
- 十进制的奢侈數。

6294
- 合数，正因數有1、2、3、6、1049、2098、3147和6294。
質因數分解，{\displaystyle 2\times 3\times 1049}。
- 过剩数，真因數和為6306，盈度為12
  - 半完全数，和為本身的其中一組因數為1049、 2098、 3147。
- 不尋常數，大於平方根的質因數為1049。
- 佩服數，佩服因數為6。
- 无平方数因数的数。
  - 楔形数。
- 十进制的奢侈數。

6295
- 合数，正因數有1、5、1259和6295。
質因數分解，{\displaystyle 5\times 1259}。
- 亏数，真因數和為1265，虧度為5030
- 不尋常數，大於平方根的質因數為1259。
- 半素数。
- 无平方数因数的数。
- 十进制的奢侈數。

6296
- 合数，正因數有1、2、4、8、787、1574、3148和6296。
質因數分解，{\displaystyle 2^{3}\times 787}。
- 亏数，真因數和為5524，虧度為772
- 不尋常數，大於平方根的質因數為787。
- 十进制的奢侈數。

6297
- 合数，正因數有1、3、2099和6297。
質因數分解，{\displaystyle 3\times 2099}。
- 亏数，真因數和為2103，虧度為4194
- 不尋常數，大於平方根的質因數為2099。
- 半素数。
- 无平方数因数的数。
- 十进制的奢侈數。

6298
- 合数，正因數有1、2、47、67、94、134、3149和6298。
質因數分解，{\displaystyle 2\times 47\times 67}。
- 亏数，真因數和為3494，虧度為2804
- 无平方数因数的数。
  - 楔形数。
- 十进制的奢侈數。

6299
- 第819個質數。
  - 孪生素数，為（6299、 6301）

6300
- 合数，正因數有1、2、3、4、5、6、7、9、10、12、14、15、18、20、21、25、28、30、35、36、42、45、50、60、63、70、75、84、90、100、105、126、140、150、175、180、210、225、252、300、315、350、420、450、525、630、700、900、1050、1260、1575、2100、3150和6300。
質因數分解，{\displaystyle 2^{2}\times 3^{2}\times 5^{2}\times 7}。
- 过剩数，真因數和為16268，盈度為9968
- 十进制的奢侈數。

6301
- 第820個質數。
  - 孪生素数，為（6299、 6301）

6302
- 合数，正因數有1、2、23、46、137、274、3151和6302。
質因數分解，{\displaystyle 2\times 23\times 137}。
- 亏数，真因數和為3634，虧度為2668
- 不尋常數，大於平方根的質因數為137。
- 无平方数因数的数。
  - 楔形数。
- 十进制的奢侈數。

6303
- 合数，正因數有1、3、11、33、191、573、2101和6303。
質因數分解，{\displaystyle 3\times 11\times 191}。
- 亏数，真因數和為2913，虧度為3390
- 不尋常數，大於平方根的質因數為191。
- 无平方数因数的数。
  - 楔形数。
- 十进制的奢侈數。

6304
- 合数，正因數有1、2、4、8、16、32、197、394、788、1576、3152和6304。
質因數分解，{\displaystyle 2^{5}\times 197}。
- 亏数，真因數和為6170，虧度為134
- 不尋常數，大於平方根的質因數為197。
- 十进制的奢侈數。

6305
- 合数，正因數有1、5、13、65、97、485、1261和6305。
質因數分解，{\displaystyle 5\times 13\times 97}。
- 亏数，真因數和為1927，虧度為4378
- 不尋常數，大於平方根的質因數為97。
- 无平方数因数的数。
  - 楔形数。
- 十进制的奢侈數。

6306
- 合数，正因數有1、2、3、6、1051、2102、3153和6306。
質因數分解，{\displaystyle 2\times 3\times 1051}。
- 过剩数，真因數和為6318，盈度為12
  - 半完全数，和為本身的其中一組因數為1051、 2102、 3153。
- 不尋常數，大於平方根的質因數為1051。
- 佩服數，佩服因數為6。
- 无平方数因数的数。
  - 楔形数。
- 十进制的奢侈數。

6307
- 合数，正因數有1、7、17、53、119、371、901和6307。
質因數分解，{\displaystyle 7\times 17\times 53}。
- 亏数，真因數和為1469，虧度為4838
- 无平方数因数的数。
  - 楔形数。
- 十进制的奢侈數。

6308
- 合数，正因數有1、2、4、19、38、76、83、166、332、1577、3154和6308。
質因數分解，{\displaystyle 2^{2}\times 19\times 83}。
- 亏数，真因數和為5452，虧度為856
- 不尋常數，大於平方根的質因數為83。
- 十进制的奢侈數。

6309
- 合数，正因數有1、3、9、701、2103和6309。
質因數分解，{\displaystyle 3^{2}\times 701}。
- 亏数，真因數和為2817，虧度為3492
- 不尋常數，大於平方根的質因數為701。
- 十进制的奢侈數。

6310
- 合数，正因數有1、2、5、10、631、1262、3155和6310。
質因數分解，{\displaystyle 2\times 5\times 631}。
- 亏数，真因數和為5066，虧度為1244
- 不尋常數，大於平方根的質因數為631。
- 无平方数因数的数。
  - 楔形数。
- 十进制的奢侈數。

6311
- 第821個質數。

6312
- 合数，正因數有1、2、3、4、6、8、12、24、263、526、789、1052、1578、2104、3156和6312。
質因數分解，{\displaystyle 2^{3}\times 3\times 263}。
- 过剩数，真因數和為9528，盈度為3216
- 不尋常數，大於平方根的質因數為263。
- 十进制的奢侈數。

6313
- 合数，正因數有1、59、107和6313。
質因數分解，{\displaystyle 59\times 107}。
- 亏数，真因數和為167，虧度為6146
- 不尋常數，大於平方根的質因數為107。
- 半素数。
- 无平方数因数的数。
- 十进制的奢侈數。

6314
- 合数，正因數有1、2、7、11、14、22、41、77、82、154、287、451、574、902、3157和6314。
質因數分解，{\displaystyle 2\times 7\times 11\times 41}。
- 亏数，真因數和為5782，虧度為532
- 无平方数因数的数。
- 十进制的奢侈數。

6315
- 合数，正因數有1、3、5、15、421、1263、2105和6315。
質因數分解，{\displaystyle 3\times 5\times 421}。
- 亏数，真因數和為3813，虧度為2502
- 不尋常數，大於平方根的質因數為421。
- 无平方数因数的数。
  - 楔形数。
- 十进制的奢侈數。

6316
- 合数，正因數有1、2、4、1579、3158和6316。
質因數分解，{\displaystyle 2^{2}\times 1579}。
- 亏数，真因數和為4744，虧度為1572
- 不尋常數，大於平方根的質因數為1579。
- 十进制的奢侈數。

6317
- 第822個質數。

6318
- 合数，正因數有1、2、3、6、9、13、18、26、27、39、54、78、81、117、162、234、243、351、486、702、1053、2106、3159和6318。
質因數分解，{\displaystyle 2\times 3^{5}\times 13}。
- 过剩数，真因數和為8970，盈度為2652
- 十进制的奢侈數。

6319
- 合数，正因數有1、71、89和6319。
質因數分解，{\displaystyle 71\times 89}。
- 亏数，真因數和為161，虧度為6158
- 不尋常數，大於平方根的質因數為89。
- 半素数。
- 无平方数因数的数。
- 十进制的等數位數。

6320
- 合数，正因數有1、2、4、5、8、10、16、20、40、79、80、158、316、395、632、790、1264、1580、3160和6320。
質因數分解，{\displaystyle 2^{4}\times 5\times 79}。
- 过剩数，真因數和為8560，盈度為2240
- 普洛尼克数，為79與80的乘積。
- 十进制的奢侈數。

6321
- 合数，正因數有1、3、7、21、43、49、129、147、301、903、2107和6321。
質因數分解，{\displaystyle 3\times 7^{2}\times 43}。
- 亏数，真因數和為3711，虧度為2610
- 十进制的奢侈數。

6322
- 合数，正因數有1、2、29、58、109、218、3161和6322。
質因數分解，{\displaystyle 2\times 29\times 109}。
- 亏数，真因數和為3578，虧度為2744
- 不尋常數，大於平方根的質因數為109。
- 无平方数因数的数。
  - 楔形数。
- 十进制的奢侈數。

6323
- 第823個質數。

6324
- 合数，正因數有1、2、3、4、6、12、17、31、34、51、62、68、93、102、124、186、204、372、527、1054、1581、2108、3162和6324。
質因數分解，{\displaystyle 2^{2}\times 3\times 17\times 31}。
- 过剩数，真因數和為9804，盈度為3480
- 十进制的奢侈數。

6325
- 合数，正因數有1、5、11、23、25、55、115、253、275、575、1265和6325。
質因數分解，{\displaystyle 5^{2}\times 11\times 23}。
- 亏数，真因數和為2603，虧度為3722
- 十进制的奢侈數。

6326
- 合数，正因數有1、2、3163和6326。
質因數分解，{\displaystyle 2\times 3163}。
- 亏数，真因數和為3166，虧度為3160
- 不尋常數，大於平方根的質因數為3163。
- 半素数。
- 无平方数因数的数。
- 十进制的奢侈數。

6327
- 合数，正因數有1、3、9、19、37、57、111、171、333、703、2109和6327。
質因數分解，{\displaystyle 3^{2}\times 19\times 37}。
- 亏数，真因數和為3553，虧度為2774
- 十进制的奢侈數。

6328
- 合数，正因數有1、2、4、7、8、14、28、56、113、226、452、791、904、1582、3164和6328。
質因數分解，{\displaystyle 2^{3}\times 7\times 113}。
- 过剩数，真因數和為7352，盈度為1024
- 不尋常數，大於平方根的質因數為113。
- 十进制的奢侈數。

6329
- 第824個質數。

6330
- 合数，正因數有1、2、3、5、6、10、15、30、211、422、633、1055、1266、2110、3165和6330。
質因數分解，{\displaystyle 2\times 3\times 5\times 211}。
- 过剩数，真因數和為8934，盈度為2604
- 不尋常數，大於平方根的質因數為211。
- 无平方数因数的数。
- 十进制的奢侈數。

6331
- 合数，正因數有1、13、487和6331。
質因數分解，{\displaystyle 13\times 487}。
- 亏数，真因數和為501，虧度為5830
- 不尋常數，大於平方根的質因數為487。
- 半素数。
- 无平方数因数的数。
- 十进制的奢侈數。

6332
- 合数，正因數有1、2、4、1583、3166和6332。
質因數分解，{\displaystyle 2^{2}\times 1583}。
- 亏数，真因數和為4756，虧度為1576
- 不尋常數，大於平方根的質因數為1583。
- 十进制的奢侈數。

6333
- 合数，正因數有1、3、2111和6333。
質因數分解，{\displaystyle 3\times 2111}。
- 亏数，真因數和為2115，虧度為4218
- 不尋常數，大於平方根的質因數為2111。
- 半素数。
- 无平方数因数的数。
- 十进制的奢侈數。

6334
- 合数，正因數有1、2、3167和6334。
質因數分解，{\displaystyle 2\times 3167}。
- 亏数，真因數和為3170，虧度為3164
- 不尋常數，大於平方根的質因數為3167。
- 半素数。
- 无平方数因数的数。
- 十进制的奢侈數。

6335
- 合数，正因數有1、5、7、35、181、905、1267和6335。
質因數分解，{\displaystyle 5\times 7\times 181}。
- 亏数，真因數和為2401，虧度為3934
- 不尋常數，大於平方根的質因數為181。
- 无平方数因数的数。
  - 楔形数。
- 十进制的奢侈數。

6336
- 合数，正因數有1、2、3、4、6、8、9、11、12、16、18、22、24、32、33、36、44、48、64、66、72、88、96、99、132、144、176、192、198、264、288、352、396、528、576、704、792、1056、1584、2112、3168和6336。
質因數分解，{\displaystyle 2^{6}\times 3^{2}\times 11}。
- 过剩数，真因數和為13476，盈度為7140
- 十进制的奢侈數。

6337
- 第825個質數。

6338
- 合数，正因數有1、2、3169和6338。
質因數分解，{\displaystyle 2\times 3169}。
- 亏数，真因數和為3172，虧度為3166
- 不尋常數，大於平方根的質因數為3169。
- 半素数。
- 无平方数因数的数。
- 十进制的奢侈數。

6339
- 合数，正因數有1、3、2113和6339。
質因數分解，{\displaystyle 3\times 2113}。
- 亏数，真因數和為2117，虧度為4222
- 不尋常數，大於平方根的質因數為2113。
- 半素数。
- 无平方数因数的数。
- 十进制的奢侈數。

6340
- 合数，正因數有1、2、4、5、10、20、317、634、1268、1585、3170和6340。
質因數分解，{\displaystyle 2^{2}\times 5\times 317}。
- 过剩数，真因數和為7016，盈度為676
  - 半完全数，和為本身的其中一組因數為317、 1268、 1585、 3170。
- 不尋常數，大於平方根的質因數為317。
- 十进制的奢侈數。

6341
- 合数，正因數有1、17、373和6341。
質因數分解，{\displaystyle 17\times 373}。
- 亏数，真因數和為391，虧度為5950
- 不尋常數，大於平方根的質因數為373。
- 半素数。
- 无平方数因数的数。
- 十进制的奢侈數。

6342
- 合数，正因數有1、2、3、6、7、14、21、42、151、302、453、906、1057、2114、3171和6342。
質因數分解，{\displaystyle 2\times 3\times 7\times 151}。
- 过剩数，真因數和為8250，盈度為1908
- 不尋常數，大於平方根的質因數為151。
- 无平方数因数的数。
- 十进制的奢侈數。

6343
- 第826個質數。

6344
- 合数，正因數有1、2、4、8、13、26、52、61、104、122、244、488、793、1586、3172和6344。
質因數分解，{\displaystyle 2^{3}\times 13\times 61}。
- 过剩数，真因數和為6676，盈度為332
- 十进制的奢侈數。

6345
- 合数，正因數有1、3、5、9、15、27、45、47、135、141、235、423、705、1269、2115和6345。
質因數分解，{\displaystyle 3^{3}\times 5\times 47}。
- 亏数，真因數和為5175，虧度為1170
- 十进制的奢侈數。

6346
- 合数，正因數有1、2、19、38、167、334、3173和6346。
質因數分解，{\displaystyle 2\times 19\times 167}。
- 亏数，真因數和為3734，虧度為2612
- 不尋常數，大於平方根的質因數為167。
- 无平方数因数的数。
  - 楔形数。
- 十进制的奢侈數。

6347
- 合数，正因數有1、11、577和6347。
質因數分解，{\displaystyle 11\times 577}。
- 亏数，真因數和為589，虧度為5758
- 不尋常數，大於平方根的質因數為577。
- 半素数。
- 无平方数因数的数。
- 十进制的奢侈數。

6348
- 合数，正因數有1、2、3、4、6、12、23、46、69、92、138、276、529、1058、1587、2116、3174和6348。
質因數分解，{\displaystyle 2^{2}\times 3\times 23^{2}}。
- 过剩数，真因數和為9136，盈度為2788
- 十进制的奢侈數。

6349
- 合数，正因數有1、7、907和6349。
質因數分解，{\displaystyle 7\times 907}。
- 亏数，真因數和為915，虧度為5434
- 不尋常數，大於平方根的質因數為907。
- 半素数。
- 无平方数因数的数。
- 十进制的等數位數。

6350
- 合数，正因數有1、2、5、10、25、50、127、254、635、1270、3175和6350。
質因數分解，{\displaystyle 2\times 5^{2}\times 127}。
- 亏数，真因數和為5554，虧度為796
- 不尋常數，大於平方根的質因數為127。
- 十进制的奢侈數。

6351
- 合数，正因數有1、3、29、73、87、219、2117和6351。
質因數分解，{\displaystyle 3\times 29\times 73}。
- 亏数，真因數和為2529，虧度為3822
- 无平方数因数的数。
  - 楔形数。
- 十进制的奢侈數。

6352
- 合数，正因數有1、2、4、8、16、397、794、1588、3176和6352。
質因數分解，{\displaystyle 2^{4}\times 397}。
- 亏数，真因數和為5986，虧度為366
- 不尋常數，大於平方根的質因數為397。
- 十进制的奢侈數。

6353
- 第827個質數。

6354
- 合数，正因數有1、2、3、6、9、18、353、706、1059、2118、3177和6354。
質因數分解，{\displaystyle 2\times 3^{2}\times 353}。
- 过剩数，真因數和為7452，盈度為1098
  - 半完全数，和為本身的其中一組因數為353、 706、 2118、 3177。
- 不尋常數，大於平方根的質因數為353。
- 十进制的奢侈數。

6355
- 合数，正因數有1、5、31、41、155、205、1271和6355。
質因數分解，{\displaystyle 5\times 31\times 41}。
- 亏数，真因數和為1709，虧度為4646
- 无平方数因数的数。
  - 楔形数。
- 十进制的奢侈數。

6356
- 合数，正因數有1、2、4、7、14、28、227、454、908、1589、3178和6356。
質因數分解，{\displaystyle 2^{2}\times 7\times 227}。
- 过剩数，真因數和為6412，盈度為56
  - 半完全数，和為本身的其中一組因數為227、 454、 908、 1589、 3178。
- 不尋常數，大於平方根的質因數為227。
- 佩服數，佩服因數為28。
- 十进制的奢侈數。

6357
- 合数，正因數有1、3、13、39、163、489、2119和6357。
質因數分解，{\displaystyle 3\times 13\times 163}。
- 亏数，真因數和為2827，虧度為3530
- 不尋常數，大於平方根的質因數為163。
- 无平方数因数的数。
  - 楔形数。
- 十进制的奢侈數。

6358
- 合数，正因數有1、2、11、17、22、34、187、289、374、578、3179和6358。
質因數分解，{\displaystyle 2\times 11\times 17^{2}}。
- 亏数，真因數和為4694，虧度為1664
- 十进制的奢侈數。

6359
- 第828個質數。
  - 孪生素数，為（6359、 6361）

6360
- 合数，正因數有1、2、3、4、5、6、8、10、12、15、20、24、30、40、53、60、106、120、159、212、265、318、424、530、636、795、1060、1272、1590、2120、3180和6360。
質因數分解，{\displaystyle 2^{3}\times 3\times 5\times 53}。
- 过剩数，真因數和為13080，盈度為6720
- 十进制的奢侈數。

6361
- 第829個質數。
  - 孪生素数，為（6359、 6361）

6362
- 合数，正因數有1、2、3181和6362。
質因數分解，{\displaystyle 2\times 3181}。
- 亏数，真因數和為3184，虧度為3178
- 不尋常數，大於平方根的質因數為3181。
- 半素数。
- 无平方数因数的数。
- 十进制的奢侈數。

6363
- 合数，正因數有1、3、7、9、21、63、101、303、707、909、2121和6363。
質因數分解，{\displaystyle 3^{2}\times 7\times 101}。
- 亏数，真因數和為4245，虧度為2118
- 不尋常數，大於平方根的質因數為101。
- 十进制的奢侈數。

6364
- 合数，正因數有1、2、4、37、43、74、86、148、172、1591、3182和6364。
質因數分解，{\displaystyle 2^{2}\times 37\times 43}。
- 亏数，真因數和為5340，虧度為1024
- 十进制的奢侈數。

6365
- 合数，正因數有1、5、19、67、95、335、1273和6365。
質因數分解，{\displaystyle 5\times 19\times 67}。
- 亏数，真因數和為1795，虧度為4570
- 无平方数因数的数。
  - 楔形数。
- 十进制的奢侈數。

6366
- 合数，正因數有1、2、3、6、1061、2122、3183和6366。
質因數分解，{\displaystyle 2\times 3\times 1061}。
- 过剩数，真因數和為6378，盈度為12
  - 半完全数，和為本身的其中一組因數為1061、 2122、 3183。
- 不尋常數，大於平方根的質因數為1061。
- 佩服數，佩服因數為6。
- 无平方数因数的数。
  - 楔形数。
- 十进制的奢侈數。

6367
- 第830個質數。

6368
- 合数，正因數有1、2、4、8、16、32、199、398、796、1592、3184和6368。
質因數分解，{\displaystyle 2^{5}\times 199}。
- 亏数，真因數和為6232，虧度為136
- 不尋常數，大於平方根的質因數為199。
- 十进制的奢侈數。

6369
- 合数，正因數有1、3、11、33、193、579、2123和6369。
質因數分解，{\displaystyle 3\times 11\times 193}。
- 亏数，真因數和為2943，虧度為3426
- 不尋常數，大於平方根的質因數為193。
- 无平方数因数的数。
  - 楔形数。
- 十进制的奢侈數。

6370
- 合数，正因數有1、2、5、7、10、13、14、26、35、49、65、70、91、98、130、182、245、455、490、637、910、1274、3185和6370。
質因數分解，{\displaystyle 2\times 5\times 7^{2}\times 13}。
- 过剩数，真因數和為7994，盈度為1624
- 十进制的奢侈數。

6371
- 合数，正因數有1、23、277和6371。
質因數分解，{\displaystyle 23\times 277}。
- 亏数，真因數和為301，虧度為6070
- 不尋常數，大於平方根的質因數為277。
- 半素数。
- 无平方数因数的数。
- 十进制的奢侈數。

6372
- 合数，正因數有1、2、3、4、6、9、12、18、27、36、54、59、108、118、177、236、354、531、708、1062、1593、2124、3186和6372。
質因數分解，{\displaystyle 2^{2}\times 3^{3}\times 59}。
- 过剩数，真因數和為10428，盈度為4056
- 十进制的奢侈數。

6373
- 第831個質數。

6374
- 合数，正因數有1、2、3187和6374。
質因數分解，{\displaystyle 2\times 3187}。
- 亏数，真因數和為3190，虧度為3184
- 不尋常數，大於平方根的質因數為3187。
- 半素数。
- 无平方数因数的数。
- 十进制的奢侈數。

6375
- 合数，正因數有1、3、5、15、17、25、51、75、85、125、255、375、425、1275、2125和6375。
質因數分解，{\displaystyle 3\times 5^{3}\times 17}。
- 亏数，真因數和為4857，虧度為1518
- 十进制的奢侈數。

6376
- 合数，正因數有1、2、4、8、797、1594、3188和6376。
質因數分解，{\displaystyle 2^{3}\times 797}。
- 亏数，真因數和為5594，虧度為782
- 不尋常數，大於平方根的質因數為797。
- 十进制的奢侈數。

6377
- 合数，正因數有1、7、911和6377。
質因數分解，{\displaystyle 7\times 911}。
- 亏数，真因數和為919，虧度為5458
- 不尋常數，大於平方根的質因數為911。
- 半素数。
- 无平方数因数的数。
- 十进制的等數位數。

6378
- 合数，正因數有1、2、3、6、1063、2126、3189和6378。
質因數分解，{\displaystyle 2\times 3\times 1063}。
- 过剩数，真因數和為6390，盈度為12
  - 半完全数，和為本身的其中一組因數為1063、 2126、 3189。
- 不尋常數，大於平方根的質因數為1063。
- 佩服數，佩服因數為6。
- 无平方数因数的数。
  - 楔形数。
- 十进制的奢侈數。

6379
- 第832個質數。

6380
- 合数，正因數有1、2、4、5、10、11、20、22、29、44、55、58、110、116、145、220、290、319、580、638、1276、1595、3190和6380。
質因數分解，{\displaystyle 2^{2}\times 5\times 11\times 29}。
- 过剩数，真因數和為8740，盈度為2360
- 十进制的奢侈數。

6381
- 合数，正因數有1、3、9、709、2127和6381。
質因數分解，{\displaystyle 3^{2}\times 709}。
- 亏数，真因數和為2849，虧度為3532
- 不尋常數，大於平方根的質因數為709。
- 十进制的奢侈數。

6382
- 合数，正因數有1、2、3191和6382。
質因數分解，{\displaystyle 2\times 3191}。
- 亏数，真因數和為3194，虧度為3188
- 不尋常數，大於平方根的質因數為3191。
- 半素数。
- 无平方数因数的数。
- 十进制的奢侈數。

6383
- 合数，正因數有1、13、491和6383。
質因數分解，{\displaystyle 13\times 491}。
- 亏数，真因數和為505，虧度為5878
- 不尋常數，大於平方根的質因數為491。
- 半素数。
- 无平方数因数的数。
- 十进制的奢侈數。

6384
- 合数，正因數有1、2、3、4、6、7、8、12、14、16、19、21、24、28、38、42、48、56、57、76、84、112、114、133、152、168、228、266、304、336、399、456、532、798、912、1064、1596、2128、3192和6384。
質因數分解，{\displaystyle 2^{4}\times 3\times 7\times 19}。
- 过剩数，真因數和為13456，盈度為7072
- 十进制的奢侈數。

6385
- 合数，正因數有1、5、1277和6385。
質因數分解，{\displaystyle 5\times 1277}。
- 亏数，真因數和為1283，虧度為5102
- 不尋常數，大於平方根的質因數為1277。
- 半素数。
- 无平方数因数的数。
- 十进制的奢侈數。

6386
- 合数，正因數有1、2、31、62、103、206、3193和6386。
質因數分解，{\displaystyle 2\times 31\times 103}。
- 亏数，真因數和為3598，虧度為2788
- 不尋常數，大於平方根的質因數為103。
- 无平方数因数的数。
  - 楔形数。
- 十进制的奢侈數。

6387
- 合数，正因數有1、3、2129和6387。
質因數分解，{\displaystyle 3\times 2129}。
- 亏数，真因數和為2133，虧度為4254
- 不尋常數，大於平方根的質因數為2129。
- 半素数。
- 无平方数因数的数。
- 十进制的奢侈數。

6388
- 合数，正因數有1、2、4、1597、3194和6388。
質因數分解，{\displaystyle 2^{2}\times 1597}。
- 亏数，真因數和為4798，虧度為1590
- 不尋常數，大於平方根的質因數為1597。
- 十进制的奢侈數。

6389
- 第833個質數。

6390
- 合数，正因數有1、2、3、5、6、9、10、15、18、30、45、71、90、142、213、355、426、639、710、1065、1278、2130、3195和6390。
質因數分解，{\displaystyle 2\times 3^{2}\times 5\times 71}。
- 过剩数，真因數和為10458，盈度為4068
- 十进制的奢侈數。

6391
- 合数，正因數有1、7、11、77、83、581、913和6391。
質因數分解，{\displaystyle 7\times 11\times 83}。
- 亏数，真因數和為1673，虧度為4718
- 不尋常數，大於平方根的質因數為83。
- 无平方数因数的数。
  - 楔形数。
- 十进制的奢侈數。

6392
- 合数，正因數有1、2、4、8、17、34、47、68、94、136、188、376、799、1598、3196和6392。
質因數分解，{\displaystyle 2^{3}\times 17\times 47}。
- 过剩数，真因數和為6568，盈度為176
- 十进制的奢侈數。

6393
- 合数，正因數有1、3、2131和6393。
質因數分解，{\displaystyle 3\times 2131}。
- 亏数，真因數和為2135，虧度為4258
- 不尋常數，大於平方根的質因數為2131。
- 半素数。
- 无平方数因数的数。
- 十进制的奢侈數。

6394
- 合数，正因數有1、2、23、46、139、278、3197和6394。
質因數分解，{\displaystyle 2\times 23\times 139}。
- 亏数，真因數和為3686，虧度為2708
- 不尋常數，大於平方根的質因數為139。
- 无平方数因数的数。
  - 楔形数。
- 十进制的奢侈數。

6395
- 合数，正因數有1、5、1279和6395。
質因數分解，{\displaystyle 5\times 1279}。
- 亏数，真因數和為1285，虧度為5110
- 不尋常數，大於平方根的質因數為1279。
- 半素数。
- 无平方数因数的数。
- 十进制的奢侈數。

6396
- 合数，正因數有1、2、3、4、6、12、13、26、39、41、52、78、82、123、156、164、246、492、533、1066、1599、2132、3198和6396。
質因數分解，{\displaystyle 2^{2}\times 3\times 13\times 41}。
- 过剩数，真因數和為10068，盈度為3672
- 十进制的奢侈數。

6397
- 第834個質數。

6398
- 合数，正因數有1、2、7、14、457、914、3199和6398。
質因數分解，{\displaystyle 2\times 7\times 457}。
- 亏数，真因數和為4594，虧度為1804
- 不尋常數，大於平方根的質因數為457。
- 无平方数因数的数。
  - 楔形数。
- 十进制的奢侈數。

6399
- 合数，正因數有1、3、9、27、79、81、237、711、2133和6399。
質因數分解，{\displaystyle 3^{4}\times 79}。
- 亏数，真因數和為3281，虧度為3118
- 十进制的等數位數。

6400
- 合数，正因數有1、2、4、5、8、10、16、20、25、32、40、50、64、80、100、128、160、200、256、320、400、640、800、1280、1600、3200和6400。
質因數分解，{\displaystyle 2^{8}\times 5^{2}}。
- 过剩数，真因數和為9441，盈度為3041
- 平方数，為80的平方。
- 十进制的等數位數。

6401
- 合数，正因數有1、37、173和6401。
質因數分解，{\displaystyle 37\times 173}。
- 亏数，真因數和為211，虧度為6190
- 不尋常數，大於平方根的質因數為173。
- 半素数。
- 无平方数因数的数。
- 十进制的奢侈數。

6402
- 合数，正因數有1、2、3、6、11、22、33、66、97、194、291、582、1067、2134、3201和6402。
質因數分解，{\displaystyle 2\times 3\times 11\times 97}。
- 过剩数，真因數和為7710，盈度為1308
- 不尋常數，大於平方根的質因數為97。
- 无平方数因数的数。
- 十进制的奢侈數。

6403
- 合数，正因數有1、19、337和6403。
質因數分解，{\displaystyle 19\times 337}。
- 亏数，真因數和為357，虧度為6046
- 不尋常數，大於平方根的質因數為337。
- 半素数。
- 无平方数因数的数。
- 十进制的奢侈數。

6404
- 合数，正因數有1、2、4、1601、3202和6404。
質因數分解，{\displaystyle 2^{2}\times 1601}。
- 亏数，真因數和為4810，虧度為1594
- 不尋常數，大於平方根的質因數為1601。
- 十进制的奢侈數。

6405
- 合数，正因數有1、3、5、7、15、21、35、61、105、183、305、427、915、1281、2135和6405。
質因數分解，{\displaystyle 3\times 5\times 7\times 61}。
- 亏数，真因數和為5499，虧度為906
- 无平方数因数的数。
- 十进制的奢侈數。

6406
- 合数，正因數有1、2、3203和6406。
質因數分解，{\displaystyle 2\times 3203}。
- 亏数，真因數和為3206，虧度為3200
- 不尋常數，大於平方根的質因數為3203。
- 半素数。
- 无平方数因数的数。
- 十进制的奢侈數。

6407
- 合数，正因數有1、43、149和6407。
質因數分解，{\displaystyle 43\times 149}。
- 亏数，真因數和為193，虧度為6214
- 不尋常數，大於平方根的質因數為149。
- 半素数。
- 无平方数因数的数。
- 十进制的奢侈數。

6408
- 合数，正因數有1、2、3、4、6、8、9、12、18、24、36、72、89、178、267、356、534、712、801、1068、1602、2136、3204和6408。
質因數分解，{\displaystyle 2^{3}\times 3^{2}\times 89}。
- 过剩数，真因數和為11142，盈度為4734
- 不尋常數，大於平方根的質因數為89。
- 十进制的奢侈數。

6409
- 合数，正因數有1、13、17、29、221、377、493和6409。
質因數分解，{\displaystyle 13\times 17\times 29}。
- 亏数，真因數和為1151，虧度為5258
- 无平方数因数的数。
  - 楔形数。
- 十进制的奢侈數。

6410
- 合数，正因數有1、2、5、10、641、1282、3205和6410。
質因數分解，{\displaystyle 2\times 5\times 641}。
- 亏数，真因數和為5146，虧度為1264
- 不尋常數，大於平方根的質因數為641。
- 无平方数因数的数。
  - 楔形数。
- 十进制的奢侈數。

6411
- 合数，正因數有1、3、2137和6411。
質因數分解，{\displaystyle 3\times 2137}。
- 亏数，真因數和為2141，虧度為4270
- 不尋常數，大於平方根的質因數為2137。
- 半素数。
- 无平方数因数的数。
- 十进制的奢侈數。

6412
- 合数，正因數有1、2、4、7、14、28、229、458、916、1603、3206和6412。
質因數分解，{\displaystyle 2^{2}\times 7\times 229}。
- 过剩数，真因數和為6468，盈度為56
  - 半完全数，和為本身的其中一組因數為229、 458、 916、 1603、 3206。
- 不尋常數，大於平方根的質因數為229。
- 佩服數，佩服因數為28。
- 十进制的奢侈數。

6413
- 合数，正因數有1、11、53、121、583和6413。
質因數分解，{\displaystyle 11^{2}\times 53}。
- 亏数，真因數和為769，虧度為5644
- 十进制的奢侈數。

6414
- 合数，正因數有1、2、3、6、1069、2138、3207和6414。
質因數分解，{\displaystyle 2\times 3\times 1069}。
- 过剩数，真因數和為6426，盈度為12
  - 半完全数，和為本身的其中一組因數為1069、 2138、 3207。
- 不尋常數，大於平方根的質因數為1069。
- 佩服數，佩服因數為6。
- 无平方数因数的数。
  - 楔形数。
- 十进制的奢侈數。

6415
- 合数，正因數有1、5、1283和6415。
質因數分解，{\displaystyle 5\times 1283}。
- 亏数，真因數和為1289，虧度為5126
- 不尋常數，大於平方根的質因數為1283。
- 半素数。
- 无平方数因数的数。
- 十进制的奢侈數。

6416
- 合数，正因數有1、2、4、8、16、401、802、1604、3208和6416。
質因數分解，{\displaystyle 2^{4}\times 401}。
- 亏数，真因數和為6046，虧度為370
- 不尋常數，大於平方根的質因數為401。
- 十进制的奢侈數。

6417
- 合数，正因數有1、3、9、23、31、69、93、207、279、713、2139和6417。
質因數分解，{\displaystyle 3^{2}\times 23\times 31}。
- 亏数，真因數和為3567，虧度為2850
- 十进制的奢侈數。

6418
- 合数，正因數有1、2、3209和6418。
質因數分解，{\displaystyle 2\times 3209}。
- 亏数，真因數和為3212，虧度為3206
- 不尋常數，大於平方根的質因數為3209。
- 半素数。
- 无平方数因数的数。
- 十进制的奢侈數。

6419
- 合数，正因數有1、7、49、131、917和6419。
質因數分解，{\displaystyle 7^{2}\times 131}。
- 亏数，真因數和為1105，虧度為5314
- 不尋常數，大於平方根的質因數為131。
- 十进制的奢侈數。

6420
- 合数，正因數有1、2、3、4、5、6、10、12、15、20、30、60、107、214、321、428、535、642、1070、1284、1605、2140、3210和6420。
質因數分解，{\displaystyle 2^{2}\times 3\times 5\times 107}。
- 过剩数，真因數和為11724，盈度為5304
- 不尋常數，大於平方根的質因數為107。
- 十进制的奢侈數。

6421
- 第835個質數。

6422
- 合数，正因數有1、2、13、19、26、38、169、247、338、494、3211和6422。
質因數分解，{\displaystyle 2\times 13^{2}\times 19}。
- 亏数，真因數和為4558，虧度為1864
- 十进制的奢侈數。

6423
- 合数，正因數有1、3、2141和6423。
質因數分解，{\displaystyle 3\times 2141}。
- 亏数，真因數和為2145，虧度為4278
- 不尋常數，大於平方根的質因數為2141。
- 半素数。
- 无平方数因数的数。
- 十进制的奢侈數。

6424
- 合数，正因數有1、2、4、8、11、22、44、73、88、146、292、584、803、1606、3212和6424。
質因數分解，{\displaystyle 2^{3}\times 11\times 73}。
- 过剩数，真因數和為6896，盈度為472
- 十进制的奢侈數。

6425
- 合数，正因數有1、5、25、257、1285和6425。
質因數分解，{\displaystyle 5^{2}\times 257}。
- 亏数，真因數和為1573，虧度為4852
- 不尋常數，大於平方根的質因數為257。
- 十进制的奢侈數。

6426
- 合数，正因數有1、2、3、6、7、9、14、17、18、21、27、34、42、51、54、63、102、119、126、153、189、238、306、357、378、459、714、918、1071、2142、3213和6426。
質因數分解，{\displaystyle 2\times 3^{3}\times 7\times 17}。
- 过剩数，真因數和為10854，盈度為4428
- 十进制的奢侈數。

6427
- 第836個質數。

6428
- 合数，正因數有1、2、4、1607、3214和6428。
質因數分解，{\displaystyle 2^{2}\times 1607}。
- 亏数，真因數和為4828，虧度為1600
- 不尋常數，大於平方根的質因數為1607。
- 十进制的奢侈數。

6429
- 合数，正因數有1、3、2143和6429。
質因數分解，{\displaystyle 3\times 2143}。
- 亏数，真因數和為2147，虧度為4282
- 不尋常數，大於平方根的質因數為2143。
- 半素数。
- 无平方数因数的数。
- 十进制的奢侈數。

6430
- 合数，正因數有1、2、5、10、643、1286、3215和6430。
質因數分解，{\displaystyle 2\times 5\times 643}。
- 亏数，真因數和為5162，虧度為1268
- 不尋常數，大於平方根的質因數為643。
- 无平方数因数的数。
  - 楔形数。
- 十进制的奢侈數。

6431
- 合数，正因數有1、59、109和6431。
質因數分解，{\displaystyle 59\times 109}。
- 亏数，真因數和為169，虧度為6262
- 不尋常數，大於平方根的質因數為109。
- 半素数。
- 无平方数因数的数。
- 十进制的奢侈數。

6432
- 合数，正因數有1、2、3、4、6、8、12、16、24、32、48、67、96、134、201、268、402、536、804、1072、1608、2144、3216和6432。
質因數分解，{\displaystyle 2^{5}\times 3\times 67}。
- 过剩数，真因數和為10704，盈度為4272
- 十进制的奢侈數。

6433
- 合数，正因數有1、7、919和6433。
質因數分解，{\displaystyle 7\times 919}。
- 亏数，真因數和為927，虧度為5506
- 不尋常數，大於平方根的質因數為919。
- 半素数。
- 无平方数因数的数。
- 十进制的等數位數。

6434
- 合数，正因數有1、2、3217和6434。
質因數分解，{\displaystyle 2\times 3217}。
- 亏数，真因數和為3220，虧度為3214
- 不尋常數，大於平方根的質因數為3217。
- 半素数。
- 无平方数因数的数。
- 十进制的奢侈數。

6435
- 合数，正因數有1、3、5、9、11、13、15、33、39、45、55、65、99、117、143、165、195、429、495、585、715、1287、2145和6435。
質因數分解，{\displaystyle 3^{2}\times 5\times 11\times 13}。
- 过剩数，真因數和為6669，盈度為234
- 佩服數，佩服因數為117。
- 十进制的奢侈數。

6436
- 合数，正因數有1、2、4、1609、3218和6436。
質因數分解，{\displaystyle 2^{2}\times 1609}。
- 亏数，真因數和為4834，虧度為1602
- 不尋常數，大於平方根的質因數為1609。
- 十进制的奢侈數。

6437
- 合数，正因數有1、41、157和6437。
質因數分解，{\displaystyle 41\times 157}。
- 亏数，真因數和為199，虧度為6238
- 不尋常數，大於平方根的質因數為157。
- 半素数。
- 无平方数因数的数。
- 十进制的奢侈數。

6438
- 合数，正因數有1、2、3、6、29、37、58、74、87、111、174、222、1073、2146、3219和6438。
質因數分解，{\displaystyle 2\times 3\times 29\times 37}。
- 过剩数，真因數和為7242，盈度為804
- 无平方数因数的数。
- 十进制的奢侈數。

6439
- 合数，正因數有1、47、137和6439。
質因數分解，{\displaystyle 47\times 137}。
- 亏数，真因數和為185，虧度為6254
- 不尋常數，大於平方根的質因數為137。
- 半素数。
- 无平方数因数的数。
- 十进制的奢侈數。

6440
- 合数，正因數有1、2、4、5、7、8、10、14、20、23、28、35、40、46、56、70、92、115、140、161、184、230、280、322、460、644、805、920、1288、1610、3220和6440。
質因數分解，{\displaystyle 2^{3}\times 5\times 7\times 23}。
- 过剩数，真因數和為10840，盈度為4400
- 十进制的奢侈數。

6441
- 合数，正因數有1、3、19、57、113、339、2147和6441。
質因數分解，{\displaystyle 3\times 19\times 113}。
- 亏数，真因數和為2679，虧度為3762
- 不尋常數，大於平方根的質因數為113。
- 无平方数因数的数。
  - 楔形数。
- 十进制的奢侈數。

6442
- 合数，正因數有1、2、3221和6442。
質因數分解，{\displaystyle 2\times 3221}。
- 亏数，真因數和為3224，虧度為3218
- 不尋常數，大於平方根的質因數為3221。
- 半素数。
- 无平方数因数的数。
- 十进制的奢侈數。

6443
- 合数，正因數有1、17、379和6443。
質因數分解，{\displaystyle 17\times 379}。
- 亏数，真因數和為397，虧度為6046
- 不尋常數，大於平方根的質因數為379。
- 半素数。
- 无平方数因数的数。
- 十进制的奢侈數。

6444
- 合数，正因數有1、2、3、4、6、9、12、18、36、179、358、537、716、1074、1611、2148、3222和6444。
質因數分解，{\displaystyle 2^{2}\times 3^{2}\times 179}。
- 过剩数，真因數和為9936，盈度為3492
- 不尋常數，大於平方根的質因數為179。
- 十进制的奢侈數。

6445
- 合数，正因數有1、5、1289和6445。
質因數分解，{\displaystyle 5\times 1289}。
- 亏数，真因數和為1295，虧度為5150
- 不尋常數，大於平方根的質因數為1289。
- 半素数。
- 无平方数因数的数。
- 十进制的奢侈數。

6446
- 合数，正因數有1、2、11、22、293、586、3223和6446。
質因數分解，{\displaystyle 2\times 11\times 293}。
- 亏数，真因數和為4138，虧度為2308
- 不尋常數，大於平方根的質因數為293。
- 无平方数因数的数。
  - 楔形数。
- 十进制的奢侈數。

6447
- 合数，正因數有1、3、7、21、307、921、2149和6447。
質因數分解，{\displaystyle 3\times 7\times 307}。
- 亏数，真因數和為3409，虧度為3038
- 不尋常數，大於平方根的質因數為307。
- 无平方数因数的数。
  - 楔形数。
- 十进制的奢侈數。

6448
- 合数，正因數有1、2、4、8、13、16、26、31、52、62、104、124、208、248、403、496、806、1612、3224和6448。
質因數分解，{\displaystyle 2^{4}\times 13\times 31}。
- 过剩数，真因數和為7440，盈度為992
- 佩服數，佩服因數為496。
- 十进制的奢侈數。

6449
- 第837個質數。
  - 孪生素数，為（6449、 6451）

6450
- 合数，正因數有1、2、3、5、6、10、15、25、30、43、50、75、86、129、150、215、258、430、645、1075、1290、2150、3225和6450。
質因數分解，{\displaystyle 2\times 3\times 5^{2}\times 43}。
- 过剩数，真因數和為9918，盈度為3468
- 十进制的奢侈數。

6451
- 第838個質數。
  - 孪生素数，為（6449、 6451）

6452
- 合数，正因數有1、2、4、1613、3226和6452。
質因數分解，{\displaystyle 2^{2}\times 1613}。
- 亏数，真因數和為4846，虧度為1606
- 不尋常數，大於平方根的質因數為1613。
- 十进制的奢侈數。

6453
- 合数，正因數有1、3、9、27、239、717、2151和6453。
質因數分解，{\displaystyle 3^{3}\times 239}。
- 亏数，真因數和為3147，虧度為3306
- 不尋常數，大於平方根的質因數為239。
- 十进制的奢侈數。

6454
- 合数，正因數有1、2、7、14、461、922、3227和6454。
質因數分解，{\displaystyle 2\times 7\times 461}。
- 亏数，真因數和為4634，虧度為1820
- 不尋常數，大於平方根的質因數為461。
- 无平方数因数的数。
  - 楔形数。
- 十进制的奢侈數。

6455
- 合数，正因數有1、5、1291和6455。
質因數分解，{\displaystyle 5\times 1291}。
- 亏数，真因數和為1297，虧度為5158
- 不尋常數，大於平方根的質因數為1291。
- 半素数。
- 无平方数因数的数。
- 十进制的奢侈數。

6456
- 合数，正因數有1、2、3、4、6、8、12、24、269、538、807、1076、1614、2152、3228和6456。
質因數分解，{\displaystyle 2^{3}\times 3\times 269}。
- 过剩数，真因數和為9744，盈度為3288
- 不尋常數，大於平方根的質因數為269。
- 十进制的奢侈數。

6457
- 合数，正因數有1、11、587和6457。
質因數分解，{\displaystyle 11\times 587}。
- 亏数，真因數和為599，虧度為5858
- 不尋常數，大於平方根的質因數為587。
- 半素数。
- 无平方数因数的数。
- 十进制的奢侈數。

6458
- 合数，正因數有1、2、3229和6458。
質因數分解，{\displaystyle 2\times 3229}。
- 亏数，真因數和為3232，虧度為3226
- 不尋常數，大於平方根的質因數為3229。
- 半素数。
- 无平方数因数的数。
- 十进制的奢侈數。

6459
- 合数，正因數有1、3、2153和6459。
質因數分解，{\displaystyle 3\times 2153}。
- 亏数，真因數和為2157，虧度為4302
- 不尋常數，大於平方根的質因數為2153。
- 半素数。
- 无平方数因数的数。
- 十进制的奢侈數。

6460
- 合数，正因數有1、2、4、5、10、17、19、20、34、38、68、76、85、95、170、190、323、340、380、646、1292、1615、3230和6460。
質因數分解，{\displaystyle 2^{2}\times 5\times 17\times 19}。
- 过剩数，真因數和為8660，盈度為2200
- 十进制的奢侈數。

6461
- 合数，正因數有1、7、13、71、91、497、923和6461。
質因數分解，{\displaystyle 7\times 13\times 71}。
- 亏数，真因數和為1603，虧度為4858
- 无平方数因数的数。
  - 楔形数。
- 十进制的奢侈數。

6462
- 合数，正因數有1、2、3、6、9、18、359、718、1077、2154、3231和6462。
質因數分解，{\displaystyle 2\times 3^{2}\times 359}。
- 过剩数，真因數和為7578，盈度為1116
  - 半完全数，和為本身的其中一組因數為359、 718、 2154、 3231。
- 不尋常數，大於平方根的質因數為359。
- 十进制的奢侈數。

6463
- 合数，正因數有1、23、281和6463。
質因數分解，{\displaystyle 23\times 281}。
- 亏数，真因數和為305，虧度為6158
- 不尋常數，大於平方根的質因數為281。
- 半素数。
- 无平方数因数的数。
- 十进制的奢侈數。

6464
- 合数，正因數有1、2、4、8、16、32、64、101、202、404、808、1616、3232和6464。
質因數分解，{\displaystyle 2^{6}\times 101}。
- 过剩数，真因數和為6490，盈度為26
- 不尋常數，大於平方根的質因數為101。
- 十进制的奢侈數。

6465
- 合数，正因數有1、3、5、15、431、1293、2155和6465。
質因數分解，{\displaystyle 3\times 5\times 431}。
- 亏数，真因數和為3903，虧度為2562
- 不尋常數，大於平方根的質因數為431。
- 无平方数因数的数。
  - 楔形数。
- 十进制的奢侈數。

6466
- 合数，正因數有1、2、53、61、106、122、3233和6466。
質因數分解，{\displaystyle 2\times 53\times 61}。
- 亏数，真因數和為3578，虧度為2888
- 无平方数因数的数。
  - 楔形数。
- 十进制的奢侈數。

6467
- 合数，正因數有1、29、223和6467。
質因數分解，{\displaystyle 29\times 223}。
- 亏数，真因數和為253，虧度為6214
- 不尋常數，大於平方根的質因數為223。
- 半素数。
- 无平方数因数的数。
- 十进制的奢侈數。

6468
- 合数，正因數有1、2、3、4、6、7、11、12、14、21、22、28、33、42、44、49、66、77、84、98、132、147、154、196、231、294、308、462、539、588、924、1078、1617、2156、3234和6468。
質因數分解，{\displaystyle 2^{2}\times 3\times 7^{2}\times 11}。
- 过剩数，真因數和為12684，盈度為6216
- 十进制的奢侈數。

6469
- 第839個質數。

6470
- 合数，正因數有1、2、5、10、647、1294、3235和6470。
質因數分解，{\displaystyle 2\times 5\times 647}。
- 亏数，真因數和為5194，虧度為1276
- 不尋常數，大於平方根的質因數為647。
- 无平方数因数的数。
  - 楔形数。
- 十进制的奢侈數。

6471
- 合数，正因數有1、3、9、719、2157和6471。
質因數分解，{\displaystyle 3^{2}\times 719}。
- 亏数，真因數和為2889，虧度為3582
- 不尋常數，大於平方根的質因數為719。
- 十进制的奢侈數。

6472
- 合数，正因數有1、2、4、8、809、1618、3236和6472。
質因數分解，{\displaystyle 2^{3}\times 809}。
- 亏数，真因數和為5678，虧度為794
- 不尋常數，大於平方根的質因數為809。
- 十进制的奢侈數。

6473
- 第840個質數。

6474
- 合数，正因數有1、2、3、6、13、26、39、78、83、166、249、498、1079、2158、3237和6474。
質因數分解，{\displaystyle 2\times 3\times 13\times 83}。
- 过剩数，真因數和為7638，盈度為1164
- 不尋常數，大於平方根的質因數為83。
- 无平方数因数的数。
- 十进制的奢侈數。

6475
- 合数，正因數有1、5、7、25、35、37、175、185、259、925、1295和6475。
質因數分解，{\displaystyle 5^{2}\times 7\times 37}。
- 亏数，真因數和為2949，虧度為3526
- 十进制的奢侈數。

6476
- 合数，正因數有1、2、4、1619、3238和6476。
質因數分解，{\displaystyle 2^{2}\times 1619}。
- 亏数，真因數和為4864，虧度為1612
- 不尋常數，大於平方根的質因數為1619。
- 十进制的奢侈數。

6477
- 合数，正因數有1、3、17、51、127、381、2159和6477。
質因數分解，{\displaystyle 3\times 17\times 127}。
- 亏数，真因數和為2739，虧度為3738
- 不尋常數，大於平方根的質因數為127。
- 无平方数因数的数。
  - 楔形数。
- 十进制的奢侈數。

6478
- 合数，正因數有1、2、41、79、82、158、3239和6478。
質因數分解，{\displaystyle 2\times 41\times 79}。
- 亏数，真因數和為3602，虧度為2876
- 无平方数因数的数。
  - 楔形数。
- 十进制的奢侈數。

6479
- 合数，正因數有1、11、19、31、209、341、589和6479。
質因數分解，{\displaystyle 11\times 19\times 31}。
- 亏数，真因數和為1201，虧度為5278
- 无平方数因数的数。
  - 楔形数。
- 十进制的奢侈數。

6480
- 合数，正因數有1、2、3、4、5、6、8、9、10、12、15、16、18、20、24、27、30、36、40、45、48、54、60、72、80、81、90、108、120、135、144、162、180、216、240、270、324、360、405、432、540、648、720、810、1080、1296、1620、2160、3240和6480。
質因數分解，{\displaystyle 2^{4}\times 3^{4}\times 5}。
- 过剩数，真因數和為16026，盈度為9546
- 普洛尼克数，為80與81的乘積。
- 十进制的奢侈數。

6481
- 第841個質數。

6482
- 合数，正因數有1、2、7、14、463、926、3241和6482。
質因數分解，{\displaystyle 2\times 7\times 463}。
- 亏数，真因數和為4654，虧度為1828
- 不尋常數，大於平方根的質因數為463。
- 无平方数因数的数。
  - 楔形数。
- 十进制的奢侈數。

6483
- 合数，正因數有1、3、2161和6483。
質因數分解，{\displaystyle 3\times 2161}。
- 亏数，真因數和為2165，虧度為4318
- 不尋常數，大於平方根的質因數為2161。
- 半素数。
- 无平方数因数的数。
- 十进制的奢侈數。

6484
- 合数，正因數有1、2、4、1621、3242和6484。
質因數分解，{\displaystyle 2^{2}\times 1621}。
- 亏数，真因數和為4870，虧度為1614
- 不尋常數，大於平方根的質因數為1621。
- 十进制的奢侈數。

6485
- 合数，正因數有1、5、1297和6485。
質因數分解，{\displaystyle 5\times 1297}。
- 亏数，真因數和為1303，虧度為5182
- 不尋常數，大於平方根的質因數為1297。
- 半素数。
- 无平方数因数的数。
- 十进制的奢侈數。

6486
- 合数，正因數有1、2、3、6、23、46、47、69、94、138、141、282、1081、2162、3243和6486。
質因數分解，{\displaystyle 2\times 3\times 23\times 47}。
- 过剩数，真因數和為7338，盈度為852
- 无平方数因数的数。
- 十进制的奢侈數。

6487
- 合数，正因數有1、13、499和6487。
質因數分解，{\displaystyle 13\times 499}。
- 亏数，真因數和為513，虧度為5974
- 不尋常數，大於平方根的質因數為499。
- 半素数。
- 无平方数因数的数。
- 十进制的奢侈數。

6488
- 合数，正因數有1、2、4、8、811、1622、3244和6488。
質因數分解，{\displaystyle 2^{3}\times 811}。
- 亏数，真因數和為5692，虧度為796
- 不尋常數，大於平方根的質因數為811。
- 十进制的奢侈數。

6489
- 合数，正因數有1、3、7、9、21、63、103、309、721、927、2163和6489。
質因數分解，{\displaystyle 3^{2}\times 7\times 103}。
- 亏数，真因數和為4327，虧度為2162
- 不尋常數，大於平方根的質因數為103。
- 十进制的奢侈數。

6490
- 合数，正因數有1、2、5、10、11、22、55、59、110、118、295、590、649、1298、3245和6490。
質因數分解，{\displaystyle 2\times 5\times 11\times 59}。
- 亏数，真因數和為6470，虧度為20
- 无平方数因数的数。
- 十进制的奢侈數。

6491
- 第842個質數。

6492
- 合数，正因數有1、2、3、4、6、12、541、1082、1623、2164、3246和6492。
質因數分解，{\displaystyle 2^{2}\times 3\times 541}。
- 过剩数，真因數和為8684，盈度為2192
  - 半完全数，和為本身的其中一組因數為541、 1082、 1623、 3246。
- 不尋常數，大於平方根的質因數為541。
- 十进制的奢侈數。

6493
- 合数，正因數有1、43、151和6493。
質因數分解，{\displaystyle 43\times 151}。
- 亏数，真因數和為195，虧度為6298
- 不尋常數，大於平方根的質因數為151。
- 半素数。
- 无平方数因数的数。
- 十进制的奢侈數。

6494
- 合数，正因數有1、2、17、34、191、382、3247和6494。
質因數分解，{\displaystyle 2\times 17\times 191}。
- 亏数，真因數和為3874，虧度為2620
- 不尋常數，大於平方根的質因數為191。
- 无平方数因数的数。
  - 楔形数。
- 十进制的奢侈數。

6495
- 合数，正因數有1、3、5、15、433、1299、2165和6495。
質因數分解，{\displaystyle 3\times 5\times 433}。
- 亏数，真因數和為3921，虧度為2574
- 不尋常數，大於平方根的質因數為433。
- 无平方数因数的数。
  - 楔形数。
- 十进制的奢侈數。

6496
- 合数，正因數有1、2、4、7、8、14、16、28、29、32、56、58、112、116、203、224、232、406、464、812、928、1624、3248和6496。
質因數分解，{\displaystyle 2^{5}\times 7\times 29}。
- 过剩数，真因數和為8624，盈度為2128
- 十进制的奢侈數。

6497
- 合数，正因數有1、73、89和6497。
質因數分解，{\displaystyle 73\times 89}。
- 亏数，真因數和為163，虧度為6334
- 不尋常數，大於平方根的質因數為89。
- 半素数。
- 无平方数因数的数。
- 十进制的等數位數。

6498
- 合数，正因數有1、2、3、6、9、18、19、38、57、114、171、342、361、722、1083、2166、3249和6498。
質因數分解，{\displaystyle 2\times 3^{2}\times 19^{2}}。
- 过剩数，真因數和為8361，盈度為1863
- 十进制的奢侈數。

6499
- 合数，正因數有1、67、97和6499。
質因數分解，{\displaystyle 67\times 97}。
- 亏数，真因數和為165，虧度為6334
- 不尋常數，大於平方根的質因數為97。
- 半素数。
- 无平方数因数的数。
- 十进制的等數位數。

6500
- 合数，正因數有1、2、4、5、10、13、20、25、26、50、52、65、100、125、130、250、260、325、500、650、1300、1625、3250和6500。
質因數分解，{\displaystyle 2^{2}\times 5^{3}\times 13}。
- 过剩数，真因數和為8788，盈度為2288
- 十进制的奢侈數。

6501
- 合数，正因數有1、3、11、33、197、591、2167和6501。
質因數分解，{\displaystyle 3\times 11\times 197}。
- 亏数，真因數和為3003，虧度為3498
- 不尋常數，大於平方根的質因數為197。
- 无平方数因数的数。
  - 楔形数。
- 十进制的奢侈數。

6502
- 合数，正因數有1、2、3251和6502。
質因數分解，{\displaystyle 2\times 3251}。
- 亏数，真因數和為3254，虧度為3248
- 不尋常數，大於平方根的質因數為3251。
- 半素数。
- 无平方数因数的数。
- 十进制的奢侈數。

6503
- 合数，正因數有1、7、929和6503。
質因數分解，{\displaystyle 7\times 929}。
- 亏数，真因數和為937，虧度為5566
- 不尋常數，大於平方根的質因數為929。
- 半素数。
- 无平方数因数的数。
- 十进制的等數位數。

6504
- 合数，正因數有1、2、3、4、6、8、12、24、271、542、813、1084、1626、2168、3252和6504。
質因數分解，{\displaystyle 2^{3}\times 3\times 271}。
- 过剩数，真因數和為9816，盈度為3312
- 不尋常數，大於平方根的質因數為271。
- 十进制的奢侈數。

6505
- 合数，正因數有1、5、1301和6505。
質因數分解，{\displaystyle 5\times 1301}。
- 亏数，真因數和為1307，虧度為5198
- 不尋常數，大於平方根的質因數為1301。
- 半素数。
- 无平方数因数的数。
- 十进制的奢侈數。

6506
- 合数，正因數有1、2、3253和6506。
質因數分解，{\displaystyle 2\times 3253}。
- 亏数，真因數和為3256，虧度為3250
- 不尋常數，大於平方根的質因數為3253。
- 半素数。
- 无平方数因数的数。
- 十进制的奢侈數。

6507
- 合数，正因數有1、3、9、27、241、723、2169和6507。
質因數分解，{\displaystyle 3^{3}\times 241}。
- 亏数，真因數和為3173，虧度為3334
- 不尋常數，大於平方根的質因數為241。
- 十进制的奢侈數。

6508
- 合数，正因數有1、2、4、1627、3254和6508。
質因數分解，{\displaystyle 2^{2}\times 1627}。
- 亏数，真因數和為4888，虧度為1620
- 不尋常數，大於平方根的質因數為1627。
- 十进制的奢侈數。

6509
- 合数，正因數有1、23、283和6509。
質因數分解，{\displaystyle 23\times 283}。
- 亏数，真因數和為307，虧度為6202
- 不尋常數，大於平方根的質因數為283。
- 半素数。
- 无平方数因数的数。
- 十进制的奢侈數。

6510
- 合数，正因數有1、2、3、5、6、7、10、14、15、21、30、31、35、42、62、70、93、105、155、186、210、217、310、434、465、651、930、1085、1302、2170、3255和6510。
質因數分解，{\displaystyle 2\times 3\times 5\times 7\times 31}。
- 过剩数，真因數和為11922，盈度為5412
- 无平方数因数的数。
- 十进制的奢侈數。

6511
- 合数，正因數有1、17、383和6511。
質因數分解，{\displaystyle 17\times 383}。
- 亏数，真因數和為401，虧度為6110
- 不尋常數，大於平方根的質因數為383。
- 半素数。
- 无平方数因数的数。
- 十进制的奢侈數。

6512
- 合数，正因數有1、2、4、8、11、16、22、37、44、74、88、148、176、296、407、592、814、1628、3256和6512。
質因數分解，{\displaystyle 2^{4}\times 11\times 37}。
- 过剩数，真因數和為7624，盈度為1112
- 十进制的奢侈數。

6513
- 合数，正因數有1、3、13、39、167、501、2171和6513。
質因數分解，{\displaystyle 3\times 13\times 167}。
- 亏数，真因數和為2895，虧度為3618
- 不尋常數，大於平方根的質因數為167。
- 无平方数因数的数。
  - 楔形数。
- 十进制的奢侈數。

6514
- 合数，正因數有1、2、3257和6514。
質因數分解，{\displaystyle 2\times 3257}。
- 亏数，真因數和為3260，虧度為3254
- 不尋常數，大於平方根的質因數為3257。
- 半素数。
- 无平方数因数的数。
- 十进制的奢侈數。

6515
- 合数，正因數有1、5、1303和6515。
質因數分解，{\displaystyle 5\times 1303}。
- 亏数，真因數和為1309，虧度為5206
- 不尋常數，大於平方根的質因數為1303。
- 半素数。
- 无平方数因数的数。
- 十进制的奢侈數。

6516
- 合数，正因數有1、2、3、4、6、9、12、18、36、181、362、543、724、1086、1629、2172、3258和6516。
質因數分解，{\displaystyle 2^{2}\times 3^{2}\times 181}。
- 过剩数，真因數和為10046，盈度為3530
- 不尋常數，大於平方根的質因數為181。
- 十进制的奢侈數。

6517
- 合数，正因數有1、7、19、49、133、343、931和6517。
質因數分解，{\displaystyle 7^{3}\times 19}。
- 亏数，真因數和為1483，虧度為5034
- 十进制的等數位數。

6518
- 合数，正因數有1、2、3259和6518。
質因數分解，{\displaystyle 2\times 3259}。
- 亏数，真因數和為3262，虧度為3256
- 不尋常數，大於平方根的質因數為3259。
- 半素数。
- 无平方数因数的数。
- 十进制的奢侈數。

6519
- 合数，正因數有1、3、41、53、123、159、2173和6519。
質因數分解，{\displaystyle 3\times 41\times 53}。
- 亏数，真因數和為2553，虧度為3966
- 无平方数因数的数。
  - 楔形数。
- 十进制的奢侈數。

6520
- 合数，正因數有1、2、4、5、8、10、20、40、163、326、652、815、1304、1630、3260和6520。
質因數分解，{\displaystyle 2^{3}\times 5\times 163}。
- 过剩数，真因數和為8240，盈度為1720
- 不尋常數，大於平方根的質因數為163。
- 十进制的奢侈數。

6521
- 第843個質數。

6522
- 合数，正因數有1、2、3、6、1087、2174、3261和6522。
質因數分解，{\displaystyle 2\times 3\times 1087}。
- 过剩数，真因數和為6534，盈度為12
  - 半完全数，和為本身的其中一組因數為1087、 2174、 3261。
- 不尋常數，大於平方根的質因數為1087。
- 佩服數，佩服因數為6。
- 无平方数因数的数。
  - 楔形数。
- 十进制的奢侈數。

6523
- 合数，正因數有1、11、593和6523。
質因數分解，{\displaystyle 11\times 593}。
- 亏数，真因數和為605，虧度為5918
- 不尋常數，大於平方根的質因數為593。
- 半素数。
- 无平方数因数的数。
- 十进制的奢侈數。

6524
- 合数，正因數有1、2、4、7、14、28、233、466、932、1631、3262和6524。
質因數分解，{\displaystyle 2^{2}\times 7\times 233}。
- 过剩数，真因數和為6580，盈度為56
  - 半完全数，和為本身的其中一組因數為233、 466、 932、 1631、 3262。
- 不尋常數，大於平方根的質因數為233。
- 佩服數，佩服因數為28。
- 十进制的奢侈數。

6525
- 合数，正因數有1、3、5、9、15、25、29、45、75、87、145、225、261、435、725、1305、2175和6525。
質因數分解，{\displaystyle 3^{2}\times 5^{2}\times 29}。
- 亏数，真因數和為5565，虧度為960
- 十进制的奢侈數。

6526
- 合数，正因數有1、2、13、26、251、502、3263和6526。
質因數分解，{\displaystyle 2\times 13\times 251}。
- 亏数，真因數和為4058，虧度為2468
- 不尋常數，大於平方根的質因數為251。
- 无平方数因数的数。
  - 楔形数。
- 十进制的奢侈數。

6527
- 合数，正因數有1、61、107和6527。
質因數分解，{\displaystyle 61\times 107}。
- 亏数，真因數和為169，虧度為6358
- 不尋常數，大於平方根的質因數為107。
- 半素数。
- 无平方数因数的数。
- 十进制的奢侈數。

6528
- 合数，正因數有1、2、3、4、6、8、12、16、17、24、32、34、48、51、64、68、96、102、128、136、192、204、272、384、408、544、816、1088、1632、2176、3264和6528。
質因數分解，{\displaystyle 2^{7}\times 3\times 17}。
- 过剩数，真因數和為11832，盈度為5304
- 十进制的奢侈數。

6529
- 第844個質數。

6530
- 合数，正因數有1、2、5、10、653、1306、3265和6530。
質因數分解，{\displaystyle 2\times 5\times 653}。
- 亏数，真因數和為5242，虧度為1288
- 不尋常數，大於平方根的質因數為653。
- 无平方数因数的数。
  - 楔形数。
- 十进制的奢侈數。

6531
- 合数，正因數有1、3、7、21、311、933、2177和6531。
質因數分解，{\displaystyle 3\times 7\times 311}。
- 亏数，真因數和為3453，虧度為3078
- 不尋常數，大於平方根的質因數為311。
- 无平方数因数的数。
  - 楔形数。
- 十进制的奢侈數。

6532
- 合数，正因數有1、2、4、23、46、71、92、142、284、1633、3266和6532。
質因數分解，{\displaystyle 2^{2}\times 23\times 71}。
- 亏数，真因數和為5564，虧度為968
- 十进制的奢侈數。

6533
- 合数，正因數有1、47、139和6533。
質因數分解，{\displaystyle 47\times 139}。
- 亏数，真因數和為187，虧度為6346
- 不尋常數，大於平方根的質因數為139。
- 半素数。
- 无平方数因数的数。
- 十进制的奢侈數。

6534
- 合数，正因數有1、2、3、6、9、11、18、22、27、33、54、66、99、121、198、242、297、363、594、726、1089、2178、3267和6534。
質因數分解，{\displaystyle 2\times 3^{3}\times 11^{2}}。
- 过剩数，真因數和為9426，盈度為2892
- 十进制的奢侈數。

6535
- 合数，正因數有1、5、1307和6535。
質因數分解，{\displaystyle 5\times 1307}。
- 亏数，真因數和為1313，虧度為5222
- 不尋常數，大於平方根的質因數為1307。
- 半素数。
- 无平方数因数的数。
- 十进制的奢侈數。

6536
- 合数，正因數有1、2、4、8、19、38、43、76、86、152、172、344、817、1634、3268和6536。
質因數分解，{\displaystyle 2^{3}\times 19\times 43}。
- 过剩数，真因數和為6664，盈度為128
- 十进制的奢侈數。

6537
- 合数，正因數有1、3、2179和6537。
質因數分解，{\displaystyle 3\times 2179}。
- 亏数，真因數和為2183，虧度為4354
- 不尋常數，大於平方根的質因數為2179。
- 半素数。
- 无平方数因数的数。
- 十进制的奢侈數。

6538
- 合数，正因數有1、2、7、14、467、934、3269和6538。
質因數分解，{\displaystyle 2\times 7\times 467}。
- 亏数，真因數和為4694，虧度為1844
- 不尋常數，大於平方根的質因數為467。
- 无平方数因数的数。
  - 楔形数。
- 十进制的奢侈數。

6539
- 合数，正因數有1、13、503和6539。
質因數分解，{\displaystyle 13\times 503}。
- 亏数，真因數和為517，虧度為6022
- 不尋常數，大於平方根的質因數為503。
- 半素数。
- 无平方数因数的数。
- 十进制的奢侈數。

6540
- 合数，正因數有1、2、3、4、5、6、10、12、15、20、30、60、109、218、327、436、545、654、1090、1308、1635、2180、3270和6540。
質因數分解，{\displaystyle 2^{2}\times 3\times 5\times 109}。
- 过剩数，真因數和為11940，盈度為5400
- 不尋常數，大於平方根的質因數為109。
- 十进制的奢侈數。

6541
- 合数，正因數有1、31、211和6541。
質因數分解，{\displaystyle 31\times 211}。
- 亏数，真因數和為243，虧度為6298
- 不尋常數，大於平方根的質因數為211。
- 半素数。
- 无平方数因数的数。
- 十进制的奢侈數。

6542
- 合数，正因數有1、2、3271和6542。
質因數分解，{\displaystyle 2\times 3271}。
- 亏数，真因數和為3274，虧度為3268
- 不尋常數，大於平方根的質因數為3271。
- 半素数。
- 无平方数因数的数。
- 十进制的奢侈數。

6543
- 合数，正因數有1、3、9、727、2181和6543。
質因數分解，{\displaystyle 3^{2}\times 727}。
- 亏数，真因數和為2921，虧度為3622
- 不尋常數，大於平方根的質因數為727。
- 十进制的奢侈數。

6544
- 合数，正因數有1、2、4、8、16、409、818、1636、3272和6544。
質因數分解，{\displaystyle 2^{4}\times 409}。
- 亏数，真因數和為6166，虧度為378
- 不尋常數，大於平方根的質因數為409。
- 十进制的奢侈數。

6545
- 合数，正因數有1、5、7、11、17、35、55、77、85、119、187、385、595、935、1309和6545。
質因數分解，{\displaystyle 5\times 7\times 11\times 17}。
- 亏数，真因數和為3823，虧度為2722
- 无平方数因数的数。
- 十进制的奢侈數。

6546
- 合数，正因數有1、2、3、6、1091、2182、3273和6546。
質因數分解，{\displaystyle 2\times 3\times 1091}。
- 过剩数，真因數和為6558，盈度為12
  - 半完全数，和為本身的其中一組因數為1091、 2182、 3273。
- 不尋常數，大於平方根的質因數為1091。
- 佩服數，佩服因數為6。
- 无平方数因数的数。
  - 楔形数。
- 十进制的奢侈數。

6547
- 第845個質數。

6548
- 合数，正因數有1、2、4、1637、3274和6548。
質因數分解，{\displaystyle 2^{2}\times 1637}。
- 亏数，真因數和為4918，虧度為1630
- 不尋常數，大於平方根的質因數為1637。
- 十进制的奢侈數。

6549
- 合数，正因數有1、3、37、59、111、177、2183和6549。
質因數分解，{\displaystyle 3\times 37\times 59}。
- 亏数，真因數和為2571，虧度為3978
- 无平方数因数的数。
  - 楔形数。
- 十进制的奢侈數。

6550
- 合数，正因數有1、2、5、10、25、50、131、262、655、1310、3275和6550。
質因數分解，{\displaystyle 2\times 5^{2}\times 131}。
- 亏数，真因數和為5726，虧度為824
- 不尋常數，大於平方根的質因數為131。
- 十进制的奢侈數。

6551
- 第846個質數。
  - 孪生素数，為（6551、 6553）

6552
- 合数，正因數有1、2、3、4、6、7、8、9、12、13、14、18、21、24、26、28、36、39、42、52、56、63、72、78、84、91、104、117、126、156、168、182、234、252、273、312、364、468、504、546、728、819、936、1092、1638、2184、3276和6552。
質因數分解，{\displaystyle 2^{3}\times 3^{2}\times 7\times 13}。
- 过剩数，真因數和為15288，盈度為8736
- 十进制的奢侈數。

6553
- 第847個質數。
  - 孪生素数，為（6551、 6553）

6554
- 合数，正因數有1、2、29、58、113、226、3277和6554。
質因數分解，{\displaystyle 2\times 29\times 113}。
- 亏数，真因數和為3706，虧度為2848
- 不尋常數，大於平方根的質因數為113。
- 无平方数因数的数。
  - 楔形数。
- 十进制的奢侈數。

6555
- 合数，正因數有1、3、5、15、19、23、57、69、95、115、285、345、437、1311、2185和6555。
質因數分解，{\displaystyle 3\times 5\times 19\times 23}。
- 亏数，真因數和為4965，虧度為1590
- 无平方数因数的数。
- 十进制的奢侈數。

6556
- 合数，正因數有1、2、4、11、22、44、149、298、596、1639、3278和6556。
質因數分解，{\displaystyle 2^{2}\times 11\times 149}。
- 亏数，真因數和為6044，虧度為512
- 不尋常數，大於平方根的質因數為149。
- 十进制的奢侈數。

6557
- 合数，正因數有1、79、83和6557。
質因數分解，{\displaystyle 79\times 83}。
- 亏数，真因數和為163，虧度為6394
- 不尋常數，大於平方根的質因數為83。
- 半素数。
- 无平方数因数的数。
- 十进制的等數位數。

6558
- 合数，正因數有1、2、3、6、1093、2186、3279和6558。
質因數分解，{\displaystyle 2\times 3\times 1093}。
- 过剩数，真因數和為6570，盈度為12
  - 半完全数，和為本身的其中一組因數為1093、 2186、 3279。
- 不尋常數，大於平方根的質因數為1093。
- 佩服數，佩服因數為6。
- 无平方数因数的数。
  - 楔形数。
- 十进制的奢侈數。

6559
- 合数，正因數有1、7、937和6559。
質因數分解，{\displaystyle 7\times 937}。
- 亏数，真因數和為945，虧度為5614
- 不尋常數，大於平方根的質因數為937。
- 半素数。
- 无平方数因数的数。
- 十进制的等數位數。

6560
- 合数，正因數有1、2、4、5、8、10、16、20、32、40、41、80、82、160、164、205、328、410、656、820、1312、1640、3280和6560。
質因數分解，{\displaystyle 2^{5}\times 5\times 41}。
- 过剩数，真因數和為9316，盈度為2756
- 十进制的奢侈數。

6561
- 合数，正因數有1、3、9、27、81、243、729、2187和6561。
質因數分解，{\displaystyle 3^{8}}。
- 亏数，真因數和為3280，虧度為3281
- 平方数，為81的平方。
- 十进制的節儉數。

6562
- 合数，正因數有1、2、17、34、193、386、3281和6562。
質因數分解，{\displaystyle 2\times 17\times 193}。
- 亏数，真因數和為3914，虧度為2648
- 不尋常數，大於平方根的質因數為193。
- 无平方数因数的数。
  - 楔形数。
- 十进制的奢侈數。

6563
- 第848個質數。

6564
- 合数，正因數有1、2、3、4、6、12、547、1094、1641、2188、3282和6564。
質因數分解，{\displaystyle 2^{2}\times 3\times 547}。
- 过剩数，真因數和為8780，盈度為2216
  - 半完全数，和為本身的其中一組因數為547、 1094、 1641、 3282。
- 不尋常數，大於平方根的質因數為547。
- 十进制的奢侈數。

6565
- 合数，正因數有1、5、13、65、101、505、1313和6565。
質因數分解，{\displaystyle 5\times 13\times 101}。
- 亏数，真因數和為2003，虧度為4562
- 不尋常數，大於平方根的質因數為101。
- 无平方数因数的数。
  - 楔形数。
- 十进制的奢侈數。

6566
- 合数，正因數有1、2、7、14、49、67、98、134、469、938、3283和6566。
質因數分解，{\displaystyle 2\times 7^{2}\times 67}。
- 亏数，真因數和為5062，虧度為1504
- 十进制的奢侈數。

6567
- 合数，正因數有1、3、11、33、199、597、2189和6567。
質因數分解，{\displaystyle 3\times 11\times 199}。
- 亏数，真因數和為3033，虧度為3534
- 不尋常數，大於平方根的質因數為199。
- 无平方数因数的数。
  - 楔形数。
- 十进制的奢侈數。

6568
- 合数，正因數有1、2、4、8、821、1642、3284和6568。
質因數分解，{\displaystyle 2^{3}\times 821}。
- 亏数，真因數和為5762，虧度為806
- 不尋常數，大於平方根的質因數為821。
- 十进制的奢侈數。

6569
- 第849個質數。
  - 孪生素数，為（6569、 6571）

6570
- 合数，正因數有1、2、3、5、6、9、10、15、18、30、45、73、90、146、219、365、438、657、730、1095、1314、2190、3285和6570。
質因數分解，{\displaystyle 2\times 3^{2}\times 5\times 73}。
- 过剩数，真因數和為10746，盈度為4176
- 十进制的奢侈數。

6571
- 第850個質數。
  - 孪生素数，為（6569、 6571）

6572
- 合数，正因數有1、2、4、31、53、62、106、124、212、1643、3286和6572。
質因數分解，{\displaystyle 2^{2}\times 31\times 53}。
- 亏数，真因數和為5524，虧度為1048
- 十进制的奢侈數。

6573
- 合数，正因數有1、3、7、21、313、939、2191和6573。
質因數分解，{\displaystyle 3\times 7\times 313}。
- 亏数，真因數和為3475，虧度為3098
- 不尋常數，大於平方根的質因數為313。
- 无平方数因数的数。
  - 楔形数。
- 十进制的奢侈數。

6574
- 合数，正因數有1、2、19、38、173、346、3287和6574。
質因數分解，{\displaystyle 2\times 19\times 173}。
- 亏数，真因數和為3866，虧度為2708
- 不尋常數，大於平方根的質因數為173。
- 无平方数因数的数。
  - 楔形数。
- 十进制的奢侈數。

6575
- 合数，正因數有1、5、25、263、1315和6575。
質因數分解，{\displaystyle 5^{2}\times 263}。
- 亏数，真因數和為1609，虧度為4966
- 不尋常數，大於平方根的質因數為263。
- 十进制的奢侈數。

6576
- 合数，正因數有1、2、3、4、6、8、12、16、24、48、137、274、411、548、822、1096、1644、2192、3288和6576。
質因數分解，{\displaystyle 2^{4}\times 3\times 137}。
- 过剩数，真因數和為10536，盈度為3960
- 不尋常數，大於平方根的質因數為137。
- 十进制的奢侈數。

6577
- 第851個質數。

6578
- 合数，正因數有1、2、11、13、22、23、26、46、143、253、286、299、506、598、3289和6578。
質因數分解，{\displaystyle 2\times 11\times 13\times 23}。
- 亏数，真因數和為5518，虧度為1060
- 无平方数因数的数。
- 十进制的奢侈數。

6579
- 合数，正因數有1、3、9、17、43、51、129、153、387、731、2193和6579。
質因數分解，{\displaystyle 3^{2}\times 17\times 43}。
- 亏数，真因數和為3717，虧度為2862
- 十进制的奢侈數。

6580
- 合数，正因數有1、2、4、5、7、10、14、20、28、35、47、70、94、140、188、235、329、470、658、940、1316、1645、3290和6580。
質因數分解，{\displaystyle 2^{2}\times 5\times 7\times 47}。
- 过剩数，真因數和為9548，盈度為2968
- 十进制的奢侈數。

6581
- 第852個質數。

6582
- 合数，正因數有1、2、3、6、1097、2194、3291和6582。
質因數分解，{\displaystyle 2\times 3\times 1097}。
- 过剩数，真因數和為6594，盈度為12
  - 半完全数，和為本身的其中一組因數為1097、 2194、 3291。
- 不尋常數，大於平方根的質因數為1097。
- 佩服數，佩服因數為6。
- 无平方数因数的数。
  - 楔形数。
- 十进制的奢侈數。

6583
- 合数，正因數有1、29、227和6583。
質因數分解，{\displaystyle 29\times 227}。
- 亏数，真因數和為257，虧度為6326
- 不尋常數，大於平方根的質因數為227。
- 半素数。
- 无平方数因数的数。
- 十进制的奢侈數。

6584
- 合数，正因數有1、2、4、8、823、1646、3292和6584。
質因數分解，{\displaystyle 2^{3}\times 823}。
- 亏数，真因數和為5776，虧度為808
- 不尋常數，大於平方根的質因數為823。
- 十进制的奢侈數。

6585
- 合数，正因數有1、3、5、15、439、1317、2195和6585。
質因數分解，{\displaystyle 3\times 5\times 439}。
- 亏数，真因數和為3975，虧度為2610
- 不尋常數，大於平方根的質因數為439。
- 无平方数因数的数。
  - 楔形数。
- 十进制的奢侈數。

6586
- 合数，正因數有1、2、37、74、89、178、3293和6586。
質因數分解，{\displaystyle 2\times 37\times 89}。
- 亏数，真因數和為3674，虧度為2912
- 不尋常數，大於平方根的質因數為89。
- 无平方数因数的数。
  - 楔形数。
- 十进制的奢侈數。

6587
- 合数，正因數有1、7、941和6587。
質因數分解，{\displaystyle 7\times 941}。
- 亏数，真因數和為949，虧度為5638
- 不尋常數，大於平方根的質因數為941。
- 半素数。
- 无平方数因数的数。
- 十进制的等數位數。

6588
- 合数，正因數有1、2、3、4、6、9、12、18、27、36、54、61、108、122、183、244、366、549、732、1098、1647、2196、3294和6588。
質因數分解，{\displaystyle 2^{2}\times 3^{3}\times 61}。
- 过剩数，真因數和為10772，盈度為4184
- 十进制的奢侈數。

6589
- 合数，正因數有1、11、599和6589。
質因數分解，{\displaystyle 11\times 599}。
- 亏数，真因數和為611，虧度為5978
- 不尋常數，大於平方根的質因數為599。
- 半素数。
- 无平方数因数的数。
- 十进制的奢侈數。

6590
- 合数，正因數有1、2、5、10、659、1318、3295和6590。
質因數分解，{\displaystyle 2\times 5\times 659}。
- 亏数，真因數和為5290，虧度為1300
- 不尋常數，大於平方根的質因數為659。
- 无平方数因数的数。
  - 楔形数。
- 十进制的奢侈數。

6591
- 合数，正因數有1、3、13、39、169、507、2197和6591。
質因數分解，{\displaystyle 3\times 13^{3}}。
- 亏数，真因數和為2929，虧度為3662
- 十进制的等數位數。

6592
- 合数，正因數有1、2、4、8、16、32、64、103、206、412、824、1648、3296和6592。
質因數分解，{\displaystyle 2^{6}\times 103}。
- 过剩数，真因數和為6616，盈度為24
- 不尋常數，大於平方根的質因數為103。
- 十进制的奢侈數。

6593
- 合数，正因數有1、19、347和6593。
質因數分解，{\displaystyle 19\times 347}。
- 亏数，真因數和為367，虧度為6226
- 不尋常數，大於平方根的質因數為347。
- 半素数。
- 无平方数因数的数。
- 十进制的奢侈數。

6594
- 合数，正因數有1、2、3、6、7、14、21、42、157、314、471、942、1099、2198、3297和6594。
質因數分解，{\displaystyle 2\times 3\times 7\times 157}。
- 过剩数，真因數和為8574，盈度為1980
- 不尋常數，大於平方根的質因數為157。
- 无平方数因数的数。
- 十进制的奢侈數。

6595
- 合数，正因數有1、5、1319和6595。
質因數分解，{\displaystyle 5\times 1319}。
- 亏数，真因數和為1325，虧度為5270
- 不尋常數，大於平方根的質因數為1319。
- 半素数。
- 无平方数因数的数。
- 十进制的奢侈數。

6596
- 合数，正因數有1、2、4、17、34、68、97、194、388、1649、3298和6596。
質因數分解，{\displaystyle 2^{2}\times 17\times 97}。
- 亏数，真因數和為5752，虧度為844
- 不尋常數，大於平方根的質因數為97。
- 十进制的奢侈數。

6597
- 合数，正因數有1、3、9、733、2199和6597。
質因數分解，{\displaystyle 3^{2}\times 733}。
- 亏数，真因數和為2945，虧度為3652
- 不尋常數，大於平方根的質因數為733。
- 十进制的奢侈數。

6598
- 合数，正因數有1、2、3299和6598。
質因數分解，{\displaystyle 2\times 3299}。
- 亏数，真因數和為3302，虧度為3296
- 不尋常數，大於平方根的質因數為3299。
- 半素数。
- 无平方数因数的数。
- 十进制的奢侈數。

6599
- 第853個質數。

6600
- 合数，正因數有1、2、3、4、5、6、8、10、11、12、15、20、22、24、25、30、33、40、44、50、55、60、66、75、88、100、110、120、132、150、165、200、220、264、275、300、330、440、550、600、660、825、1100、1320、1650、2200、3300和6600。
質因數分解，{\displaystyle 2^{3}\times 3\times 5^{2}\times 11}。
- 过剩数，真因數和為15720，盈度為9120
- 十进制的奢侈數。

6601
- 合数，正因數有1、7、23、41、161、287、943和6601。
質因數分解，{\displaystyle 7\times 23\times 41}。
- 亏数，真因數和為1463，虧度為5138
- 无平方数因数的数。
  - 楔形数。
- 十进制的奢侈數。

6602
- 合数，正因數有1、2、3301和6602。
質因數分解，{\displaystyle 2\times 3301}。
- 亏数，真因數和為3304，虧度為3298
- 不尋常數，大於平方根的質因數為3301。
- 半素数。
- 无平方数因数的数。
- 十进制的奢侈數。

6603
- 合数，正因數有1、3、31、71、93、213、2201和6603。
質因數分解，{\displaystyle 3\times 31\times 71}。
- 亏数，真因數和為2613，虧度為3990
- 无平方数因数的数。
  - 楔形数。
- 十进制的奢侈數。

6604
- 合数，正因數有1、2、4、13、26、52、127、254、508、1651、3302和6604。
質因數分解，{\displaystyle 2^{2}\times 13\times 127}。
- 亏数，真因數和為5940，虧度為664
- 不尋常數，大於平方根的質因數為127。
- 十进制的奢侈數。

6605
- 合数，正因數有1、5、1321和6605。
質因數分解，{\displaystyle 5\times 1321}。
- 亏数，真因數和為1327，虧度為5278
- 不尋常數，大於平方根的質因數為1321。
- 半素数。
- 无平方数因数的数。
- 十进制的奢侈數。

6606
- 合数，正因數有1、2、3、6、9、18、367、734、1101、2202、3303和6606。
質因數分解，{\displaystyle 2\times 3^{2}\times 367}。
- 过剩数，真因數和為7746，盈度為1140
  - 半完全数，和為本身的其中一組因數為367、 734、 2202、 3303。
- 不尋常數，大於平方根的質因數為367。
- 十进制的奢侈數。

6607
- 第854個質數。

6608
- 合数，正因數有1、2、4、7、8、14、16、28、56、59、112、118、236、413、472、826、944、1652、3304和6608。
質因數分解，{\displaystyle 2^{4}\times 7\times 59}。
- 过剩数，真因數和為8272，盈度為1664
- 十进制的奢侈數。

6609
- 合数，正因數有1、3、2203和6609。
質因數分解，{\displaystyle 3\times 2203}。
- 亏数，真因數和為2207，虧度為4402
- 不尋常數，大於平方根的質因數為2203。
- 半素数。
- 无平方数因数的数。
- 十进制的奢侈數。

6610
- 合数，正因數有1、2、5、10、661、1322、3305和6610。
質因數分解，{\displaystyle 2\times 5\times 661}。
- 亏数，真因數和為5306，虧度為1304
- 不尋常數，大於平方根的質因數為661。
- 无平方数因数的数。
  - 楔形数。
- 十进制的奢侈數。

6611
- 合数，正因數有1、11、601和6611。
質因數分解，{\displaystyle 11\times 601}。
- 亏数，真因數和為613，虧度為5998
- 不尋常數，大於平方根的質因數為601。
- 半素数。
- 无平方数因数的数。
- 十进制的奢侈數。

6612
- 合数，正因數有1、2、3、4、6、12、19、29、38、57、58、76、87、114、116、174、228、348、551、1102、1653、2204、3306和6612。
質因數分解，{\displaystyle 2^{2}\times 3\times 19\times 29}。
- 过剩数，真因數和為10188，盈度為3576
- 十进制的奢侈數。

6613
- 合数，正因數有1、17、389和6613。
質因數分解，{\displaystyle 17\times 389}。
- 亏数，真因數和為407，虧度為6206
- 不尋常數，大於平方根的質因數為389。
- 半素数。
- 无平方数因数的数。
- 十进制的奢侈數。

6614
- 合数，正因數有1、2、3307和6614。
質因數分解，{\displaystyle 2\times 3307}。
- 亏数，真因數和為3310，虧度為3304
- 不尋常數，大於平方根的質因數為3307。
- 半素数。
- 无平方数因数的数。
- 十进制的奢侈數。

6615
- 合数，正因數有1、3、5、7、9、15、21、27、35、45、49、63、105、135、147、189、245、315、441、735、945、1323、2205和6615。
質因數分解，{\displaystyle 3^{3}\times 5\times 7^{2}}。
- 过剩数，真因數和為7065，盈度為450
- 十进制的奢侈數。

6616
- 合数，正因數有1、2、4、8、827、1654、3308和6616。
質因數分解，{\displaystyle 2^{3}\times 827}。
- 亏数，真因數和為5804，虧度為812
- 不尋常數，大於平方根的質因數為827。
- 十进制的奢侈數。

6617
- 合数，正因數有1、13、509和6617。
質因數分解，{\displaystyle 13\times 509}。
- 亏数，真因數和為523，虧度為6094
- 不尋常數，大於平方根的質因數為509。
- 半素数。
- 无平方数因数的数。
- 十进制的奢侈數。

6618
- 合数，正因數有1、2、3、6、1103、2206、3309和6618。
質因數分解，{\displaystyle 2\times 3\times 1103}。
- 过剩数，真因數和為6630，盈度為12
  - 半完全数，和為本身的其中一組因數為1103、 2206、 3309。
- 不尋常數，大於平方根的質因數為1103。
- 佩服數，佩服因數為6。
- 无平方数因数的数。
  - 楔形数。
- 十进制的奢侈數。

6619
- 第855個質數。

6620
- 合数，正因數有1、2、4、5、10、20、331、662、1324、1655、3310和6620。
質因數分解，{\displaystyle 2^{2}\times 5\times 331}。
- 过剩数，真因數和為7324，盈度為704
  - 半完全数，和為本身的其中一組因數為331、 1324、 1655、 3310。
- 不尋常數，大於平方根的質因數為331。
- 十进制的奢侈數。

6621
- 合数，正因數有1、3、2207和6621。
質因數分解，{\displaystyle 3\times 2207}。
- 亏数，真因數和為2211，虧度為4410
- 不尋常數，大於平方根的質因數為2207。
- 半素数。
- 无平方数因数的数。
- 十进制的奢侈數。

6622
- 合数，正因數有1、2、7、11、14、22、43、77、86、154、301、473、602、946、3311和6622。
質因數分解，{\displaystyle 2\times 7\times 11\times 43}。
- 亏数，真因數和為6050，虧度為572
- 无平方数因数的数。
- 十进制的奢侈數。

6623
- 合数，正因數有1、37、179和6623。
質因數分解，{\displaystyle 37\times 179}。
- 亏数，真因數和為217，虧度為6406
- 不尋常數，大於平方根的質因數為179。
- 半素数。
- 无平方数因数的数。
- 十进制的奢侈數。

6624
- 合数，正因數有1、2、3、4、6、8、9、12、16、18、23、24、32、36、46、48、69、72、92、96、138、144、184、207、276、288、368、414、552、736、828、1104、1656、2208、3312和6624。
質因數分解，{\displaystyle 2^{5}\times 3^{2}\times 23}。
- 过剩数，真因數和為13032，盈度為6408
- 十进制的奢侈數。

6625
- 合数，正因數有1、5、25、53、125、265、1325和6625。
質因數分解，{\displaystyle 5^{3}\times 53}。
- 亏数，真因數和為1799，虧度為4826
- 十进制的等數位數。

6626
- 合数，正因數有1、2、3313和6626。
質因數分解，{\displaystyle 2\times 3313}。
- 亏数，真因數和為3316，虧度為3310
- 不尋常數，大於平方根的質因數為3313。
- 半素数。
- 无平方数因数的数。
- 十进制的奢侈數。

6627
- 合数，正因數有1、3、47、141、2209和6627。
質因數分解，{\displaystyle 3\times 47^{2}}。
- 亏数，真因數和為2401，虧度為4226
- 十进制的等數位數。

6628
- 合数，正因數有1、2、4、1657、3314和6628。
質因數分解，{\displaystyle 2^{2}\times 1657}。
- 亏数，真因數和為4978，虧度為1650
- 不尋常數，大於平方根的質因數為1657。
- 十进制的奢侈數。

6629
- 合数，正因數有1、7、947和6629。
質因數分解，{\displaystyle 7\times 947}。
- 亏数，真因數和為955，虧度為5674
- 不尋常數，大於平方根的質因數為947。
- 半素数。
- 无平方数因数的数。
- 十进制的等數位數。

6630
- 合数，正因數有1、2、3、5、6、10、13、15、17、26、30、34、39、51、65、78、85、102、130、170、195、221、255、390、442、510、663、1105、1326、2210、3315和6630。
質因數分解，{\displaystyle 2\times 3\times 5\times 13\times 17}。
- 过剩数，真因數和為11514，盈度為4884
- 无平方数因数的数。
- 十进制的奢侈數。

6631
- 合数，正因數有1、19、349和6631。
質因數分解，{\displaystyle 19\times 349}。
- 亏数，真因數和為369，虧度為6262
- 不尋常數，大於平方根的質因數為349。
- 半素数。
- 无平方数因数的数。
- 十进制的奢侈數。

6632
- 合数，正因數有1、2、4、8、829、1658、3316和6632。
質因數分解，{\displaystyle 2^{3}\times 829}。
- 亏数，真因數和為5818，虧度為814
- 不尋常數，大於平方根的質因數為829。
- 十进制的奢侈數。

6633
- 合数，正因數有1、3、9、11、33、67、99、201、603、737、2211和6633。
質因數分解，{\displaystyle 3^{2}\times 11\times 67}。
- 亏数，真因數和為3975，虧度為2658
- 十进制的奢侈數。

6634
- 合数，正因數有1、2、31、62、107、214、3317和6634。
質因數分解，{\displaystyle 2\times 31\times 107}。
- 亏数，真因數和為3734，虧度為2900
- 不尋常數，大於平方根的質因數為107。
- 无平方数因数的数。
  - 楔形数。
- 十进制的奢侈數。

6635
- 合数，正因數有1、5、1327和6635。
質因數分解，{\displaystyle 5\times 1327}。
- 亏数，真因數和為1333，虧度為5302
- 不尋常數，大於平方根的質因數為1327。
- 半素数。
- 无平方数因数的数。
- 十进制的奢侈數。

6636
- 合数，正因數有1、2、3、4、6、7、12、14、21、28、42、79、84、158、237、316、474、553、948、1106、1659、2212、3318和6636。
質因數分解，{\displaystyle 2^{2}\times 3\times 7\times 79}。
- 过剩数，真因數和為11284，盈度為4648
- 十进制的奢侈數。

6637
- 第856個質數。

6638
- 合数，正因數有1、2、3319和6638。
質因數分解，{\displaystyle 2\times 3319}。
- 亏数，真因數和為3322，虧度為3316
- 不尋常數，大於平方根的質因數為3319。
- 半素数。
- 无平方数因数的数。
- 十进制的奢侈數。

6639
- 合数，正因數有1、3、2213和6639。
質因數分解，{\displaystyle 3\times 2213}。
- 亏数，真因數和為2217，虧度為4422
- 不尋常數，大於平方根的質因數為2213。
- 半素数。
- 无平方数因数的数。
- 十进制的奢侈數。

6640
- 合数，正因數有1、2、4、5、8、10、16、20、40、80、83、166、332、415、664、830、1328、1660、3320和6640。
質因數分解，{\displaystyle 2^{4}\times 5\times 83}。
- 过剩数，真因數和為8984，盈度為2344
- 不尋常數，大於平方根的質因數為83。
- 十进制的奢侈數。

6641
- 合数，正因數有1、29、229和6641。
質因數分解，{\displaystyle 29\times 229}。
- 亏数，真因數和為259，虧度為6382
- 不尋常數，大於平方根的質因數為229。
- 半素数。
- 无平方数因数的数。
- 十进制的奢侈數。

6642
- 合数，正因數有1、2、3、6、9、18、27、41、54、81、82、123、162、246、369、738、1107、2214、3321和6642。
質因數分解，{\displaystyle 2\times 3^{4}\times 41}。
- 过剩数，真因數和為8604，盈度為1962
- 普洛尼克数，為81與82的乘積。
- 十进制的奢侈數。

6643
- 合数，正因數有1、7、13、73、91、511、949和6643。
質因數分解，{\displaystyle 7\times 13\times 73}。
- 亏数，真因數和為1645，虧度為4998
- 无平方数因数的数。
  - 楔形数。
- 十进制的奢侈數。

6644
- 合数，正因數有1、2、4、11、22、44、151、302、604、1661、3322和6644。
質因數分解，{\displaystyle 2^{2}\times 11\times 151}。
- 亏数，真因數和為6124，虧度為520
- 不尋常數，大於平方根的質因數為151。
- 十进制的奢侈數。

6645
- 合数，正因數有1、3、5、15、443、1329、2215和6645。
質因數分解，{\displaystyle 3\times 5\times 443}。
- 亏数，真因數和為4011，虧度為2634
- 不尋常數，大於平方根的質因數為443。
- 无平方数因数的数。
  - 楔形数。
- 十进制的奢侈數。

6646
- 合数，正因數有1、2、3323和6646。
質因數分解，{\displaystyle 2\times 3323}。
- 亏数，真因數和為3326，虧度為3320
- 不尋常數，大於平方根的質因數為3323。
- 半素数。
- 无平方数因数的数。
- 十进制的奢侈數。

6647
- 合数，正因數有1、17、23、289、391和6647。
質因數分解，{\displaystyle 17^{2}\times 23}。
- 亏数，真因數和為721，虧度為5926
- 十进制的奢侈數。

6648
- 合数，正因數有1、2、3、4、6、8、12、24、277、554、831、1108、1662、2216、3324和6648。
質因數分解，{\displaystyle 2^{3}\times 3\times 277}。
- 过剩数，真因數和為10032，盈度為3384
- 不尋常數，大於平方根的質因數為277。
- 十进制的奢侈數。

6649
- 合数，正因數有1、61、109和6649。
質因數分解，{\displaystyle 61\times 109}。
- 亏数，真因數和為171，虧度為6478
- 不尋常數，大於平方根的質因數為109。
- 半素数。
- 无平方数因数的数。
- 十进制的奢侈數。

6650
- 合数，正因數有1、2、5、7、10、14、19、25、35、38、50、70、95、133、175、190、266、350、475、665、950、1330、3325和6650。
質因數分解，{\displaystyle 2\times 5^{2}\times 7\times 19}。
- 过剩数，真因數和為8230，盈度為1580
- 十进制的奢侈數。

6651
- 合数，正因數有1、3、9、739、2217和6651。
質因數分解，{\displaystyle 3^{2}\times 739}。
- 亏数，真因數和為2969，虧度為3682
- 不尋常數，大於平方根的質因數為739。
- 十进制的奢侈數。

6652
- 合数，正因數有1、2、4、1663、3326和6652。
質因數分解，{\displaystyle 2^{2}\times 1663}。
- 亏数，真因數和為4996，虧度為1656
- 不尋常數，大於平方根的質因數為1663。
- 十进制的奢侈數。

6653
- 第857個質數。

6654
- 合数，正因數有1、2、3、6、1109、2218、3327和6654。
質因數分解，{\displaystyle 2\times 3\times 1109}。
- 过剩数，真因數和為6666，盈度為12
  - 半完全数，和為本身的其中一組因數為1109、 2218、 3327。
- 不尋常數，大於平方根的質因數為1109。
- 佩服數，佩服因數為6。
- 无平方数因数的数。
  - 楔形数。
- 十进制的奢侈數。

6655
- 合数，正因數有1、5、11、55、121、605、1331和6655。
質因數分解，{\displaystyle 5\times 11^{3}}。
- 亏数，真因數和為2129，虧度為4526
- 十进制的等數位數。

6656
- 合数，正因數有1、2、4、8、13、16、26、32、52、64、104、128、208、256、416、512、832、1664、3328和6656。
質因數分解，{\displaystyle 2^{9}\times 13}。
- 过剩数，真因數和為7666，盈度為1010
- 十进制的等數位數。

6657
- 合数，正因數有1、3、7、21、317、951、2219和6657。
質因數分解，{\displaystyle 3\times 7\times 317}。
- 亏数，真因數和為3519，虧度為3138
- 不尋常數，大於平方根的質因數為317。
- 无平方数因数的数。
  - 楔形数。
- 十进制的奢侈數。

6658
- 合数，正因數有1、2、3329和6658。
質因數分解，{\displaystyle 2\times 3329}。
- 亏数，真因數和為3332，虧度為3326
- 不尋常數，大於平方根的質因數為3329。
- 半素数。
- 无平方数因数的数。
- 十进制的奢侈數。

6659
- 第858個質數。
  - 孪生素数，為（6659、 6661）

6660
- 合数，正因數有1、2、3、4、5、6、9、10、12、15、18、20、30、36、37、45、60、74、90、111、148、180、185、222、333、370、444、555、666、740、1110、1332、1665、2220、3330和6660。
質因數分解，{\displaystyle 2^{2}\times 3^{2}\times 5\times 37}。
- 过剩数，真因數和為14088，盈度為7428
- 十进制的奢侈數。

6661
- 第859個質數。
  - 孪生素数，為（6659、 6661）

6662
- 合数，正因數有1、2、3331和6662。
質因數分解，{\displaystyle 2\times 3331}。
- 亏数，真因數和為3334，虧度為3328
- 不尋常數，大於平方根的質因數為3331。
- 半素数。
- 无平方数因数的数。
- 十进制的奢侈數。

6663
- 合数，正因數有1、3、2221和6663。
質因數分解，{\displaystyle 3\times 2221}。
- 亏数，真因數和為2225，虧度為4438
- 不尋常數，大於平方根的質因數為2221。
- 半素数。
- 无平方数因数的数。
- 十进制的奢侈數。

6664
- 合数，正因數有1、2、4、7、8、14、17、28、34、49、56、68、98、119、136、196、238、392、476、833、952、1666、3332和6664。
質因數分解，{\displaystyle 2^{3}\times 7^{2}\times 17}。
- 过剩数，真因數和為8726，盈度為2062
- 十进制的奢侈數。

6665
- 合数，正因數有1、5、31、43、155、215、1333和6665。
質因數分解，{\displaystyle 5\times 31\times 43}。
- 亏数，真因數和為1783，虧度為4882
- 无平方数因数的数。
  - 楔形数。
- 十进制的奢侈數。

6666
- 合数，正因數有1、2、3、6、11、22、33、66、101、202、303、606、1111、2222、3333和6666。
質因數分解，{\displaystyle 2\times 3\times 11\times 101}。
- 过剩数，真因數和為8022，盈度為1356
- 不尋常數，大於平方根的質因數為101。
- 无平方数因数的数。
- 十进制的奢侈數。

6667
- 合数，正因數有1、59、113和6667。
質因數分解，{\displaystyle 59\times 113}。
- 亏数，真因數和為173，虧度為6494
- 不尋常數，大於平方根的質因數為113。
- 半素数。
- 无平方数因数的数。
- 十进制的奢侈數。

6668
- 合数，正因數有1、2、4、1667、3334和6668。
質因數分解，{\displaystyle 2^{2}\times 1667}。
- 亏数，真因數和為5008，虧度為1660
- 不尋常數，大於平方根的質因數為1667。
- 十进制的奢侈數。

6669
- 合数，正因數有1、3、9、13、19、27、39、57、117、171、247、351、513、741、2223和6669。
質因數分解，{\displaystyle 3^{3}\times 13\times 19}。
- 亏数，真因數和為4531，虧度為2138
- 十进制的奢侈數。

6670
- 合数，正因數有1、2、5、10、23、29、46、58、115、145、230、290、667、1334、3335和6670。
質因數分解，{\displaystyle 2\times 5\times 23\times 29}。
- 亏数，真因數和為6290，虧度為380
- 无平方数因数的数。
- 十进制的奢侈數。

6671
- 合数，正因數有1、7、953和6671。
質因數分解，{\displaystyle 7\times 953}。
- 亏数，真因數和為961，虧度為5710
- 不尋常數，大於平方根的質因數為953。
- 半素数。
- 无平方数因数的数。
- 十进制的等數位數。

6672
- 合数，正因數有1、2、3、4、6、8、12、16、24、48、139、278、417、556、834、1112、1668、2224、3336和6672。
質因數分解，{\displaystyle 2^{4}\times 3\times 139}。
- 过剩数，真因數和為10688，盈度為4016
- 不尋常數，大於平方根的質因數為139。
- 十进制的奢侈數。

6673
- 第860個質數。

6674
- 合数，正因數有1、2、47、71、94、142、3337和6674。
質因數分解，{\displaystyle 2\times 47\times 71}。
- 亏数，真因數和為3694，虧度為2980
- 无平方数因数的数。
  - 楔形数。
- 十进制的奢侈數。

6675
- 合数，正因數有1、3、5、15、25、75、89、267、445、1335、2225和6675。
質因數分解，{\displaystyle 3\times 5^{2}\times 89}。
- 亏数，真因數和為4485，虧度為2190
- 不尋常數，大於平方根的質因數為89。
- 十进制的奢侈數。

6676
- 合数，正因數有1、2、4、1669、3338和6676。
質因數分解，{\displaystyle 2^{2}\times 1669}。
- 亏数，真因數和為5014，虧度為1662
- 不尋常數，大於平方根的質因數為1669。
- 十进制的奢侈數。

6677
- 合数，正因數有1、11、607和6677。
質因數分解，{\displaystyle 11\times 607}。
- 亏数，真因數和為619，虧度為6058
- 不尋常數，大於平方根的質因數為607。
- 半素数。
- 无平方数因数的数。
- 十进制的奢侈數。

6678
- 合数，正因數有1、2、3、6、7、9、14、18、21、42、53、63、106、126、159、318、371、477、742、954、1113、2226、3339和6678。
質因數分解，{\displaystyle 2\times 3^{2}\times 7\times 53}。
- 过剩数，真因數和為10170，盈度為3492
- 十进制的奢侈數。

6679
- 第861個質數。

6680
- 合数，正因數有1、2、4、5、8、10、20、40、167、334、668、835、1336、1670、3340和6680。
質因數分解，{\displaystyle 2^{3}\times 5\times 167}。
- 过剩数，真因數和為8440，盈度為1760
- 不尋常數，大於平方根的質因數為167。
- 十进制的奢侈數。

6681
- 合数，正因數有1、3、17、51、131、393、2227和6681。
質因數分解，{\displaystyle 3\times 17\times 131}。
- 亏数，真因數和為2823，虧度為3858
- 不尋常數，大於平方根的質因數為131。
- 无平方数因数的数。
  - 楔形数。
- 十进制的奢侈數。

6682
- 合数，正因數有1、2、13、26、257、514、3341和6682。
質因數分解，{\displaystyle 2\times 13\times 257}。
- 亏数，真因數和為4154，虧度為2528
- 不尋常數，大於平方根的質因數為257。
- 无平方数因数的数。
  - 楔形数。
- 十进制的奢侈數。

6683
- 合数，正因數有1、41、163和6683。
質因數分解，{\displaystyle 41\times 163}。
- 亏数，真因數和為205，虧度為6478
- 不尋常數，大於平方根的質因數為163。
- 半素数。
- 无平方数因数的数。
- 十进制的奢侈數。

6684
- 合数，正因數有1、2、3、4、6、12、557、1114、1671、2228、3342和6684。
質因數分解，{\displaystyle 2^{2}\times 3\times 557}。
- 过剩数，真因數和為8940，盈度為2256
  - 半完全数，和為本身的其中一組因數為557、 1114、 1671、 3342。
- 不尋常數，大於平方根的質因數為557。
- 十进制的奢侈數。

6685
- 合数，正因數有1、5、7、35、191、955、1337和6685。
質因數分解，{\displaystyle 5\times 7\times 191}。
- 亏数，真因數和為2531，虧度為4154
- 不尋常數，大於平方根的質因數為191。
- 无平方数因数的数。
  - 楔形数。
- 十进制的奢侈數。

6686
- 合数，正因數有1、2、3343和6686。
質因數分解，{\displaystyle 2\times 3343}。
- 亏数，真因數和為3346，虧度為3340
- 不尋常數，大於平方根的質因數為3343。
- 半素数。
- 无平方数因数的数。
- 十进制的奢侈數。

6687
- 合数，正因數有1、3、9、743、2229和6687。
質因數分解，{\displaystyle 3^{2}\times 743}。
- 亏数，真因數和為2985，虧度為3702
- 不尋常數，大於平方根的質因數為743。
- 十进制的奢侈數。

6688
- 合数，正因數有1、2、4、8、11、16、19、22、32、38、44、76、88、152、176、209、304、352、418、608、836、1672、3344和6688。
質因數分解，{\displaystyle 2^{5}\times 11\times 19}。
- 过剩数，真因數和為8432，盈度為1744
- 十进制的奢侈數。

6689
- 第862個質數。
  - 孪生素数，為（6689、 6691）

6690
- 合数，正因數有1、2、3、5、6、10、15、30、223、446、669、1115、1338、2230、3345和6690。
質因數分解，{\displaystyle 2\times 3\times 5\times 223}。
- 过剩数，真因數和為9438，盈度為2748
- 不尋常數，大於平方根的質因數為223。
- 无平方数因数的数。
- 十进制的奢侈數。

6691
- 第863個質數。
  - 孪生素数，為（6689、 6691）

6692
- 合数，正因數有1、2、4、7、14、28、239、478、956、1673、3346和6692。
質因數分解，{\displaystyle 2^{2}\times 7\times 239}。
- 过剩数，真因數和為6748，盈度為56
  - 半完全数，和為本身的其中一組因數為239、 478、 956、 1673、 3346。
- 不尋常數，大於平方根的質因數為239。
- 佩服數，佩服因數為28。
- 十进制的奢侈數。

6693
- 合数，正因數有1、3、23、69、97、291、2231和6693。
質因數分解，{\displaystyle 3\times 23\times 97}。
- 亏数，真因數和為2715，虧度為3978
- 不尋常數，大於平方根的質因數為97。
- 无平方数因数的数。
  - 楔形数。
- 十进制的奢侈數。

6694
- 合数，正因數有1、2、3347和6694。
質因數分解，{\displaystyle 2\times 3347}。
- 亏数，真因數和為3350，虧度為3344
- 不尋常數，大於平方根的質因數為3347。
- 半素数。
- 无平方数因数的数。
- 十进制的奢侈數。

6695
- 合数，正因數有1、5、13、65、103、515、1339和6695。
質因數分解，{\displaystyle 5\times 13\times 103}。
- 亏数，真因數和為2041，虧度為4654
- 不尋常數，大於平方根的質因數為103。
- 无平方数因数的数。
  - 楔形数。
- 十进制的奢侈數。

6696
- 合数，正因數有1、2、3、4、6、8、9、12、18、24、27、31、36、54、62、72、93、108、124、186、216、248、279、372、558、744、837、1116、1674、2232、3348和6696。
質因數分解，{\displaystyle 2^{3}\times 3^{3}\times 31}。
- 过剩数，真因數和為12504，盈度為5808
- 十进制的奢侈數。

6697
- 合数，正因數有1、37、181和6697。
質因數分解，{\displaystyle 37\times 181}。
- 亏数，真因數和為219，虧度為6478
- 不尋常數，大於平方根的質因數為181。
- 半素数。
- 无平方数因数的数。
- 十进制的奢侈數。

6698
- 合数，正因數有1、2、17、34、197、394、3349和6698。
質因數分解，{\displaystyle 2\times 17\times 197}。
- 亏数，真因數和為3994，虧度為2704
- 不尋常數，大於平方根的質因數為197。
- 无平方数因数的数。
  - 楔形数。
- 十进制的奢侈數。

6699
- 合数，正因數有1、3、7、11、21、29、33、77、87、203、231、319、609、957、2233和6699。
質因數分解，{\displaystyle 3\times 7\times 11\times 29}。
- 亏数，真因數和為4821，虧度為1878
- 无平方数因数的数。
- 十进制的奢侈數。

6700
- 合数，正因數有1、2、4、5、10、20、25、50、67、100、134、268、335、670、1340、1675、3350和6700。
質因數分解，{\displaystyle 2^{2}\times 5^{2}\times 67}。
- 过剩数，真因數和為8056，盈度為1356
- 十进制的奢侈數。

6701
- 第864個質數。
  - 孪生素数，為（6701、 6703）

6702
- 合数，正因數有1、2、3、6、1117、2234、3351和6702。
質因數分解，{\displaystyle 2\times 3\times 1117}。
- 过剩数，真因數和為6714，盈度為12
  - 半完全数，和為本身的其中一組因數為1117、 2234、 3351。
- 不尋常數，大於平方根的質因數為1117。
- 佩服數，佩服因數為6。
- 无平方数因数的数。
  - 楔形数。
- 十进制的奢侈數。

6703
- 第865個質數。
  - 孪生素数，為（6701、 6703）

6704
- 合数，正因數有1、2、4、8、16、419、838、1676、3352和6704。
質因數分解，{\displaystyle 2^{4}\times 419}。
- 亏数，真因數和為6316，虧度為388
- 不尋常數，大於平方根的質因數為419。
- 十进制的奢侈數。

6705
- 合数，正因數有1、3、5、9、15、45、149、447、745、1341、2235和6705。
質因數分解，{\displaystyle 3^{2}\times 5\times 149}。
- 亏数，真因數和為4995，虧度為1710
- 不尋常數，大於平方根的質因數為149。
- 十进制的奢侈數。

6706
- 合数，正因數有1、2、7、14、479、958、3353和6706。
質因數分解，{\displaystyle 2\times 7\times 479}。
- 亏数，真因數和為4814，虧度為1892
- 不尋常數，大於平方根的質因數為479。
- 无平方数因数的数。
  - 楔形数。
- 十进制的奢侈數。

6707
- 合数，正因數有1、19、353和6707。
質因數分解，{\displaystyle 19\times 353}。
- 亏数，真因數和為373，虧度為6334
- 不尋常數，大於平方根的質因數為353。
- 半素数。
- 无平方数因数的数。
- 十进制的奢侈數。

6708
- 合数，正因數有1、2、3、4、6、12、13、26、39、43、52、78、86、129、156、172、258、516、559、1118、1677、2236、3354和6708。
質因數分解，{\displaystyle 2^{2}\times 3\times 13\times 43}。
- 过剩数，真因數和為10540，盈度為3832
- 十进制的奢侈數。

6709
- 第866個質數。

6710
- 合数，正因數有1、2、5、10、11、22、55、61、110、122、305、610、671、1342、3355和6710。
質因數分解，{\displaystyle 2\times 5\times 11\times 61}。
- 亏数，真因數和為6682，虧度為28
- 无平方数因数的数。
- 十进制的奢侈數。

6711
- 合数，正因數有1、3、2237和6711。
質因數分解，{\displaystyle 3\times 2237}。
- 亏数，真因數和為2241，虧度為4470
- 不尋常數，大於平方根的質因數為2237。
- 半素数。
- 无平方数因数的数。
- 十进制的奢侈數。

6712
- 合数，正因數有1、2、4、8、839、1678、3356和6712。
質因數分解，{\displaystyle 2^{3}\times 839}。
- 亏数，真因數和為5888，虧度為824
- 不尋常數，大於平方根的質因數為839。
- 十进制的奢侈數。

6713
- 合数，正因數有1、7、49、137、959和6713。
質因數分解，{\displaystyle 7^{2}\times 137}。
- 亏数，真因數和為1153，虧度為5560
- 不尋常數，大於平方根的質因數為137。
- 十进制的奢侈數。

6714
- 合数，正因數有1、2、3、6、9、18、373、746、1119、2238、3357和6714。
質因數分解，{\displaystyle 2\times 3^{2}\times 373}。
- 过剩数，真因數和為7872，盈度為1158
  - 半完全数，和為本身的其中一組因數為373、 746、 2238、 3357。
- 不尋常數，大於平方根的質因數為373。
- 十进制的奢侈數。

6715
- 合数，正因數有1、5、17、79、85、395、1343和6715。
質因數分解，{\displaystyle 5\times 17\times 79}。
- 亏数，真因數和為1925，虧度為4790
- 无平方数因数的数。
  - 楔形数。
- 十进制的奢侈數。

6716
- 合数，正因數有1、2、4、23、46、73、92、146、292、1679、3358和6716。
質因數分解，{\displaystyle 2^{2}\times 23\times 73}。
- 亏数，真因數和為5716，虧度為1000
- 十进制的奢侈數。

6717
- 合数，正因數有1、3、2239和6717。
質因數分解，{\displaystyle 3\times 2239}。
- 亏数，真因數和為2243，虧度為4474
- 不尋常數，大於平方根的質因數為2239。
- 半素数。
- 无平方数因数的数。
- 十进制的奢侈數。

6718
- 合数，正因數有1、2、3359和6718。
質因數分解，{\displaystyle 2\times 3359}。
- 亏数，真因數和為3362，虧度為3356
- 不尋常數，大於平方根的質因數為3359。
- 半素数。
- 无平方数因数的数。
- 十进制的奢侈數。

6719
- 第867個質數。

6720
- 合数，正因數有1、2、3、4、5、6、7、8、10、12、14、15、16、20、21、24、28、30、32、35、40、42、48、56、60、64、70、80、84、96、105、112、120、140、160、168、192、210、224、240、280、320、336、420、448、480、560、672、840、960、1120、1344、1680、2240、3360和6720。
質因數分解，{\displaystyle 2^{6}\times 3\times 5\times 7}。
- 过剩数，真因數和為17664，盈度為10944
- 十进制的奢侈數。

6721
- 合数，正因數有1、11、13、47、143、517、611和6721。
質因數分解，{\displaystyle 11\times 13\times 47}。
- 亏数，真因數和為1343，虧度為5378
- 无平方数因数的数。
  - 楔形数。
- 十进制的奢侈數。

6722
- 合数，正因數有1、2、3361和6722。
質因數分解，{\displaystyle 2\times 3361}。
- 亏数，真因數和為3364，虧度為3358
- 不尋常數，大於平方根的質因數為3361。
- 半素数。
- 无平方数因数的数。
- 十进制的奢侈數。

6723
- 合数，正因數有1、3、9、27、81、83、249、747、2241和6723。
質因數分解，{\displaystyle 3^{4}\times 83}。
- 亏数，真因數和為3441，虧度為3282
- 不尋常數，大於平方根的質因數為83。
- 十进制的等數位數。

6724
- 合数，正因數有1、2、4、41、82、164、1681、3362和6724。
質因數分解，{\displaystyle 2^{2}\times 41^{2}}。
- 亏数，真因數和為5337，虧度為1387
- 平方数，為82的平方。
- 十进制的奢侈數。

6725
- 合数，正因數有1、5、25、269、1345和6725。
質因數分解，{\displaystyle 5^{2}\times 269}。
- 亏数，真因數和為1645，虧度為5080
- 不尋常數，大於平方根的質因數為269。
- 十进制的奢侈數。

6726
- 合数，正因數有1、2、3、6、19、38、57、59、114、118、177、354、1121、2242、3363和6726。
質因數分解，{\displaystyle 2\times 3\times 19\times 59}。
- 过剩数，真因數和為7674，盈度為948
- 无平方数因数的数。
- 十进制的奢侈數。

6727
- 合数，正因數有1、7、31、217、961和6727。
質因數分解，{\displaystyle 7\times 31^{2}}。
- 亏数，真因數和為1217，虧度為5510
- 十进制的等數位數。

6728
- 合数，正因數有1、2、4、8、29、58、116、232、841、1682、3364和6728。
質因數分解，{\displaystyle 2^{3}\times 29^{2}}。
- 亏数，真因數和為6337，虧度為391
- 十进制的奢侈數。

6729
- 合数，正因數有1、3、2243和6729。
質因數分解，{\displaystyle 3\times 2243}。
- 亏数，真因數和為2247，虧度為4482
- 不尋常數，大於平方根的質因數為2243。
- 半素数。
- 无平方数因数的数。
- 十进制的奢侈數。

6730
- 合数，正因數有1、2、5、10、673、1346、3365和6730。
質因數分解，{\displaystyle 2\times 5\times 673}。
- 亏数，真因數和為5402，虧度為1328
- 不尋常數，大於平方根的質因數為673。
- 无平方数因数的数。
  - 楔形数。
- 十进制的奢侈數。

6731
- 合数，正因數有1、53、127和6731。
質因數分解，{\displaystyle 53\times 127}。
- 亏数，真因數和為181，虧度為6550
- 不尋常數，大於平方根的質因數為127。
- 半素数。
- 无平方数因数的数。
- 十进制的奢侈數。

6732
- 合数，正因數有1、2、3、4、6、9、11、12、17、18、22、33、34、36、44、51、66、68、99、102、132、153、187、198、204、306、374、396、561、612、748、1122、1683、2244、3366和6732。
質因數分解，{\displaystyle 2^{2}\times 3^{2}\times 11\times 17}。
- 过剩数，真因數和為12924，盈度為6192
- 十进制的奢侈數。

6733
- 第868個質數。

6734
- 合数，正因數有1、2、7、13、14、26、37、74、91、182、259、481、518、962、3367和6734。
質因數分解，{\displaystyle 2\times 7\times 13\times 37}。
- 亏数，真因數和為6034，虧度為700
- 无平方数因数的数。
- 十进制的奢侈數。

6735
- 合数，正因數有1、3、5、15、449、1347、2245和6735。
質因數分解，{\displaystyle 3\times 5\times 449}。
- 亏数，真因數和為4065，虧度為2670
- 不尋常數，大於平方根的質因數為449。
- 无平方数因数的数。
  - 楔形数。
- 十进制的奢侈數。

6736
- 合数，正因數有1、2、4、8、16、421、842、1684、3368和6736。
質因數分解，{\displaystyle 2^{4}\times 421}。
- 亏数，真因數和為6346，虧度為390
- 不尋常數，大於平方根的質因數為421。
- 十进制的奢侈數。

6737
- 第869個質數。

6738
- 合数，正因數有1、2、3、6、1123、2246、3369和6738。
質因數分解，{\displaystyle 2\times 3\times 1123}。
- 过剩数，真因數和為6750，盈度為12
  - 半完全数，和為本身的其中一組因數為1123、 2246、 3369。
- 不尋常數，大於平方根的質因數為1123。
- 佩服數，佩服因數為6。
- 无平方数因数的数。
  - 楔形数。
- 十进制的奢侈數。

6739
- 合数，正因數有1、23、293和6739。
質因數分解，{\displaystyle 23\times 293}。
- 亏数，真因數和為317，虧度為6422
- 不尋常數，大於平方根的質因數為293。
- 半素数。
- 无平方数因数的数。
- 十进制的奢侈數。

6740
- 合数，正因數有1、2、4、5、10、20、337、674、1348、1685、3370和6740。
質因數分解，{\displaystyle 2^{2}\times 5\times 337}。
- 过剩数，真因數和為7456，盈度為716
  - 半完全数，和為本身的其中一組因數為337、 1348、 1685、 3370。
- 不尋常數，大於平方根的質因數為337。
- 十进制的奢侈數。

6741
- 合数，正因數有1、3、7、9、21、63、107、321、749、963、2247和6741。
質因數分解，{\displaystyle 3^{2}\times 7\times 107}。
- 亏数，真因數和為4491，虧度為2250
- 不尋常數，大於平方根的質因數為107。
- 十进制的奢侈數。

6742
- 合数，正因數有1、2、3371和6742。
質因數分解，{\displaystyle 2\times 3371}。
- 亏数，真因數和為3374，虧度為3368
- 不尋常數，大於平方根的質因數為3371。
- 半素数。
- 无平方数因数的数。
- 十进制的奢侈數。

6743
- 合数，正因數有1、11、613和6743。
質因數分解，{\displaystyle 11\times 613}。
- 亏数，真因數和為625，虧度為6118
- 不尋常數，大於平方根的質因數為613。
- 半素数。
- 无平方数因数的数。
- 十进制的奢侈數。

6744
- 合数，正因數有1、2、3、4、6、8、12、24、281、562、843、1124、1686、2248、3372和6744。
質因數分解，{\displaystyle 2^{3}\times 3\times 281}。
- 过剩数，真因數和為10176，盈度為3432
- 不尋常數，大於平方根的質因數為281。
- 十进制的奢侈數。

6745
- 合数，正因數有1、5、19、71、95、355、1349和6745。
質因數分解，{\displaystyle 5\times 19\times 71}。
- 亏数，真因數和為1895，虧度為4850
- 无平方数因数的数。
  - 楔形数。
- 十进制的奢侈數。

6746
- 合数，正因數有1、2、3373和6746。
質因數分解，{\displaystyle 2\times 3373}。
- 亏数，真因數和為3376，虧度為3370
- 不尋常數，大於平方根的質因數為3373。
- 半素数。
- 无平方数因数的数。
- 十进制的奢侈數。

6747
- 合数，正因數有1、3、13、39、173、519、2249和6747。
質因數分解，{\displaystyle 3\times 13\times 173}。
- 亏数，真因數和為2997，虧度為3750
- 不尋常數，大於平方根的質因數為173。
- 无平方数因数的数。
  - 楔形数。
- 十进制的奢侈數。

6748
- 合数，正因數有1、2、4、7、14、28、241、482、964、1687、3374和6748。
質因數分解，{\displaystyle 2^{2}\times 7\times 241}。
- 过剩数，真因數和為6804，盈度為56
  - 半完全数，和為本身的其中一組因數為241、 482、 964、 1687、 3374。
- 不尋常數，大於平方根的質因數為241。
- 佩服數，佩服因數為28。
- 十进制的奢侈數。

6749
- 合数，正因數有1、17、397和6749。
質因數分解，{\displaystyle 17\times 397}。
- 亏数，真因數和為415，虧度為6334
- 不尋常數，大於平方根的質因數為397。
- 半素数。
- 无平方数因数的数。
- 十进制的奢侈數。

6750
- 合数，正因數有1、2、3、5、6、9、10、15、18、25、27、30、45、50、54、75、90、125、135、150、225、250、270、375、450、675、750、1125、1350、2250、3375和6750。
質因數分解，{\displaystyle 2\times 3^{3}\times 5^{3}}。
- 过剩数，真因數和為11970，盈度為5220
- 十进制的奢侈數。

6751
- 合数，正因數有1、43、157和6751。
質因數分解，{\displaystyle 43\times 157}。
- 亏数，真因數和為201，虧度為6550
- 不尋常數，大於平方根的質因數為157。
- 半素数。
- 无平方数因数的数。
- 十进制的奢侈數。

6752
- 合数，正因數有1、2、4、8、16、32、211、422、844、1688、3376和6752。
質因數分解，{\displaystyle 2^{5}\times 211}。
- 亏数，真因數和為6604，虧度為148
- 不尋常數，大於平方根的質因數為211。
- 十进制的奢侈數。

6753
- 合数，正因數有1、3、2251和6753。
質因數分解，{\displaystyle 3\times 2251}。
- 亏数，真因數和為2255，虧度為4498
- 不尋常數，大於平方根的質因數為2251。
- 半素数。
- 无平方数因数的数。
- 十进制的奢侈數。

6754
- 合数，正因數有1、2、11、22、307、614、3377和6754。
質因數分解，{\displaystyle 2\times 11\times 307}。
- 亏数，真因數和為4334，虧度為2420
- 不尋常數，大於平方根的質因數為307。
- 无平方数因数的数。
  - 楔形数。
- 十进制的奢侈數。

6755
- 合数，正因數有1、5、7、35、193、965、1351和6755。
質因數分解，{\displaystyle 5\times 7\times 193}。
- 亏数，真因數和為2557，虧度為4198
- 不尋常數，大於平方根的質因數為193。
- 无平方数因数的数。
  - 楔形数。
- 十进制的奢侈數。

6756
- 合数，正因數有1、2、3、4、6、12、563、1126、1689、2252、3378和6756。
質因數分解，{\displaystyle 2^{2}\times 3\times 563}。
- 过剩数，真因數和為9036，盈度為2280
  - 半完全数，和為本身的其中一組因數為563、 1126、 1689、 3378。
- 不尋常數，大於平方根的質因數為563。
- 十进制的奢侈數。

6757
- 合数，正因數有1、29、233和6757。
質因數分解，{\displaystyle 29\times 233}。
- 亏数，真因數和為263，虧度為6494
- 不尋常數，大於平方根的質因數為233。
- 半素数。
- 无平方数因数的数。
- 十进制的奢侈數。

6758
- 合数，正因數有1、2、31、62、109、218、3379和6758。
質因數分解，{\displaystyle 2\times 31\times 109}。
- 亏数，真因數和為3802，虧度為2956
- 不尋常數，大於平方根的質因數為109。
- 无平方数因数的数。
  - 楔形数。
- 十进制的奢侈數。

6759
- 合数，正因數有1、3、9、751、2253和6759。
質因數分解，{\displaystyle 3^{2}\times 751}。
- 亏数，真因數和為3017，虧度為3742
- 不尋常數，大於平方根的質因數為751。
- 十进制的奢侈數。

6760
- 合数，正因數有1、2、4、5、8、10、13、20、26、40、52、65、104、130、169、260、338、520、676、845、1352、1690、3380和6760。
質因數分解，{\displaystyle 2^{3}\times 5\times 13^{2}}。
- 过剩数，真因數和為9710，盈度為2950
- 十进制的奢侈數。

6761
- 第870個質數。
  - 孪生素数，為（6761、 6763）

6762
- 合数，正因數有1、2、3、6、7、14、21、23、42、46、49、69、98、138、147、161、294、322、483、966、1127、2254、3381和6762。
質因數分解，{\displaystyle 2\times 3\times 7^{2}\times 23}。
- 过剩数，真因數和為9654，盈度為2892
- 十进制的奢侈數。

6763
- 第871個質數。
  - 孪生素数，為（6761、 6763）

6764
- 合数，正因數有1、2、4、19、38、76、89、178、356、1691、3382和6764。
質因數分解，{\displaystyle 2^{2}\times 19\times 89}。
- 亏数，真因數和為5836，虧度為928
- 不尋常數，大於平方根的質因數為89。
- 十进制的奢侈數。

6765
- 合数，正因數有1、3、5、11、15、33、41、55、123、165、205、451、615、1353、2255和6765。
質因數分解，{\displaystyle 3\times 5\times 11\times 41}。
- 亏数，真因數和為5331，虧度為1434
- 无平方数因数的数。
- 十进制的奢侈數。

6766
- 合数，正因數有1、2、17、34、199、398、3383和6766。
質因數分解，{\displaystyle 2\times 17\times 199}。
- 亏数，真因數和為4034，虧度為2732
- 不尋常數，大於平方根的質因數為199。
- 无平方数因数的数。
  - 楔形数。
- 十进制的奢侈數。

6767
- 合数，正因數有1、67、101和6767。
質因數分解，{\displaystyle 67\times 101}。
- 亏数，真因數和為169，虧度為6598
- 不尋常數，大於平方根的質因數為101。
- 半素数。
- 无平方数因数的数。
- 十进制的奢侈數。

6768
- 合数，正因數有1、2、3、4、6、8、9、12、16、18、24、36、47、48、72、94、141、144、188、282、376、423、564、752、846、1128、1692、2256、3384和6768。
質因數分解，{\displaystyle 2^{4}\times 3^{2}\times 47}。
- 过剩数，真因數和為12576，盈度為5808
- 十进制的奢侈數。

6769
- 合数，正因數有1、7、967和6769。
質因數分解，{\displaystyle 7\times 967}。
- 亏数，真因數和為975，虧度為5794
- 不尋常數，大於平方根的質因數為967。
- 半素数。
- 无平方数因数的数。
- 十进制的等數位數。

6770
- 合数，正因數有1、2、5、10、677、1354、3385和6770。
質因數分解，{\displaystyle 2\times 5\times 677}。
- 亏数，真因數和為5434，虧度為1336
- 不尋常數，大於平方根的質因數為677。
- 无平方数因数的数。
  - 楔形数。
- 十进制的奢侈數。

6771
- 合数，正因數有1、3、37、61、111、183、2257和6771。
質因數分解，{\displaystyle 3\times 37\times 61}。
- 亏数，真因數和為2653，虧度為4118
- 无平方数因数的数。
  - 楔形数。
- 十进制的奢侈數。

6772
- 合数，正因數有1、2、4、1693、3386和6772。
質因數分解，{\displaystyle 2^{2}\times 1693}。
- 亏数，真因數和為5086，虧度為1686
- 不尋常數，大於平方根的質因數為1693。
- 十进制的奢侈數。

6773
- 合数，正因數有1、13、521和6773。
質因數分解，{\displaystyle 13\times 521}。
- 亏数，真因數和為535，虧度為6238
- 不尋常數，大於平方根的質因數為521。
- 半素数。
- 无平方数因数的数。
- 十进制的奢侈數。

6774
- 合数，正因數有1、2、3、6、1129、2258、3387和6774。
質因數分解，{\displaystyle 2\times 3\times 1129}。
- 过剩数，真因數和為6786，盈度為12
  - 半完全数，和為本身的其中一組因數為1129、 2258、 3387。
- 不尋常數，大於平方根的質因數為1129。
- 佩服數，佩服因數為6。
- 无平方数因数的数。
  - 楔形数。
- 十进制的奢侈數。

6775
- 合数，正因數有1、5、25、271、1355和6775。
質因數分解，{\displaystyle 5^{2}\times 271}。
- 亏数，真因數和為1657，虧度為5118
- 不尋常數，大於平方根的質因數為271。
- 十进制的奢侈數。

6776
- 合数，正因數有1、2、4、7、8、11、14、22、28、44、56、77、88、121、154、242、308、484、616、847、968、1694、3388和6776。
質因數分解，{\displaystyle 2^{3}\times 7\times 11^{2}}。
- 过剩数，真因數和為9184，盈度為2408
- 十进制的奢侈數。

6777
- 合数，正因數有1、3、9、27、251、753、2259和6777。
質因數分解，{\displaystyle 3^{3}\times 251}。
- 亏数，真因數和為3303，虧度為3474
- 不尋常數，大於平方根的質因數為251。
- 十进制的奢侈數。

6778
- 合数，正因數有1、2、3389和6778。
質因數分解，{\displaystyle 2\times 3389}。
- 亏数，真因數和為3392，虧度為3386
- 不尋常數，大於平方根的質因數為3389。
- 半素数。
- 无平方数因数的数。
- 十进制的奢侈數。

6779
- 第872個質數。
  - 孪生素数，為（6779、 6781）

6780
- 合数，正因數有1、2、3、4、5、6、10、12、15、20、30、60、113、226、339、452、565、678、1130、1356、1695、2260、3390和6780。
質因數分解，{\displaystyle 2^{2}\times 3\times 5\times 113}。
- 过剩数，真因數和為12372，盈度為5592
- 不尋常數，大於平方根的質因數為113。
- 十进制的奢侈數。

6781
- 第873個質數。
  - 孪生素数，為（6779、 6781）

6782
- 合数，正因數有1、2、3391和6782。
質因數分解，{\displaystyle 2\times 3391}。
- 亏数，真因數和為3394，虧度為3388
- 不尋常數，大於平方根的質因數為3391。
- 半素数。
- 无平方数因数的数。
- 十进制的奢侈數。

6783
- 合数，正因數有1、3、7、17、19、21、51、57、119、133、323、357、399、969、2261和6783。
質因數分解，{\displaystyle 3\times 7\times 17\times 19}。
- 亏数，真因數和為4737，虧度為2046
- 无平方数因数的数。
- 十进制的奢侈數。

6784
- 合数，正因數有1、2、4、8、16、32、53、64、106、128、212、424、848、1696、3392和6784。
質因數分解，{\displaystyle 2^{7}\times 53}。
- 过剩数，真因數和為6986，盈度為202
- 十进制的等數位數。

6785
- 合数，正因數有1、5、23、59、115、295、1357和6785。
質因數分解，{\displaystyle 5\times 23\times 59}。
- 亏数，真因數和為1855，虧度為4930
- 无平方数因数的数。
  - 楔形数。
- 十进制的奢侈數。

6786
- 合数，正因數有1、2、3、6、9、13、18、26、29、39、58、78、87、117、174、234、261、377、522、754、1131、2262、3393和6786。
質因數分解，{\displaystyle 2\times 3^{2}\times 13\times 29}。
- 过剩数，真因數和為9594，盈度為2808
- 十进制的奢侈數。

6787
- 合数，正因數有1、11、617和6787。
質因數分解，{\displaystyle 11\times 617}。
- 亏数，真因數和為629，虧度為6158
- 不尋常數，大於平方根的質因數為617。
- 半素数。
- 无平方数因数的数。
- 十进制的奢侈數。

6788
- 合数，正因數有1、2、4、1697、3394和6788。
質因數分解，{\displaystyle 2^{2}\times 1697}。
- 亏数，真因數和為5098，虧度為1690
- 不尋常數，大於平方根的質因數為1697。
- 十进制的奢侈數。

6789
- 合数，正因數有1、3、31、73、93、219、2263和6789。
質因數分解，{\displaystyle 3\times 31\times 73}。
- 亏数，真因數和為2683，虧度為4106
- 无平方数因数的数。
  - 楔形数。
- 十进制的奢侈數。

6790
- 合数，正因數有1、2、5、7、10、14、35、70、97、194、485、679、970、1358、3395和6790。
質因數分解，{\displaystyle 2\times 5\times 7\times 97}。
- 过剩数，真因數和為7322，盈度為532
- 不尋常數，大於平方根的質因數為97。
- 无平方数因数的数。
- 十进制的奢侈數。

6791
- 第874個質數。
  - 孪生素数，為（6791、 6793）

6792
- 合数，正因數有1、2、3、4、6、8、12、24、283、566、849、1132、1698、2264、3396和6792。
質因數分解，{\displaystyle 2^{3}\times 3\times 283}。
- 过剩数，真因數和為10248，盈度為3456
- 不尋常數，大於平方根的質因數為283。
- 十进制的奢侈數。

6793
- 第875個質數。
  - 孪生素数，為（6791、 6793）

6794
- 合数，正因數有1、2、43、79、86、158、3397和6794。
質因數分解，{\displaystyle 2\times 43\times 79}。
- 亏数，真因數和為3766，虧度為3028
- 无平方数因数的数。
  - 楔形数。
- 十进制的奢侈數。

6795
- 合数，正因數有1、3、5、9、15、45、151、453、755、1359、2265和6795。
質因數分解，{\displaystyle 3^{2}\times 5\times 151}。
- 亏数，真因數和為5061，虧度為1734
- 不尋常數，大於平方根的質因數為151。
- 十进制的奢侈數。

6796
- 合数，正因數有1、2、4、1699、3398和6796。
質因數分解，{\displaystyle 2^{2}\times 1699}。
- 亏数，真因數和為5104，虧度為1692
- 不尋常數，大於平方根的質因數為1699。
- 十进制的奢侈數。

6797
- 合数，正因數有1、7、971和6797。
質因數分解，{\displaystyle 7\times 971}。
- 亏数，真因數和為979，虧度為5818
- 不尋常數，大於平方根的質因數為971。
- 半素数。
- 无平方数因数的数。
- 十进制的等數位數。

6798
- 合数，正因數有1、2、3、6、11、22、33、66、103、206、309、618、1133、2266、3399和6798。
質因數分解，{\displaystyle 2\times 3\times 11\times 103}。
- 过剩数，真因數和為8178，盈度為1380
- 不尋常數，大於平方根的質因數為103。
- 无平方数因数的数。
- 十进制的奢侈數。

6799
- 合数，正因數有1、13、523和6799。
質因數分解，{\displaystyle 13\times 523}。
- 亏数，真因數和為537，虧度為6262
- 不尋常數，大於平方根的質因數為523。
- 半素数。
- 无平方数因数的数。
- 十进制的奢侈數。

6800
- 合数，正因數有1、2、4、5、8、10、16、17、20、25、34、40、50、68、80、85、100、136、170、200、272、340、400、425、680、850、1360、1700、3400和6800。
質因數分解，{\displaystyle 2^{4}\times 5^{2}\times 17}。
- 过剩数，真因數和為10498，盈度為3698
- 十进制的奢侈數。

6801
- 合数，正因數有1、3、2267和6801。
質因數分解，{\displaystyle 3\times 2267}。
- 亏数，真因數和為2271，虧度為4530
- 不尋常數，大於平方根的質因數為2267。
- 半素数。
- 无平方数因数的数。
- 十进制的奢侈數。

6802
- 合数，正因數有1、2、19、38、179、358、3401和6802。
質因數分解，{\displaystyle 2\times 19\times 179}。
- 亏数，真因數和為3998，虧度為2804
- 不尋常數，大於平方根的質因數為179。
- 无平方数因数的数。
  - 楔形数。
- 十进制的奢侈數。

6803
- 第876個質數。

6804
- 合数，正因數有1、2、3、4、6、7、9、12、14、18、21、27、28、36、42、54、63、81、84、108、126、162、189、243、252、324、378、486、567、756、972、1134、1701、2268、3402和6804。
質因數分解，{\displaystyle 2^{2}\times 3^{5}\times 7}。
- 过剩数，真因數和為13580，盈度為6776
- 十进制的奢侈數。

6805
- 合数，正因數有1、5、1361和6805。
質因數分解，{\displaystyle 5\times 1361}。
- 亏数，真因數和為1367，虧度為5438
- 不尋常數，大於平方根的質因數為1361。
- 半素数。
- 无平方数因数的数。
- 十进制的奢侈數。

6806
- 合数，正因數有1、2、41、82、83、166、3403和6806。
質因數分解，{\displaystyle 2\times 41\times 83}。
- 亏数，真因數和為3778，虧度為3028
- 不尋常數，大於平方根的質因數為83。
- 无平方数因数的数。
  - 楔形数。
- 普洛尼克数，為82與83的乘積。
- 十进制的奢侈數。

6807
- 合数，正因數有1、3、2269和6807。
質因數分解，{\displaystyle 3\times 2269}。
- 亏数，真因數和為2273，虧度為4534
- 不尋常數，大於平方根的質因數為2269。
- 半素数。
- 无平方数因数的数。
- 十进制的奢侈數。

6808
- 合数，正因數有1、2、4、8、23、37、46、74、92、148、184、296、851、1702、3404和6808。
質因數分解，{\displaystyle 2^{3}\times 23\times 37}。
- 过剩数，真因數和為6872，盈度為64
- 十进制的奢侈數。

6809
- 合数，正因數有1、11、619和6809。
質因數分解，{\displaystyle 11\times 619}。
- 亏数，真因數和為631，虧度為6178
- 不尋常數，大於平方根的質因數為619。
- 半素数。
- 无平方数因数的数。
- 十进制的奢侈數。

6810
- 合数，正因數有1、2、3、5、6、10、15、30、227、454、681、1135、1362、2270、3405和6810。
質因數分解，{\displaystyle 2\times 3\times 5\times 227}。
- 过剩数，真因數和為9606，盈度為2796
- 不尋常數，大於平方根的質因數為227。
- 无平方数因数的数。
- 十进制的奢侈數。

6811
- 合数，正因數有1、7、49、139、973和6811。
質因數分解，{\displaystyle 7^{2}\times 139}。
- 亏数，真因數和為1169，虧度為5642
- 不尋常數，大於平方根的質因數為139。
- 十进制的奢侈數。

6812
- 合数，正因數有1、2、4、13、26、52、131、262、524、1703、3406和6812。
質因數分解，{\displaystyle 2^{2}\times 13\times 131}。
- 亏数，真因數和為6124，虧度為688
- 不尋常數，大於平方根的質因數為131。
- 十进制的奢侈數。

6813
- 合数，正因數有1、3、9、757、2271和6813。
質因數分解，{\displaystyle 3^{2}\times 757}。
- 亏数，真因數和為3041，虧度為3772
- 不尋常數，大於平方根的質因數為757。
- 十进制的奢侈數。

6814
- 合数，正因數有1、2、3407和6814。
質因數分解，{\displaystyle 2\times 3407}。
- 亏数，真因數和為3410，虧度為3404
- 不尋常數，大於平方根的質因數為3407。
- 半素数。
- 无平方数因数的数。
- 十进制的奢侈數。

6815
- 合数，正因數有1、5、29、47、145、235、1363和6815。
質因數分解，{\displaystyle 5\times 29\times 47}。
- 亏数，真因數和為1825，虧度為4990
- 无平方数因数的数。
  - 楔形数。
- 十进制的奢侈數。

6816
- 合数，正因數有1、2、3、4、6、8、12、16、24、32、48、71、96、142、213、284、426、568、852、1136、1704、2272、3408和6816。
質因數分解，{\displaystyle 2^{5}\times 3\times 71}。
- 过剩数，真因數和為11328，盈度為4512
- 十进制的奢侈數。

6817
- 合数，正因數有1、17、401和6817。
質因數分解，{\displaystyle 17\times 401}。
- 亏数，真因數和為419，虧度為6398
- 不尋常數，大於平方根的質因數為401。
- 半素数。
- 无平方数因数的数。
- 十进制的奢侈數。

6818
- 合数，正因數有1、2、7、14、487、974、3409和6818。
質因數分解，{\displaystyle 2\times 7\times 487}。
- 亏数，真因數和為4894，虧度為1924
- 不尋常數，大於平方根的質因數為487。
- 无平方数因数的数。
  - 楔形数。
- 十进制的奢侈數。

6819
- 合数，正因數有1、3、2273和6819。
質因數分解，{\displaystyle 3\times 2273}。
- 亏数，真因數和為2277，虧度為4542
- 不尋常數，大於平方根的質因數為2273。
- 半素数。
- 无平方数因数的数。
- 十进制的奢侈數。

6820
- 合数，正因數有1、2、4、5、10、11、20、22、31、44、55、62、110、124、155、220、310、341、620、682、1364、1705、3410和6820。
質因數分解，{\displaystyle 2^{2}\times 5\times 11\times 31}。
- 过剩数，真因數和為9308，盈度為2488
- 十进制的奢侈數。

6821
- 合数，正因數有1、19、359和6821。
質因數分解，{\displaystyle 19\times 359}。
- 亏数，真因數和為379，虧度為6442
- 不尋常數，大於平方根的質因數為359。
- 半素数。
- 无平方数因数的数。
- 十进制的奢侈數。

6822
- 合数，正因數有1、2、3、6、9、18、379、758、1137、2274、3411和6822。
質因數分解，{\displaystyle 2\times 3^{2}\times 379}。
- 过剩数，真因數和為7998，盈度為1176
  - 半完全数，和為本身的其中一組因數為379、 758、 2274、 3411。
- 不尋常數，大於平方根的質因數為379。
- 十进制的奢侈數。

6823
- 第877個質數。

6824
- 合数，正因數有1、2、4、8、853、1706、3412和6824。
質因數分解，{\displaystyle 2^{3}\times 853}。
- 亏数，真因數和為5986，虧度為838
- 不尋常數，大於平方根的質因數為853。
- 十进制的奢侈數。

6825
- 合数，正因數有1、3、5、7、13、15、21、25、35、39、65、75、91、105、175、195、273、325、455、525、975、1365、2275和6825。
質因數分解，{\displaystyle 3\times 5^{2}\times 7\times 13}。
- 过剩数，真因數和為7063，盈度為238
- 十进制的奢侈數。

6826
- 合数，正因數有1、2、3413和6826。
質因數分解，{\displaystyle 2\times 3413}。
- 亏数，真因數和為3416，虧度為3410
- 不尋常數，大於平方根的質因數為3413。
- 半素数。
- 无平方数因数的数。
- 十进制的奢侈數。

6827
- 第878個質數。
  - 孪生素数，為（6827、 6829）

6828
- 合数，正因數有1、2、3、4、6、12、569、1138、1707、2276、3414和6828。
質因數分解，{\displaystyle 2^{2}\times 3\times 569}。
- 过剩数，真因數和為9132，盈度為2304
  - 半完全数，和為本身的其中一組因數為569、 1138、 1707、 3414。
- 不尋常數，大於平方根的質因數為569。
- 十进制的奢侈數。

6829
- 第879個質數。
  - 孪生素数，為（6827、 6829）

6830
- 合数，正因數有1、2、5、10、683、1366、3415和6830。
質因數分解，{\displaystyle 2\times 5\times 683}。
- 亏数，真因數和為5482，虧度為1348
- 不尋常數，大於平方根的質因數為683。
- 无平方数因数的数。
  - 楔形数。
- 十进制的奢侈數。

6831
- 合数，正因數有1、3、9、11、23、27、33、69、99、207、253、297、621、759、2277和6831。
質因數分解，{\displaystyle 3^{3}\times 11\times 23}。
- 亏数，真因數和為4689，虧度為2142
- 十进制的奢侈數。

6832
- 合数，正因數有1、2、4、7、8、14、16、28、56、61、112、122、244、427、488、854、976、1708、3416和6832。
質因數分解，{\displaystyle 2^{4}\times 7\times 61}。
- 过剩数，真因數和為8544，盈度為1712
- 十进制的奢侈數。

6833
- 第880個質數。

6834
- 合数，正因數有1、2、3、6、17、34、51、67、102、134、201、402、1139、2278、3417和6834。
質因數分解，{\displaystyle 2\times 3\times 17\times 67}。
- 过剩数，真因數和為7854，盈度為1020
- 无平方数因数的数。
- 十进制的奢侈數。

6835
- 合数，正因數有1、5、1367和6835。
質因數分解，{\displaystyle 5\times 1367}。
- 亏数，真因數和為1373，虧度為5462
- 不尋常數，大於平方根的質因數為1367。
- 半素数。
- 无平方数因数的数。
- 十进制的奢侈數。

6836
- 合数，正因數有1、2、4、1709、3418和6836。
質因數分解，{\displaystyle 2^{2}\times 1709}。
- 亏数，真因數和為5134，虧度為1702
- 不尋常數，大於平方根的質因數為1709。
- 十进制的奢侈數。

6837
- 合数，正因數有1、3、43、53、129、159、2279和6837。
質因數分解，{\displaystyle 3\times 43\times 53}。
- 亏数，真因數和為2667，虧度為4170
- 无平方数因数的数。
  - 楔形数。
- 十进制的奢侈數。

6838
- 合数，正因數有1、2、13、26、263、526、3419和6838。
質因數分解，{\displaystyle 2\times 13\times 263}。
- 亏数，真因數和為4250，虧度為2588
- 不尋常數，大於平方根的質因數為263。
- 无平方数因数的数。
  - 楔形数。
- 十进制的奢侈數。

6839
- 合数，正因數有1、7、977和6839。
質因數分解，{\displaystyle 7\times 977}。
- 亏数，真因數和為985，虧度為5854
- 不尋常數，大於平方根的質因數為977。
- 半素数。
- 无平方数因数的数。
- 十进制的等數位數。

6840
- 合数，正因數有1、2、3、4、5、6、8、9、10、12、15、18、19、20、24、30、36、38、40、45、57、60、72、76、90、95、114、120、152、171、180、190、228、285、342、360、380、456、570、684、760、855、1140、1368、1710、2280、3420和6840。
質因數分解，{\displaystyle 2^{3}\times 3^{2}\times 5\times 19}。
- 过剩数，真因數和為16560，盈度為9720
- 十进制的奢侈數。

6841
- 第881個質數。

6842
- 合数，正因數有1、2、11、22、311、622、3421和6842。
質因數分解，{\displaystyle 2\times 11\times 311}。
- 亏数，真因數和為4390，虧度為2452
- 不尋常數，大於平方根的質因數為311。
- 无平方数因数的数。
  - 楔形数。
- 十进制的奢侈數。

6843
- 合数，正因數有1、3、2281和6843。
質因數分解，{\displaystyle 3\times 2281}。
- 亏数，真因數和為2285，虧度為4558
- 不尋常數，大於平方根的質因數為2281。
- 半素数。
- 无平方数因数的数。
- 十进制的奢侈數。

6844
- 合数，正因數有1、2、4、29、58、59、116、118、236、1711、3422和6844。
質因數分解，{\displaystyle 2^{2}\times 29\times 59}。
- 亏数，真因數和為5756，虧度為1088
- 十进制的奢侈數。

6845
- 合数，正因數有1、5、37、185、1369和6845。
質因數分解，{\displaystyle 5\times 37^{2}}。
- 亏数，真因數和為1597，虧度為5248
- 十进制的等數位數。

6846
- 合数，正因數有1、2、3、6、7、14、21、42、163、326、489、978、1141、2282、3423和6846。
質因數分解，{\displaystyle 2\times 3\times 7\times 163}。
- 过剩数，真因數和為8898，盈度為2052
- 不尋常數，大於平方根的質因數為163。
- 无平方数因数的数。
- 十进制的奢侈數。

6847
- 合数，正因數有1、41、167和6847。
質因數分解，{\displaystyle 41\times 167}。
- 亏数，真因數和為209，虧度為6638
- 不尋常數，大於平方根的質因數為167。
- 半素数。
- 无平方数因数的数。
- 十进制的奢侈數。

6848
- 合数，正因數有1、2、4、8、16、32、64、107、214、428、856、1712、3424和6848。
質因數分解，{\displaystyle 2^{6}\times 107}。
- 过剩数，真因數和為6868，盈度為20
- 不尋常數，大於平方根的質因數為107。
- 十进制的奢侈數。

6849
- 合数，正因數有1、3、9、761、2283和6849。
質因數分解，{\displaystyle 3^{2}\times 761}。
- 亏数，真因數和為3057，虧度為3792
- 不尋常數，大於平方根的質因數為761。
- 十进制的奢侈數。

6850
- 合数，正因數有1、2、5、10、25、50、137、274、685、1370、3425和6850。
質因數分解，{\displaystyle 2\times 5^{2}\times 137}。
- 亏数，真因數和為5984，虧度為866
- 不尋常數，大於平方根的質因數為137。
- 十进制的奢侈數。

6851
- 合数，正因數有1、13、17、31、221、403、527和6851。
質因數分解，{\displaystyle 13\times 17\times 31}。
- 亏数，真因數和為1213，虧度為5638
- 无平方数因数的数。
  - 楔形数。
- 十进制的奢侈數。

6852
- 合数，正因數有1、2、3、4、6、12、571、1142、1713、2284、3426和6852。
質因數分解，{\displaystyle 2^{2}\times 3\times 571}。
- 过剩数，真因數和為9164，盈度為2312
  - 半完全数，和為本身的其中一組因數為571、 1142、 1713、 3426。
- 不尋常數，大於平方根的質因數為571。
- 十进制的奢侈數。

6853
- 合数，正因數有1、7、11、77、89、623、979和6853。
質因數分解，{\displaystyle 7\times 11\times 89}。
- 亏数，真因數和為1787，虧度為5066
- 不尋常數，大於平方根的質因數為89。
- 无平方数因数的数。
  - 楔形数。
- 十进制的奢侈數。

6854
- 合数，正因數有1、2、23、46、149、298、3427和6854。
質因數分解，{\displaystyle 2\times 23\times 149}。
- 亏数，真因數和為3946，虧度為2908
- 不尋常數，大於平方根的質因數為149。
- 无平方数因数的数。
  - 楔形数。
- 十进制的奢侈數。

6855
- 合数，正因數有1、3、5、15、457、1371、2285和6855。
質因數分解，{\displaystyle 3\times 5\times 457}。
- 亏数，真因數和為4137，虧度為2718
- 不尋常數，大於平方根的質因數為457。
- 无平方数因数的数。
  - 楔形数。
- 十进制的奢侈數。

6856
- 合数，正因數有1、2、4、8、857、1714、3428和6856。
質因數分解，{\displaystyle 2^{3}\times 857}。
- 亏数，真因數和為6014，虧度為842
- 不尋常數，大於平方根的質因數為857。
- 十进制的奢侈數。

6857
- 第882個質數。

6858
- 合数，正因數有1、2、3、6、9、18、27、54、127、254、381、762、1143、2286、3429和6858。
質因數分解，{\displaystyle 2\times 3^{3}\times 127}。
- 过剩数，真因數和為8502，盈度為1644
- 不尋常數，大於平方根的質因數為127。
- 十进制的奢侈數。

6859
- 合数，正因數有1、19、361和6859。
質因數分解，{\displaystyle 19^{3}}。
- 亏数，真因數和為381，虧度為6478
- 十进制的節儉數。

6860
- 合数，正因數有1、2、4、5、7、10、14、20、28、35、49、70、98、140、196、245、343、490、686、980、1372、1715、3430和6860。
質因數分解，{\displaystyle 2^{2}\times 5\times 7^{3}}。
- 过剩数，真因數和為9940，盈度為3080
- 十进制的奢侈數。

6861
- 合数，正因數有1、3、2287和6861。
質因數分解，{\displaystyle 3\times 2287}。
- 亏数，真因數和為2291，虧度為4570
- 不尋常數，大於平方根的質因數為2287。
- 半素数。
- 无平方数因数的数。
- 十进制的奢侈數。

6862
- 合数，正因數有1、2、47、73、94、146、3431和6862。
質因數分解，{\displaystyle 2\times 47\times 73}。
- 亏数，真因數和為3794，虧度為3068
- 无平方数因数的数。
  - 楔形数。
- 十进制的奢侈數。

6863
- 第883個質數。

6864
- 合数，正因數有1、2、3、4、6、8、11、12、13、16、22、24、26、33、39、44、48、52、66、78、88、104、132、143、156、176、208、264、286、312、429、528、572、624、858、1144、1716、2288、3432和6864。
質因數分解，{\displaystyle 2^{4}\times 3\times 11\times 13}。
- 过剩数，真因數和為13968，盈度為7104
- 十进制的奢侈數。

6865
- 合数，正因數有1、5、1373和6865。
質因數分解，{\displaystyle 5\times 1373}。
- 亏数，真因數和為1379，虧度為5486
- 不尋常數，大於平方根的質因數為1373。
- 半素数。
- 无平方数因数的数。
- 十进制的奢侈數。

6866
- 合数，正因數有1、2、3433和6866。
質因數分解，{\displaystyle 2\times 3433}。
- 亏数，真因數和為3436，虧度為3430
- 不尋常數，大於平方根的質因數為3433。
- 半素数。
- 无平方数因数的数。
- 十进制的奢侈數。

6867
- 合数，正因數有1、3、7、9、21、63、109、327、763、981、2289和6867。
質因數分解，{\displaystyle 3^{2}\times 7\times 109}。
- 亏数，真因數和為4573，虧度為2294
- 不尋常數，大於平方根的質因數為109。
- 十进制的奢侈數。

6868
- 合数，正因數有1、2、4、17、34、68、101、202、404、1717、3434和6868。
質因數分解，{\displaystyle 2^{2}\times 17\times 101}。
- 亏数，真因數和為5984，虧度為884
- 不尋常數，大於平方根的質因數為101。
- 十进制的奢侈數。

6869
- 第884個質數。
  - 孪生素数，為（6869、 6871）

6870
- 合数，正因數有1、2、3、5、6、10、15、30、229、458、687、1145、1374、2290、3435和6870。
質因數分解，{\displaystyle 2\times 3\times 5\times 229}。
- 过剩数，真因數和為9690，盈度為2820
- 不尋常數，大於平方根的質因數為229。
- 无平方数因数的数。
- 十进制的奢侈數。

6871
- 第885個質數。
  - 孪生素数，為（6869、 6871）

6872
- 合数，正因數有1、2、4、8、859、1718、3436和6872。
質因數分解，{\displaystyle 2^{3}\times 859}。
- 亏数，真因數和為6028，虧度為844
- 不尋常數，大於平方根的質因數為859。
- 十进制的奢侈數。

6873
- 合数，正因數有1、3、29、79、87、237、2291和6873。
質因數分解，{\displaystyle 3\times 29\times 79}。
- 亏数，真因數和為2727，虧度為4146
- 无平方数因数的数。
  - 楔形数。
- 十进制的奢侈數。

6874
- 合数，正因數有1、2、7、14、491、982、3437和6874。
質因數分解，{\displaystyle 2\times 7\times 491}。
- 亏数，真因數和為4934，虧度為1940
- 不尋常數，大於平方根的質因數為491。
- 无平方数因数的数。
  - 楔形数。
- 十进制的奢侈數。

6875
- 合数，正因數有1、5、11、25、55、125、275、625、1375和6875。
質因數分解，{\displaystyle 5^{4}\times 11}。
- 亏数，真因數和為2497，虧度為4378
- 十进制的等數位數。

6876
- 合数，正因數有1、2、3、4、6、9、12、18、36、191、382、573、764、1146、1719、2292、3438和6876。
質因數分解，{\displaystyle 2^{2}\times 3^{2}\times 191}。
- 过剩数，真因數和為10596，盈度為3720
- 不尋常數，大於平方根的質因數為191。
- 十进制的奢侈數。

6877
- 合数，正因數有1、13、23、299、529和6877。
質因數分解，{\displaystyle 13\times 23^{2}}。
- 亏数，真因數和為865，虧度為6012
- 十进制的奢侈數。

6878
- 合数，正因數有1、2、19、38、181、362、3439和6878。
質因數分解，{\displaystyle 2\times 19\times 181}。
- 亏数，真因數和為4042，虧度為2836
- 不尋常數，大於平方根的質因數為181。
- 无平方数因数的数。
  - 楔形数。
- 十进制的奢侈數。

6879
- 合数，正因數有1、3、2293和6879。
質因數分解，{\displaystyle 3\times 2293}。
- 亏数，真因數和為2297，虧度為4582
- 不尋常數，大於平方根的質因數為2293。
- 半素数。
- 无平方数因数的数。
- 十进制的奢侈數。

6880
- 合数，正因數有1、2、4、5、8、10、16、20、32、40、43、80、86、160、172、215、344、430、688、860、1376、1720、3440和6880。
質因數分解，{\displaystyle 2^{5}\times 5\times 43}。
- 过剩数，真因數和為9752，盈度為2872
- 十进制的奢侈數。

6881
- 合数，正因數有1、7、983和6881。
質因數分解，{\displaystyle 7\times 983}。
- 亏数，真因數和為991，虧度為5890
- 不尋常數，大於平方根的質因數為983。
- 半素数。
- 无平方数因数的数。
- 十进制的等數位數。

6882
- 合数，正因數有1、2、3、6、31、37、62、74、93、111、186、222、1147、2294、3441和6882。
質因數分解，{\displaystyle 2\times 3\times 31\times 37}。
- 过剩数，真因數和為7710，盈度為828
- 无平方数因数的数。
- 十进制的奢侈數。

6883
- 第886個質數。

6884
- 合数，正因數有1、2、4、1721、3442和6884。
質因數分解，{\displaystyle 2^{2}\times 1721}。
- 亏数，真因數和為5170，虧度為1714
- 不尋常數，大於平方根的質因數為1721。
- 十进制的奢侈數。

6885
- 合数，正因數有1、3、5、9、15、17、27、45、51、81、85、135、153、255、405、459、765、1377、2295和6885。
質因數分解，{\displaystyle 3^{4}\times 5\times 17}。
- 亏数，真因數和為6183，虧度為702
- 十进制的奢侈數。

6886
- 合数，正因數有1、2、11、22、313、626、3443和6886。
質因數分解，{\displaystyle 2\times 11\times 313}。
- 亏数，真因數和為4418，虧度為2468
- 不尋常數，大於平方根的質因數為313。
- 无平方数因数的数。
  - 楔形数。
- 十进制的奢侈數。

6887
- 合数，正因數有1、71、97和6887。
質因數分解，{\displaystyle 71\times 97}。
- 亏数，真因數和為169，虧度為6718
- 不尋常數，大於平方根的質因數為97。
- 半素数。
- 无平方数因数的数。
- 十进制的等數位數。

6888
- 合数，正因數有1、2、3、4、6、7、8、12、14、21、24、28、41、42、56、82、84、123、164、168、246、287、328、492、574、861、984、1148、1722、2296、3444和6888。
質因數分解，{\displaystyle 2^{3}\times 3\times 7\times 41}。
- 过剩数，真因數和為13272，盈度為6384
- 十进制的奢侈數。

6889
- 合数，正因數有1、83和6889。
質因數分解，{\displaystyle 83^{2}}。
- 亏数，真因數和為84，虧度為6805
- 半素数。
- 平方数，為83的平方。
- 十进制的節儉數。

6890
- 合数，正因數有1、2、5、10、13、26、53、65、106、130、265、530、689、1378、3445和6890。
質因數分解，{\displaystyle 2\times 5\times 13\times 53}。
- 亏数，真因數和為6718，虧度為172
- 无平方数因数的数。
- 十进制的奢侈數。

6891
- 合数，正因數有1、3、2297和6891。
質因數分解，{\displaystyle 3\times 2297}。
- 亏数，真因數和為2301，虧度為4590
- 不尋常數，大於平方根的質因數為2297。
- 半素数。
- 无平方数因数的数。
- 十进制的奢侈數。

6892
- 合数，正因數有1、2、4、1723、3446和6892。
質因數分解，{\displaystyle 2^{2}\times 1723}。
- 亏数，真因數和為5176，虧度為1716
- 不尋常數，大於平方根的質因數為1723。
- 十进制的奢侈數。

6893
- 合数，正因數有1、61、113和6893。
質因數分解，{\displaystyle 61\times 113}。
- 亏数，真因數和為175，虧度為6718
- 不尋常數，大於平方根的質因數為113。
- 半素数。
- 无平方数因数的数。
- 十进制的奢侈數。

6894
- 合数，正因數有1、2、3、6、9、18、383、766、1149、2298、3447和6894。
質因數分解，{\displaystyle 2\times 3^{2}\times 383}。
- 过剩数，真因數和為8082，盈度為1188
  - 半完全数，和為本身的其中一組因數為383、 766、 2298、 3447。
- 不尋常數，大於平方根的質因數為383。
- 十进制的奢侈數。

6895
- 合数，正因數有1、5、7、35、197、985、1379和6895。
質因數分解，{\displaystyle 5\times 7\times 197}。
- 亏数，真因數和為2609，虧度為4286
- 不尋常數，大於平方根的質因數為197。
- 无平方数因数的数。
  - 楔形数。
- 十进制的奢侈數。

6896
- 合数，正因數有1、2、4、8、16、431、862、1724、3448和6896。
質因數分解，{\displaystyle 2^{4}\times 431}。
- 亏数，真因數和為6496，虧度為400
- 不尋常數，大於平方根的質因數為431。
- 十进制的奢侈數。

6897
- 合数，正因數有1、3、11、19、33、57、121、209、363、627、2299和6897。
質因數分解，{\displaystyle 3\times 11^{2}\times 19}。
- 亏数，真因數和為3743，虧度為3154
- 十进制的奢侈數。

6898
- 合数，正因數有1、2、3449和6898。
質因數分解，{\displaystyle 2\times 3449}。
- 亏数，真因數和為3452，虧度為3446
- 不尋常數，大於平方根的質因數為3449。
- 半素数。
- 无平方数因数的数。
- 十进制的奢侈數。

6899
- 第887個質數。

6900
- 合数，正因數有1、2、3、4、5、6、10、12、15、20、23、25、30、46、50、60、69、75、92、100、115、138、150、230、276、300、345、460、575、690、1150、1380、1725、2300、3450和6900。
質因數分解，{\displaystyle 2^{2}\times 3\times 5^{2}\times 23}。
- 过剩数，真因數和為13932，盈度為7032
- 十进制的奢侈數。

6901
- 合数，正因數有1、67、103和6901。
質因數分解，{\displaystyle 67\times 103}。
- 亏数，真因數和為171，虧度為6730
- 不尋常數，大於平方根的質因數為103。
- 半素数。
- 无平方数因数的数。
- 十进制的奢侈數。

6902
- 合数，正因數有1、2、7、14、17、29、34、58、119、203、238、406、493、986、3451和6902。
質因數分解，{\displaystyle 2\times 7\times 17\times 29}。
- 亏数，真因數和為6058，虧度為844
- 无平方数因数的数。
- 十进制的奢侈數。

6903
- 合数，正因數有1、3、9、13、39、59、117、177、531、767、2301和6903。
質因數分解，{\displaystyle 3^{2}\times 13\times 59}。
- 亏数，真因數和為4017，虧度為2886
- 十进制的奢侈數。

6904
- 合数，正因數有1、2、4、8、863、1726、3452和6904。
質因數分解，{\displaystyle 2^{3}\times 863}。
- 亏数，真因數和為6056，虧度為848
- 不尋常數，大於平方根的質因數為863。
- 十进制的奢侈數。

6905
- 合数，正因數有1、5、1381和6905。
質因數分解，{\displaystyle 5\times 1381}。
- 亏数，真因數和為1387，虧度為5518
- 不尋常數，大於平方根的質因數為1381。
- 半素数。
- 无平方数因数的数。
- 十进制的奢侈數。

6906
- 合数，正因數有1、2、3、6、1151、2302、3453和6906。
質因數分解，{\displaystyle 2\times 3\times 1151}。
- 过剩数，真因數和為6918，盈度為12
  - 半完全数，和為本身的其中一組因數為1151、 2302、 3453。
- 不尋常數，大於平方根的質因數為1151。
- 佩服數，佩服因數為6。
- 无平方数因数的数。
  - 楔形数。
- 十进制的奢侈數。

6907
- 第888個質數。

6908
- 合数，正因數有1、2、4、11、22、44、157、314、628、1727、3454和6908。
質因數分解，{\displaystyle 2^{2}\times 11\times 157}。
- 亏数，真因數和為6364，虧度為544
- 不尋常數，大於平方根的質因數為157。
- 十进制的奢侈數。

6909
- 合数，正因數有1、3、7、21、47、49、141、147、329、987、2303和6909。
質因數分解，{\displaystyle 3\times 7^{2}\times 47}。
- 亏数，真因數和為4035，虧度為2874
- 十进制的奢侈數。

6910
- 合数，正因數有1、2、5、10、691、1382、3455和6910。
質因數分解，{\displaystyle 2\times 5\times 691}。
- 亏数，真因數和為5546，虧度為1364
- 不尋常數，大於平方根的質因數為691。
- 无平方数因数的数。
  - 楔形数。
- 十进制的奢侈數。

6911
- 第889個質數。

6912
- 合数，正因數有1、2、3、4、6、8、9、12、16、18、24、27、32、36、48、54、64、72、96、108、128、144、192、216、256、288、384、432、576、768、864、1152、1728、2304、3456和6912。
質因數分解，{\displaystyle 2^{8}\times 3^{3}}。
- 过剩数，真因數和為13528，盈度為6616
- 十进制的等數位數。

6913
- 合数，正因數有1、31、223和6913。
質因數分解，{\displaystyle 31\times 223}。
- 亏数，真因數和為255，虧度為6658
- 不尋常數，大於平方根的質因數為223。
- 半素数。
- 无平方数因数的数。
- 十进制的奢侈數。

6914
- 合数，正因數有1、2、3457和6914。
質因數分解，{\displaystyle 2\times 3457}。
- 亏数，真因數和為3460，虧度為3454
- 不尋常數，大於平方根的質因數為3457。
- 半素数。
- 无平方数因数的数。
- 十进制的奢侈數。

6915
- 合数，正因數有1、3、5、15、461、1383、2305和6915。
質因數分解，{\displaystyle 3\times 5\times 461}。
- 亏数，真因數和為4173，虧度為2742
- 不尋常數，大於平方根的質因數為461。
- 无平方数因数的数。
  - 楔形数。
- 十进制的奢侈數。

6916
- 合数，正因數有1、2、4、7、13、14、19、26、28、38、52、76、91、133、182、247、266、364、494、532、988、1729、3458和6916。
質因數分解，{\displaystyle 2^{2}\times 7\times 13\times 19}。
- 过剩数，真因數和為8764，盈度為1848
- 十进制的奢侈數。

6917
- 第890個質數。

6918
- 合数，正因數有1、2、3、6、1153、2306、3459和6918。
質因數分解，{\displaystyle 2\times 3\times 1153}。
- 过剩数，真因數和為6930，盈度為12
  - 半完全数，和為本身的其中一組因數為1153、 2306、 3459。
- 不尋常數，大於平方根的質因數為1153。
- 佩服數，佩服因數為6。
- 无平方数因数的数。
  - 楔形数。
- 十进制的奢侈數。

6919
- 合数，正因數有1、11、17、37、187、407、629和6919。
質因數分解，{\displaystyle 11\times 17\times 37}。
- 亏数，真因數和為1289，虧度為5630
- 无平方数因数的数。
  - 楔形数。
- 十进制的奢侈數。

6920
- 合数，正因數有1、2、4、5、8、10、20、40、173、346、692、865、1384、1730、3460和6920。
質因數分解，{\displaystyle 2^{3}\times 5\times 173}。
- 过剩数，真因數和為8740，盈度為1820
- 不尋常數，大於平方根的質因數為173。
- 十进制的奢侈數。

6921
- 合数，正因數有1、3、9、769、2307和6921。
質因數分解，{\displaystyle 3^{2}\times 769}。
- 亏数，真因數和為3089，虧度為3832
- 不尋常數，大於平方根的質因數為769。
- 十进制的奢侈數。

6922
- 合数，正因數有1、2、3461和6922。
質因數分解，{\displaystyle 2\times 3461}。
- 亏数，真因數和為3464，虧度為3458
- 不尋常數，大於平方根的質因數為3461。
- 半素数。
- 无平方数因数的数。
- 十进制的奢侈數。

6923
- 合数，正因數有1、7、23、43、161、301、989和6923。
質因數分解，{\displaystyle 7\times 23\times 43}。
- 亏数，真因數和為1525，虧度為5398
- 无平方数因数的数。
  - 楔形数。
- 十进制的奢侈數。

6924
- 合数，正因數有1、2、3、4、6、12、577、1154、1731、2308、3462和6924。
質因數分解，{\displaystyle 2^{2}\times 3\times 577}。
- 过剩数，真因數和為9260，盈度為2336
  - 半完全数，和為本身的其中一組因數為577、 1154、 1731、 3462。
- 不尋常數，大於平方根的質因數為577。
- 十进制的奢侈數。

6925
- 合数，正因數有1、5、25、277、1385和6925。
質因數分解，{\displaystyle 5^{2}\times 277}。
- 亏数，真因數和為1693，虧度為5232
- 不尋常數，大於平方根的質因數為277。
- 十进制的奢侈數。

6926
- 合数，正因數有1、2、3463和6926。
質因數分解，{\displaystyle 2\times 3463}。
- 亏数，真因數和為3466，虧度為3460
- 不尋常數，大於平方根的質因數為3463。
- 半素数。
- 无平方数因数的数。
- 十进制的奢侈數。

6927
- 合数，正因數有1、3、2309和6927。
質因數分解，{\displaystyle 3\times 2309}。
- 亏数，真因數和為2313，虧度為4614
- 不尋常數，大於平方根的質因數為2309。
- 半素数。
- 无平方数因数的数。
- 十进制的奢侈數。

6928
- 合数，正因數有1、2、4、8、16、433、866、1732、3464和6928。
質因數分解，{\displaystyle 2^{4}\times 433}。
- 亏数，真因數和為6526，虧度為402
- 不尋常數，大於平方根的質因數為433。
- 十进制的奢侈數。

6929
- 合数，正因數有1、13、41、169、533和6929。
質因數分解，{\displaystyle 13^{2}\times 41}。
- 亏数，真因數和為757，虧度為6172
- 十进制的奢侈數。

6930
- 合数，正因數有1、2、3、5、6、7、9、10、11、14、15、18、21、22、30、33、35、42、45、55、63、66、70、77、90、99、105、110、126、154、165、198、210、231、315、330、385、462、495、630、693、770、990、1155、1386、2310、3465和6930。
質因數分解，{\displaystyle 2\times 3^{2}\times 5\times 7\times 11}。
- 过剩数，真因數和為15534，盈度為8604
- 十进制的奢侈數。

6931
- 合数，正因數有1、29、239和6931。
質因數分解，{\displaystyle 29\times 239}。
- 亏数，真因數和為269，虧度為6662
- 不尋常數，大於平方根的質因數為239。
- 半素数。
- 无平方数因数的数。
- 十进制的奢侈數。

6932
- 合数，正因數有1、2、4、1733、3466和6932。
質因數分解，{\displaystyle 2^{2}\times 1733}。
- 亏数，真因數和為5206，虧度為1726
- 不尋常數，大於平方根的質因數為1733。
- 十进制的奢侈數。

6933
- 合数，正因數有1、3、2311和6933。
質因數分解，{\displaystyle 3\times 2311}。
- 亏数，真因數和為2315，虧度為4618
- 不尋常數，大於平方根的質因數為2311。
- 半素数。
- 无平方数因数的数。
- 十进制的奢侈數。

6934
- 合数，正因數有1、2、3467和6934。
質因數分解，{\displaystyle 2\times 3467}。
- 亏数，真因數和為3470，虧度為3464
- 不尋常數，大於平方根的質因數為3467。
- 半素数。
- 无平方数因数的数。
- 十进制的奢侈數。

6935
- 合数，正因數有1、5、19、73、95、365、1387和6935。
質因數分解，{\displaystyle 5\times 19\times 73}。
- 亏数，真因數和為1945，虧度為4990
- 无平方数因数的数。
  - 楔形数。
- 十进制的奢侈數。

6936
- 合数，正因數有1、2、3、4、6、8、12、17、24、34、51、68、102、136、204、289、408、578、867、1156、1734、2312、3468和6936。
質因數分解，{\displaystyle 2^{3}\times 3\times 17^{2}}。
- 过剩数，真因數和為11484，盈度為4548
- 十进制的奢侈數。

6937
- 合数，正因數有1、7、991和6937。
質因數分解，{\displaystyle 7\times 991}。
- 亏数，真因數和為999，虧度為5938
- 不尋常數，大於平方根的質因數為991。
- 半素数。
- 无平方数因数的数。
- 十进制的等數位數。

6938
- 合数，正因數有1、2、3469和6938。
質因數分解，{\displaystyle 2\times 3469}。
- 亏数，真因數和為3472，虧度為3466
- 不尋常數，大於平方根的質因數為3469。
- 半素数。
- 无平方数因数的数。
- 十进制的奢侈數。

6939
- 合数，正因數有1、3、9、27、257、771、2313和6939。
質因數分解，{\displaystyle 3^{3}\times 257}。
- 亏数，真因數和為3381，虧度為3558
- 不尋常數，大於平方根的質因數為257。
- 十进制的奢侈數。

6940
- 合数，正因數有1、2、4、5、10、20、347、694、1388、1735、3470和6940。
質因數分解，{\displaystyle 2^{2}\times 5\times 347}。
- 过剩数，真因數和為7676，盈度為736
  - 半完全数，和為本身的其中一組因數為347、 1388、 1735、 3470。
- 不尋常數，大於平方根的質因數為347。
- 十进制的奢侈數。

6941
- 合数，正因數有1、11、631和6941。
質因數分解，{\displaystyle 11\times 631}。
- 亏数，真因數和為643，虧度為6298
- 不尋常數，大於平方根的質因數為631。
- 半素数。
- 无平方数因数的数。
- 十进制的奢侈數。

6942
- 合数，正因數有1、2、3、6、13、26、39、78、89、178、267、534、1157、2314、3471和6942。
質因數分解，{\displaystyle 2\times 3\times 13\times 89}。
- 过剩数，真因數和為8178，盈度為1236
- 不尋常數，大於平方根的質因數為89。
- 无平方数因数的数。
- 十进制的奢侈數。

6943
- 合数，正因數有1、53、131和6943。
質因數分解，{\displaystyle 53\times 131}。
- 亏数，真因數和為185，虧度為6758
- 不尋常數，大於平方根的質因數為131。
- 半素数。
- 无平方数因数的数。
- 十进制的奢侈數。

6944
- 合数，正因數有1、2、4、7、8、14、16、28、31、32、56、62、112、124、217、224、248、434、496、868、992、1736、3472和6944。
質因數分解，{\displaystyle 2^{5}\times 7\times 31}。
- 过剩数，真因數和為9184，盈度為2240
- 十进制的奢侈數。

6945
- 合数，正因數有1、3、5、15、463、1389、2315和6945。
質因數分解，{\displaystyle 3\times 5\times 463}。
- 亏数，真因數和為4191，虧度為2754
- 不尋常數，大於平方根的質因數為463。
- 无平方数因数的数。
  - 楔形数。
- 十进制的奢侈數。

6946
- 合数，正因數有1、2、23、46、151、302、3473和6946。
質因數分解，{\displaystyle 2\times 23\times 151}。
- 亏数，真因數和為3998，虧度為2948
- 不尋常數，大於平方根的質因數為151。
- 无平方数因数的数。
  - 楔形数。
- 十进制的奢侈數。

6947
- 第891個質數。
  - 孪生素数，為（6947、 6949）

6948
- 合数，正因數有1、2、3、4、6、9、12、18、36、193、386、579、772、1158、1737、2316、3474和6948。
質因數分解，{\displaystyle 2^{2}\times 3^{2}\times 193}。
- 过剩数，真因數和為10706，盈度為3758
- 不尋常數，大於平方根的質因數為193。
- 十进制的奢侈數。

6949
- 第892個質數。
  - 孪生素数，為（6947、 6949）

6950
- 合数，正因數有1、2、5、10、25、50、139、278、695、1390、3475和6950。
質因數分解，{\displaystyle 2\times 5^{2}\times 139}。
- 亏数，真因數和為6070，虧度為880
- 不尋常數，大於平方根的質因數為139。
- 十进制的奢侈數。

6951
- 合数，正因數有1、3、7、21、331、993、2317和6951。
質因數分解，{\displaystyle 3\times 7\times 331}。
- 亏数，真因數和為3673，虧度為3278
- 不尋常數，大於平方根的質因數為331。
- 无平方数因数的数。
  - 楔形数。
- 十进制的奢侈數。

6952
- 合数，正因數有1、2、4、8、11、22、44、79、88、158、316、632、869、1738、3476和6952。
質因數分解，{\displaystyle 2^{3}\times 11\times 79}。
- 过剩数，真因數和為7448，盈度為496
- 十进制的奢侈數。

6953
- 合数，正因數有1、17、409和6953。
質因數分解，{\displaystyle 17\times 409}。
- 亏数，真因數和為427，虧度為6526
- 不尋常數，大於平方根的質因數為409。
- 半素数。
- 无平方数因数的数。
- 十进制的奢侈數。

6954
- 合数，正因數有1、2、3、6、19、38、57、61、114、122、183、366、1159、2318、3477和6954。
質因數分解，{\displaystyle 2\times 3\times 19\times 61}。
- 过剩数，真因數和為7926，盈度為972
- 无平方数因数的数。
- 十进制的奢侈數。

6955
- 合数，正因數有1、5、13、65、107、535、1391和6955。
質因數分解，{\displaystyle 5\times 13\times 107}。
- 亏数，真因數和為2117，虧度為4838
- 不尋常數，大於平方根的質因數為107。
- 无平方数因数的数。
  - 楔形数。
- 十进制的奢侈數。

6956
- 合数，正因數有1、2、4、37、47、74、94、148、188、1739、3478和6956。
質因數分解，{\displaystyle 2^{2}\times 37\times 47}。
- 亏数，真因數和為5812，虧度為1144
- 十进制的奢侈數。

6957
- 合数，正因數有1、3、9、773、2319和6957。
質因數分解，{\displaystyle 3^{2}\times 773}。
- 亏数，真因數和為3105，虧度為3852
- 不尋常數，大於平方根的質因數為773。
- 十进制的奢侈數。

6958
- 合数，正因數有1、2、7、14、49、71、98、142、497、994、3479和6958。
質因數分解，{\displaystyle 2\times 7^{2}\times 71}。
- 亏数，真因數和為5354，虧度為1604
- 十进制的奢侈數。

6959
- 第893個質數。
  - 孪生素数，為（6959、 6961）

6960
- 合数，正因數有1、2、3、4、5、6、8、10、12、15、16、20、24、29、30、40、48、58、60、80、87、116、120、145、174、232、240、290、348、435、464、580、696、870、1160、1392、1740、2320、3480和6960。
質因數分解，{\displaystyle 2^{4}\times 3\times 5\times 29}。
- 过剩数，真因數和為15360，盈度為8400
- 十进制的奢侈數。

6961
- 第894個質數。
  - 孪生素数，為（6959、 6961）

6962
- 合数，正因數有1、2、59、118、3481和6962。
質因數分解，{\displaystyle 2\times 59^{2}}。
- 亏数，真因數和為3661，虧度為3301
- 十进制的等數位數。

6963
- 合数，正因數有1、3、11、33、211、633、2321和6963。
質因數分解，{\displaystyle 3\times 11\times 211}。
- 亏数，真因數和為3213，虧度為3750
- 不尋常數，大於平方根的質因數為211。
- 无平方数因数的数。
  - 楔形数。
- 十进制的奢侈數。

6964
- 合数，正因數有1、2、4、1741、3482和6964。
質因數分解，{\displaystyle 2^{2}\times 1741}。
- 亏数，真因數和為5230，虧度為1734
- 不尋常數，大於平方根的質因數為1741。
- 十进制的奢侈數。

6965
- 合数，正因數有1、5、7、35、199、995、1393和6965。
質因數分解，{\displaystyle 5\times 7\times 199}。
- 亏数，真因數和為2635，虧度為4330
- 不尋常數，大於平方根的質因數為199。
- 无平方数因数的数。
  - 楔形数。
- 十进制的奢侈數。

6966
- 合数，正因數有1、2、3、6、9、18、27、43、54、81、86、129、162、258、387、774、1161、2322、3483和6966。
質因數分解，{\displaystyle 2\times 3^{4}\times 43}。
- 过剩数，真因數和為9006，盈度為2040
- 十进制的奢侈數。

6967
- 第895個質數。

6968
- 合数，正因數有1、2、4、8、13、26、52、67、104、134、268、536、871、1742、3484和6968。
質因數分解，{\displaystyle 2^{3}\times 13\times 67}。
- 过剩数，真因數和為7312，盈度為344
- 十进制的奢侈數。

6969
- 合数，正因數有1、3、23、69、101、303、2323和6969。
質因數分解，{\displaystyle 3\times 23\times 101}。
- 亏数，真因數和為2823，虧度為4146
- 不尋常數，大於平方根的質因數為101。
- 无平方数因数的数。
  - 楔形数。
- 十进制的奢侈數。

6970
- 合数，正因數有1、2、5、10、17、34、41、82、85、170、205、410、697、1394、3485和6970。
質因數分解，{\displaystyle 2\times 5\times 17\times 41}。
- 亏数，真因數和為6638，虧度為332
- 无平方数因数的数。
- 十进制的奢侈數。

6971
- 第896個質數。

6972
- 合数，正因數有1、2、3、4、6、7、12、14、21、28、42、83、84、166、249、332、498、581、996、1162、1743、2324、3486和6972。
質因數分解，{\displaystyle 2^{2}\times 3\times 7\times 83}。
- 过剩数，真因數和為11844，盈度為4872
- 普洛尼克数，為83與84的乘積。
- 十进制的奢侈數。

6973
- 合数，正因數有1、19、367和6973。
質因數分解，{\displaystyle 19\times 367}。
- 亏数，真因數和為387，虧度為6586
- 不尋常數，大於平方根的質因數為367。
- 半素数。
- 无平方数因数的数。
- 十进制的奢侈數。

6974
- 合数，正因數有1、2、11、22、317、634、3487和6974。
質因數分解，{\displaystyle 2\times 11\times 317}。
- 亏数，真因數和為4474，虧度為2500
- 不尋常數，大於平方根的質因數為317。
- 无平方数因数的数。
  - 楔形数。
- 十进制的奢侈數。

6975
- 合数，正因數有1、3、5、9、15、25、31、45、75、93、155、225、279、465、775、1395、2325和6975。
質因數分解，{\displaystyle 3^{2}\times 5^{2}\times 31}。
- 亏数，真因數和為5921，虧度為1054
- 十进制的奢侈數。

6976
- 合数，正因數有1、2、4、8、16、32、64、109、218、436、872、1744、3488和6976。
質因數分解，{\displaystyle 2^{6}\times 109}。
- 过剩数，真因數和為6994，盈度為18
- 不尋常數，大於平方根的質因數為109。
- 十进制的奢侈數。

6977
- 第897個質數。

6978
- 合数，正因數有1、2、3、6、1163、2326、3489和6978。
質因數分解，{\displaystyle 2\times 3\times 1163}。
- 过剩数，真因數和為6990，盈度為12
  - 半完全数，和為本身的其中一組因數為1163、 2326、 3489。
- 不尋常數，大於平方根的質因數為1163。
- 佩服數，佩服因數為6。
- 无平方数因数的数。
  - 楔形数。
- 十进制的奢侈數。

6979
- 合数，正因數有1、7、997和6979。
質因數分解，{\displaystyle 7\times 997}。
- 亏数，真因數和為1005，虧度為5974
- 不尋常數，大於平方根的質因數為997。
- 半素数。
- 无平方数因数的数。
- 十进制的等數位數。

6980
- 合数，正因數有1、2、4、5、10、20、349、698、1396、1745、3490和6980。
質因數分解，{\displaystyle 2^{2}\times 5\times 349}。
- 过剩数，真因數和為7720，盈度為740
  - 半完全数，和為本身的其中一組因數為349、 1396、 1745、 3490。
- 不尋常數，大於平方根的質因數為349。
- 十进制的奢侈數。

6981
- 合数，正因數有1、3、13、39、179、537、2327和6981。
質因數分解，{\displaystyle 3\times 13\times 179}。
- 亏数，真因數和為3099，虧度為3882
- 不尋常數，大於平方根的質因數為179。
- 无平方数因数的数。
  - 楔形数。
- 十进制的奢侈數。

6982
- 合数，正因數有1、2、3491和6982。
質因數分解，{\displaystyle 2\times 3491}。
- 亏数，真因數和為3494，虧度為3488
- 不尋常數，大於平方根的質因數為3491。
- 半素数。
- 无平方数因数的数。
- 十进制的奢侈數。

6983
- 第898個質數。

6984
- 合数，正因數有1、2、3、4、6、8、9、12、18、24、36、72、97、194、291、388、582、776、873、1164、1746、2328、3492和6984。
質因數分解，{\displaystyle 2^{3}\times 3^{2}\times 97}。
- 过剩数，真因數和為12126，盈度為5142
- 不尋常數，大於平方根的質因數為97。
- 十进制的奢侈數。

6985
- 合数，正因數有1、5、11、55、127、635、1397和6985。
質因數分解，{\displaystyle 5\times 11\times 127}。
- 亏数，真因數和為2231，虧度為4754
- 不尋常數，大於平方根的質因數為127。
- 无平方数因数的数。
  - 楔形数。
- 十进制的奢侈數。

6986
- 合数，正因數有1、2、7、14、499、998、3493和6986。
質因數分解，{\displaystyle 2\times 7\times 499}。
- 亏数，真因數和為5014，虧度為1972
- 不尋常數，大於平方根的質因數為499。
- 无平方数因数的数。
  - 楔形数。
- 十进制的奢侈數。

6987
- 合数，正因數有1、3、17、51、137、411、2329和6987。
質因數分解，{\displaystyle 3\times 17\times 137}。
- 亏数，真因數和為2949，虧度為4038
- 不尋常數，大於平方根的質因數為137。
- 无平方数因数的数。
  - 楔形数。
- 十进制的奢侈數。

6988
- 合数，正因數有1、2、4、1747、3494和6988。
質因數分解，{\displaystyle 2^{2}\times 1747}。
- 亏数，真因數和為5248，虧度為1740
- 不尋常數，大於平方根的質因數為1747。
- 十进制的奢侈數。

6989
- 合数，正因數有1、29、241和6989。
質因數分解，{\displaystyle 29\times 241}。
- 亏数，真因數和為271，虧度為6718
- 不尋常數，大於平方根的質因數為241。
- 半素数。
- 无平方数因数的数。
- 十进制的奢侈數。

6990
- 合数，正因數有1、2、3、5、6、10、15、30、233、466、699、1165、1398、2330、3495和6990。
質因數分解，{\displaystyle 2\times 3\times 5\times 233}。
- 过剩数，真因數和為9858，盈度為2868
- 不尋常數，大於平方根的質因數為233。
- 无平方数因数的数。
- 十进制的奢侈數。

6991
- 第899個質數。

6992
- 合数，正因數有1、2、4、8、16、19、23、38、46、76、92、152、184、304、368、437、874、1748、3496和6992。
質因數分解，{\displaystyle 2^{4}\times 19\times 23}。
- 过剩数，真因數和為7888，盈度為896
- 十进制的奢侈數。

6993
- 合数，正因數有1、3、7、9、21、27、37、63、111、189、259、333、777、999、2331和6993。
質因數分解，{\displaystyle 3^{3}\times 7\times 37}。
- 亏数，真因數和為5167，虧度為1826
- 十进制的奢侈數。

6994
- 合数，正因數有1、2、13、26、269、538、3497和6994。
質因數分解，{\displaystyle 2\times 13\times 269}。
- 亏数，真因數和為4346，虧度為2648
- 不尋常數，大於平方根的質因數為269。
- 无平方数因数的数。
  - 楔形数。
- 十进制的奢侈數。

6995
- 合数，正因數有1、5、1399和6995。
質因數分解，{\displaystyle 5\times 1399}。
- 亏数，真因數和為1405，虧度為5590
- 不尋常數，大於平方根的質因數為1399。
- 半素数。
- 无平方数因数的数。
- 十进制的奢侈數。

6996
- 合数，正因數有1、2、3、4、6、11、12、22、33、44、53、66、106、132、159、212、318、583、636、1166、1749、2332、3498和6996。
質因數分解，{\displaystyle 2^{2}\times 3\times 11\times 53}。
- 过剩数，真因數和為11148，盈度為4152
- 十进制的奢侈數。

6997
- 第900個質數。

6998
- 合数，正因數有1、2、3499和6998。
質因數分解，{\displaystyle 2\times 3499}。
- 亏数，真因數和為3502，虧度為3496
- 不尋常數，大於平方根的質因數為3499。
- 半素数。
- 无平方数因数的数。
- 十进制的奢侈數。

6999
- 合数，正因數有1、3、2333和6999。
質因數分解，{\displaystyle 3\times 2333}。
- 亏数，真因數和為2337，虧度為4662
- 不尋常數，大於平方根的質因數為2333。
- 半素数。
- 无平方数因数的数。
- 十进制的奢侈數。